# Russie
Pour les articles homonymes, voir Russie (homonymie) et Russia (homonymie).
Fédération de Russie
(ru) Росси́йская Федера́ция / Rossiïskaïa Federatsiïa  
- Fédération de Russie
- Territoires ukrainiens occupés dont l’annexion n’est pas reconnue par la majorité de la communauté internationale

La Russie (en russe : Россия, Rossiïa ), en forme longue la fédération de Russie, (en russe : Российская Федерация, Rossiïskaïa Federatsiïa ), est un État fédéral transcontinental, le plus vaste État de la planète, à cheval sur l'Asie du Nord (80 % de sa superficie) et sur l'Europe (20 %).
Son territoire s'étend d'ouest en est de la mer Baltique (exclave de Kaliningrad) au détroit de Béring (district autonome de Tchoukotka) sur plus de 6 600 kilomètres, couvrant onze fuseaux horaires, avec une superficie de 17 234 033 km2, soit 11,5 % des terres émergées. Du fait de cette étendue, la Russie connait une variété de climats allant du climat subtropical humide sur les rives de la mer Noire jusqu'à des climats beaucoup plus froids dans la zone de la toundra limitrophe du cercle arctique, ainsi qu'en Sibérie, en passant par les zones arides et semi-arides du désert Ryn et de la steppe eurasienne au sud. La majorité du territoire russe est caractérisée par un climat continental avec des hivers froids et neigeux et est occupée par la taïga.
La population russe est estimée à près de 146 millions d'habitants en 2021, ce qui en fait le neuvième pays le plus peuplé de la planète. La Russie européenne abrite 78 % des habitants du pays. La population russe est répartie en 170 ethnies, ce qui en fait l'une des plus diverses ethnoculturellement du monde. Soucieux de cette composition multiethnique du pays, les Russes distinguent les Rossiïanine, terme désignant les « Russes civiques », c'est-à-dire l'ensemble des citoyens de la Fédération de Russie, indépendamment de leur ethnie (parfois traduit par le terme, rare, de « russien ») et les Rousskiïé, terme désignant les « Russes ethniques » qui composent 72% de la population (106 millions de personnes), mais qui englobe aussi les Russes ethniques et linguistiques vivant hors de la Russie (15 à 20 millions de personnes).
Cette prise en compte de la diversité ethnique du pays, ainsi que de la prééminence de l'élément russe ethnique, est au fondement de son organisation territoriale. En effet, reprenant une architecture héritée de la période soviétique, la Russie actuelle est une fédération constituée de 89 entités, les « sujets de la Fédération », qui disposent d'une autonomie politique et économique variable, parfois très étendue. Elle reconnaît l'existence de 160 nationalités en son sein, 4 religions traditionnelles, et permet à chaque republique fédérée d'avoir ses propres langues et cultures officielles. En contrepartie, assumant une idéologie remontant à l'Empire russe, elle se donne un droit de regard sur le monde russe (rousskiï mir), avec un devoir de protection des minorités russes de l'« étranger proche », et elle s'autorise à intégrer d'éventuelles régions russes ou russophones limithrophes en faisant la demande,. Le préambule de la Constitution russe de 1993 définit le peuple russe comme un « peuple multinational, uni par un destin commun sur [la] terre de Russie ».
Après la chute de la Rus' de Kiev et ses différentes principautés (à l'origine des États modernes de Russie, de Biélorussie, et d'Ukraine) au XIIIe siècle, la grande-principauté de Moscou unifie plusieurs territoires voisins et devient le tsarat de Russie au XVIe siècle, fondé par Ivan le Terrible. Le pays s'agrandit rapidement en conquérant à partir du XVIIe siècle une partie de l'Europe de l'Est, de l'Europe du Nord, du Caucase, ainsi qu'avec la conquête de la Sibérie jusqu'à l'océan Pacifique. En 1721, le tsar Pierre Ier le Grand institue l'Empire russe, le troisième plus grand empire de l'histoire, qui devient une puissance majeure dans le concert des États européens. Dans certaines régions conquises, la prise de contrôle progressive sur des populations autochtones s'accompagne d'une colonisation de peuplement (notamment via des déportations) et d'une acculturation forcée (russification) du XVIIe siècle au XXe siècle.
La révolution russe, à la suite de la Première Guerre mondiale, mène à la chute de la dynastie impériale en mars 1917, puis à la prise de pouvoir des bolcheviks dirigés par Vladimir Lénine. En 1922, les bolcheviks instaurent l'Union des républiques socialistes soviétiques (URSS) qui comprend la Russie et des territoires voisins précédemment conquis sous l'Empire.
Après la Seconde Guerre mondiale, l'URSS devient une des deux superpuissances de la guerre froide, fer de lance du communisme face au monde capitaliste dominé par les États-Unis, mais est contestée par la Chine de Mao à partir des années 1960. L'URSS développe l'arme nucléaire dès 1949, prend une avance dans la conquête spatiale en envoyant le premier animal en orbite (1957) puis le premier être humain dans l'espace (1961) et s'implique dans de nombreux conflits afin de maintenir et d'étendre son influence, notamment dans la guerre de Corée puis dans celle du Viêt Nam. En 1979, elle envahit l'Afghanistan, mais elle est contrainte à l'évacuation en 1988, un échec qui est une des causes de son effondrement en 1991.
Avec l'éclatement de l'URSS en 1991, la fédération de Russie se déclare État continuateur de celle-ci dans les institutions internationales, notamment en occupant son siège permanent au Conseil de sécurité des Nations unies. Elle assume également le passif financier de l'URSS et prend en charge l'armement nucléaire soviétique. La Russie tente de conserver l'assise de l'URSS sur la scène internationale en créant à son profit la Communauté des États indépendants (CEI) qui rassemble dix des quinze États autrefois sous contrôle soviétique. La Russie adopte alors une économie de marché et un régime parlementaire pluraliste. Depuis la démission du premier président, Boris Eltsine, en 1999, la vie politique de la Russie est dominée par Vladimir Poutine, souvent qualifié de dirigeant autoritaire et accusé de nombreuses violations des droits de l'homme, ainsi que de corruption et d'ingérences.
Aspirant à s'insérer dans la mondialisation, et à se poser en alternative de l'Occident, la Russie fait partie des BRICS+, qui se sont donné pour but de rivaliser avec le Groupe des sept (le G7). Elle est le pivot de l'OTSC, fondé en 2002 en réaction aux interventions de l'OTAN dans les Balkans. Elle est l'origine de la mise en place entre 2014 et 2018 du système international de transfert financier SPFS, établi après que les Etats-Unis l'ont menacée de la déconnecter du réseau SWIFT,, qui est utilisé en 2023 par 131 institutions non-résidentes de 15 pays étrangers, dont l'Allemagne et la Suisse. Placée au cœur du mouvement eurasiste, elle se considère par ailleurs comme un pont entre l'Europe et l'Asie. À ce titre, elle est ou a été à la fois membre du Conseil de l'Europe (de 1996 à sa suspension en 2022), de l'APEC (depuis 1998), de l'ASEM (depuis 2010), État observateur aux sommets de l'ASEAN (candidat à l'EAS depuis 2005), et elle est le principal animateur de la Communauté économique eurasienne, de l'Espace économique commun et de l'Union économique eurasiatique. La Russie a été admise en 2012 à l'OMC. En 2019, la Russie est la onzième puissance économique mondiale quant au PIB à valeur nominale et la sixième en parité de pouvoir d'achat.

## Géographie

### Topographie

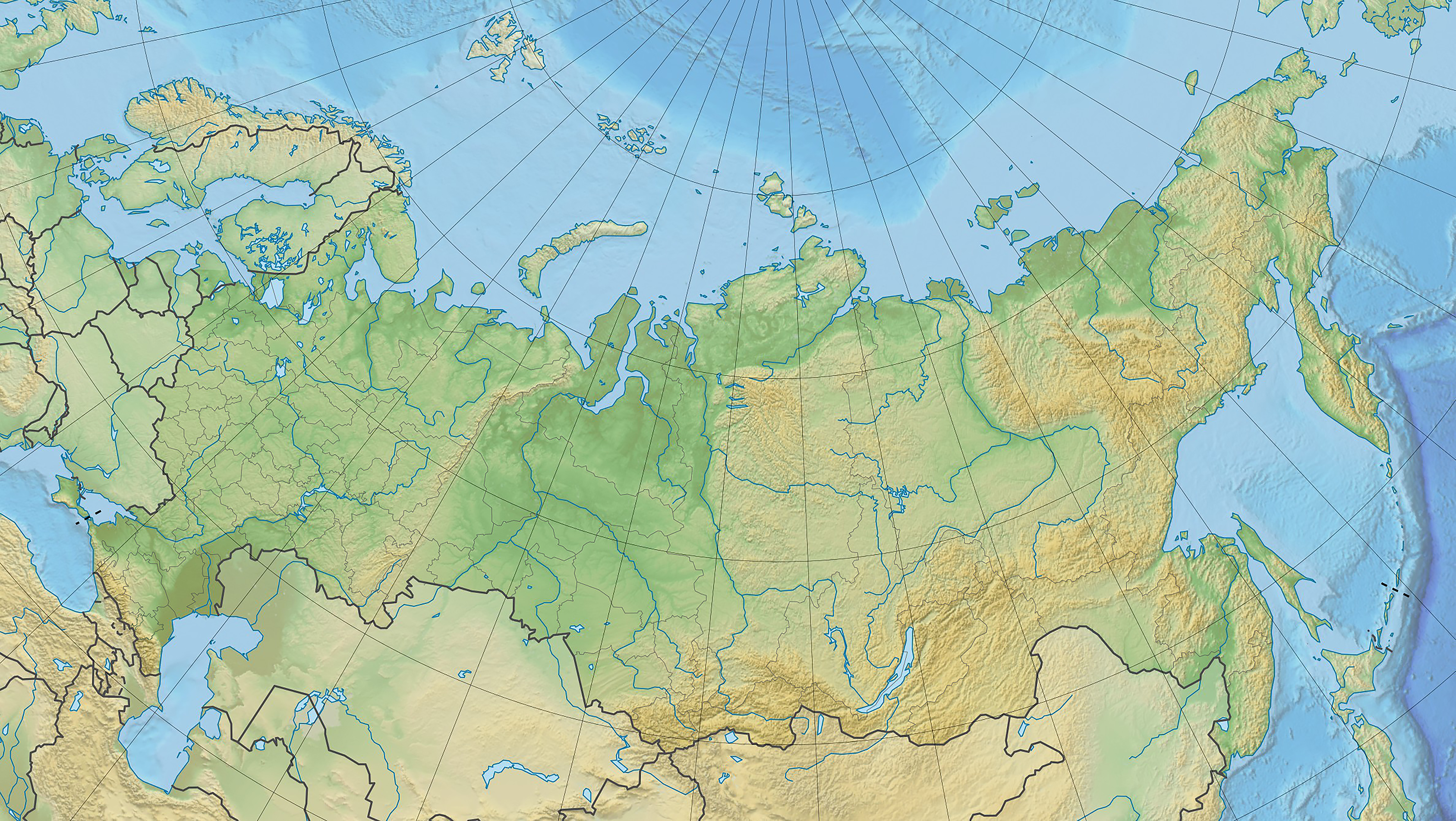
Carte topographique de la Russie.

Le territoire de la Russie est constitué majoritairement de vastes plaines où prédominent les steppes au sud, la forêt au nord et la toundra le long des rivages de l'océan Arctique. Les principaux massifs montagneux se situent le long de la frontière méridionale. Au sud-ouest, le Caucase, dont le point culminant, le mont Elbrouz (5 642 mètres), est le sommet le plus élevé d'Europe, marque la frontière entre l'Europe et l'Asie. Au sud de la Sibérie, les montagnes de l'Altaï, avec mont Beloukha, culminant à 4 506 mètres, marquent quant à elles la frontière avec la Chine. À l'est se trouvent les monts de Verkhoïansk et la chaîne de volcans de la presqu'île du Kamtchatka, dominée par le Klioutchevskoï, un stratovolcan de 4 835 mètres. L'Oural, qui sépare selon un axe nord-sud la Russie d'Europe de la Russie d'Asie, est un massif montagneux érodé riche en ressources minières.

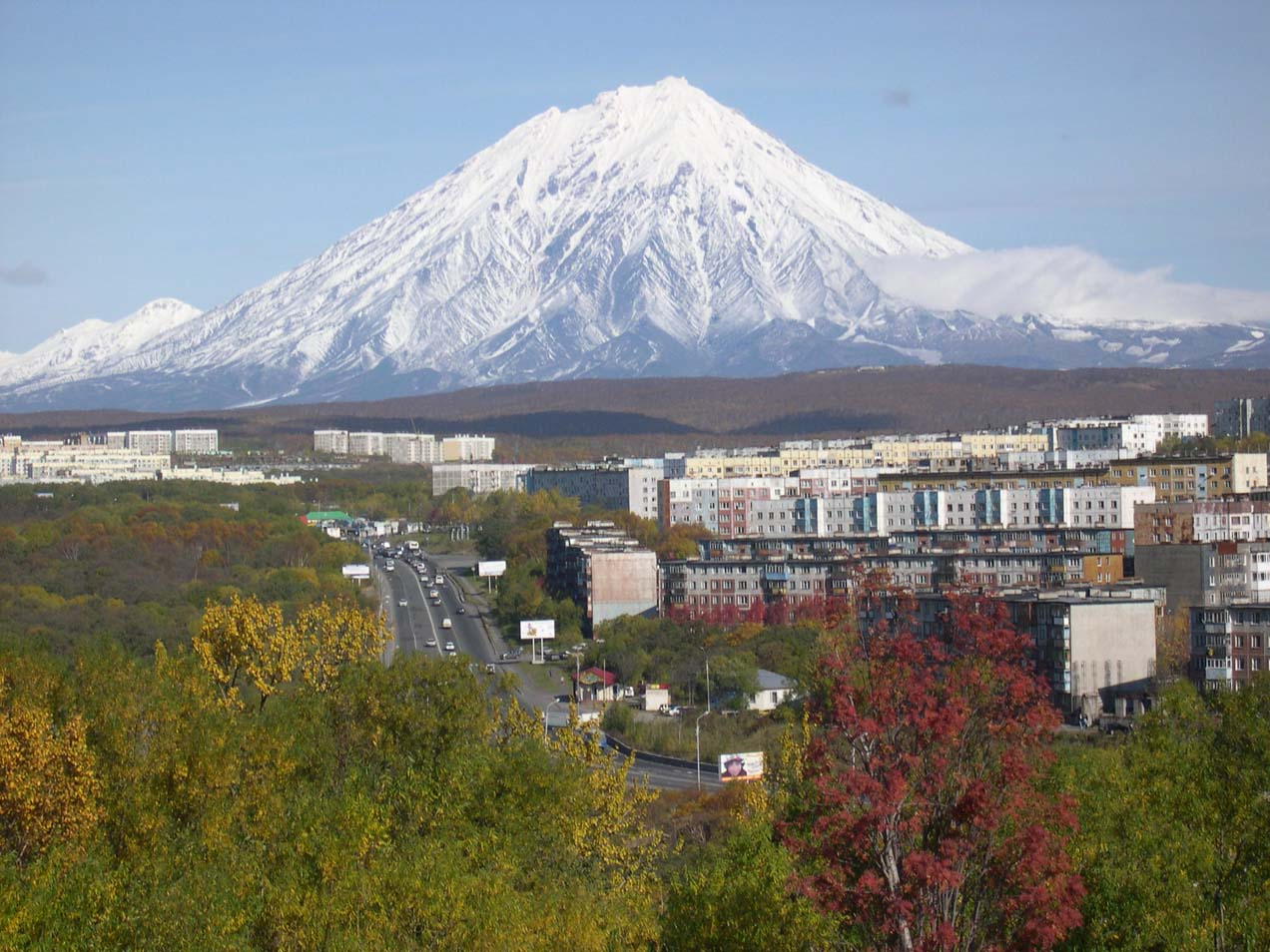
La ville de Petropavlovsk-Kamtchatski et le volcan Koriakski en arrière-plan.

Avec une superficie de 809 millions d'hectares, l'immense ceinture forestière de la Russie constitue la plus grande réserve forestière de la planète, devant celle du Brésil, qui fait 520 millions d'hectares. Elle est d'une largeur de 1 200 km en « Russie européenne » ayant l'Oural pour barrière naturelle, et de 2 000 km en Sibérie. La forêt russe est aussi l'une des plus diversifiées du monde, avec la toundra à la végétation rase au nord (12 à 15% de la superficie totale du pays), les forêts de la taïga de Sibérie orientale plus au sud (45%), les forêts montagneuses dans le Caucase et l'Altai, et les forêts de feuillus le long de la frontière méridionale du pays. La forêt russe représente un cinquième de l'ensemble des forêts de la planète.
Bordées par la toundra au nord et par les forêts de taiga et les régions montagneuses au sud, les terres arables ne représentent que 6,8% du territoire russe, du fait soit du froid, soit de l'aridité, soit de la qualité des sols. Toutefois, rapportées à l'échelle mondiale, les surfaces cultivées de la Russie représentent 8,9 % de la surface cultivable de la planète. Cette étendue relative permet à la Russie de figurer parmi les principales puissances agricoles de la planète. Du fait de la variété des climats de la Russie, elles permettent en outre au pays de pratiquer une grande diversité de cultures.
Le littoral de la Russie a une longueur de 37 653 km : il s'étire essentiellement le long de l'océan Arctique et de l'océan Pacifique ; il comprend également de relativement petites portions des côtes de la mer Baltique, la mer Noire, la mer Caspienne et la mer d'Azov.
Les principales îles et archipels comprennent dans l'océan Arctique la Nouvelle-Zemble, l'archipel François-Joseph, l'archipel de Nouvelle-Sibérie et l'île Wrangel, et dans l'océan Pacifique l'île Sakhaline et l'archipel des Kouriles, dont les îles les plus méridionales sont revendiquées par le Japon.
Plus de 100 000 rivières irriguent la Russie dont certaines figurent parmi les plus importantes de la planète. La Volga, qui draine un bassin versant de 1,4 million de kilomètres carrés, est le plus long fleuve d'Europe (3 350 km) et a joué un rôle majeur dans l'histoire du pays. Les grands fleuves sibériens figurent parmi les géants de la planète : ce sont l'Ienisseï (débit moyen 19 800 m3/s), l'Ob, la Léna et l'Amour tous caractérisés par des débits énormes et des débâcles particulièrement violentes lorsque l'été arrive et remet ainsi en mouvement les eaux prises dans les glaces. Les principales étendues d'eau sont le lac Baïkal, qui contient 20 % de l'eau douce lacustre de la planète, le lac Ladoga et le lac Onega.

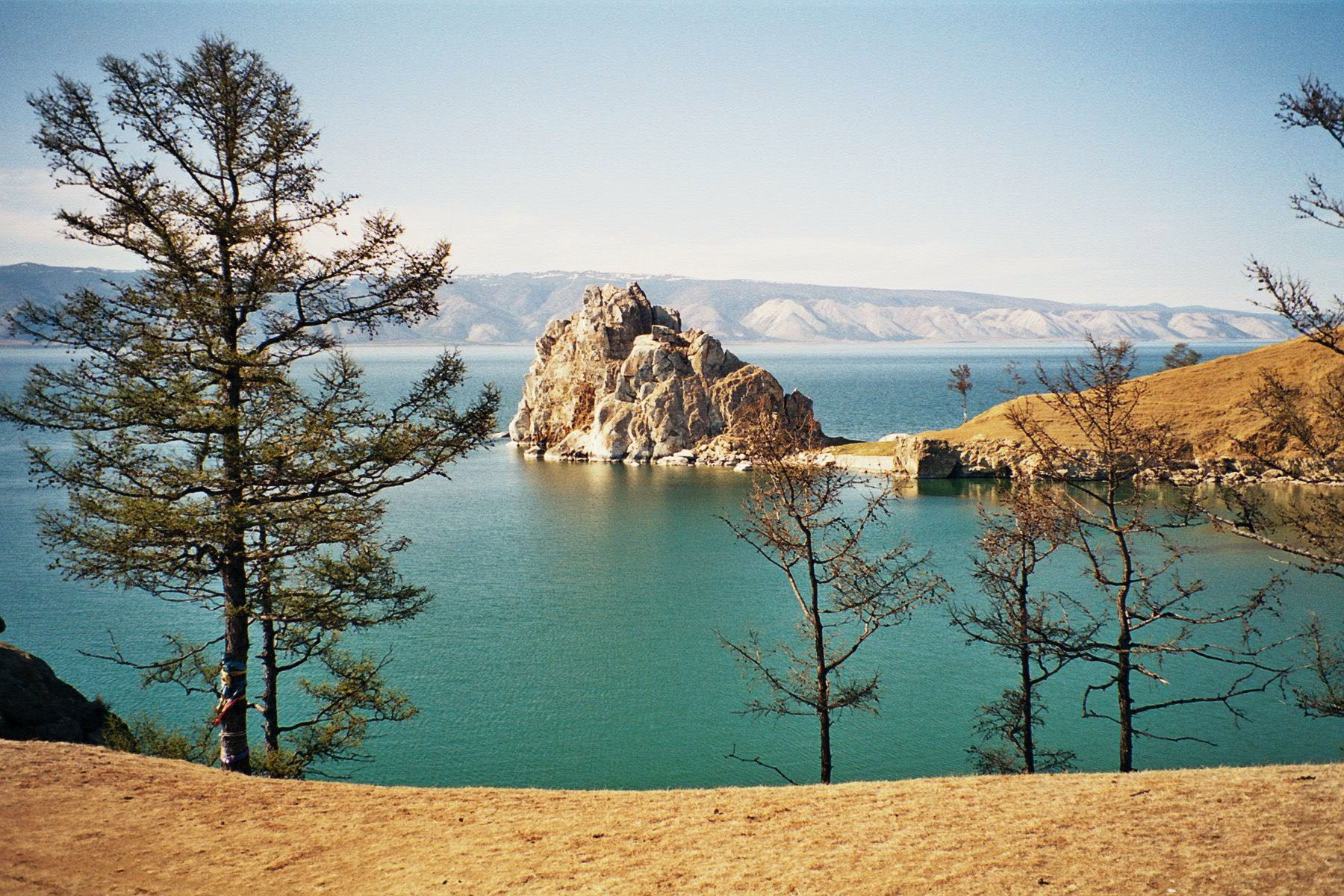
Lac Baïkal, l'île d'Olkhon.

### Climat
Plus de la moitié du pays est située au nord du 60° de latitude tandis que seule une faible partie se trouve au sud du 50° de latitude. Les montagnes qui ferment les frontières méridionales (Altaï…) empêchent la remontée des masses d'air chaud venues des régions plus méridionales ; par contre, les plaines qui dominent dans le nord du pays laissent pénétrer loin à l'intérieur des terres les masses d'air refroidies par l'océan Arctique. Il en résulte une température moyenne de −5,5 °C avec une grande amplitude thermique entre l'hiver et l'été.
Dans pratiquement tout le pays, il n'existe que deux grandes saisons : l'hiver et l'été ; le printemps et l'automne sont généralement de très courte durée et le passage des températures les plus chaudes aux températures les plus froides est extrêmement rapide. Le mois le plus froid est janvier (février sur les côtes). Les températures hivernales vont en s'abaissant à la fois du sud au nord et de l'ouest à l'est (beaucoup plus continental) : on relève ainsi une température moyenne en février de −8 °C à Saint-Pétersbourg située à l'extrême-ouest, −27 °C dans les plaines de Sibérie occidentale, et −43 °C à Iakoutsk située en Sibérie orientale à peu près à la latitude de Saint-Pétersbourg. Le record du froid est détenu par la ville de Oïmiakon (−72 °C relevés). Le vent du sud, généré par l'anticyclone qui stationne en hiver sur la majeure partie de la Russie, réduit les différences de température entre les régions situées à des latitudes différentes. En été, le mois le plus chaud est généralement juillet (la température moyenne en Russie est de 20 °C). Les températures peuvent être très élevées dans les régions continentales (jusqu'à 38 °C au sud). L'amplitude des températures est généralement extrêmement élevée. L'été peut être très chaud et humide y compris en Sibérie. Une petite partie de la côte de la mer Noire près de Sotchi a un climat subtropical.
Le climat continental limite fortement la pluviométrie. Si à l'ouest les précipitations annuelles sont de 600 mm dans les régions baltiques et de 525 mm à Moscou, elles tombent à 425 mm à Novossibirsk (en Sibérie).

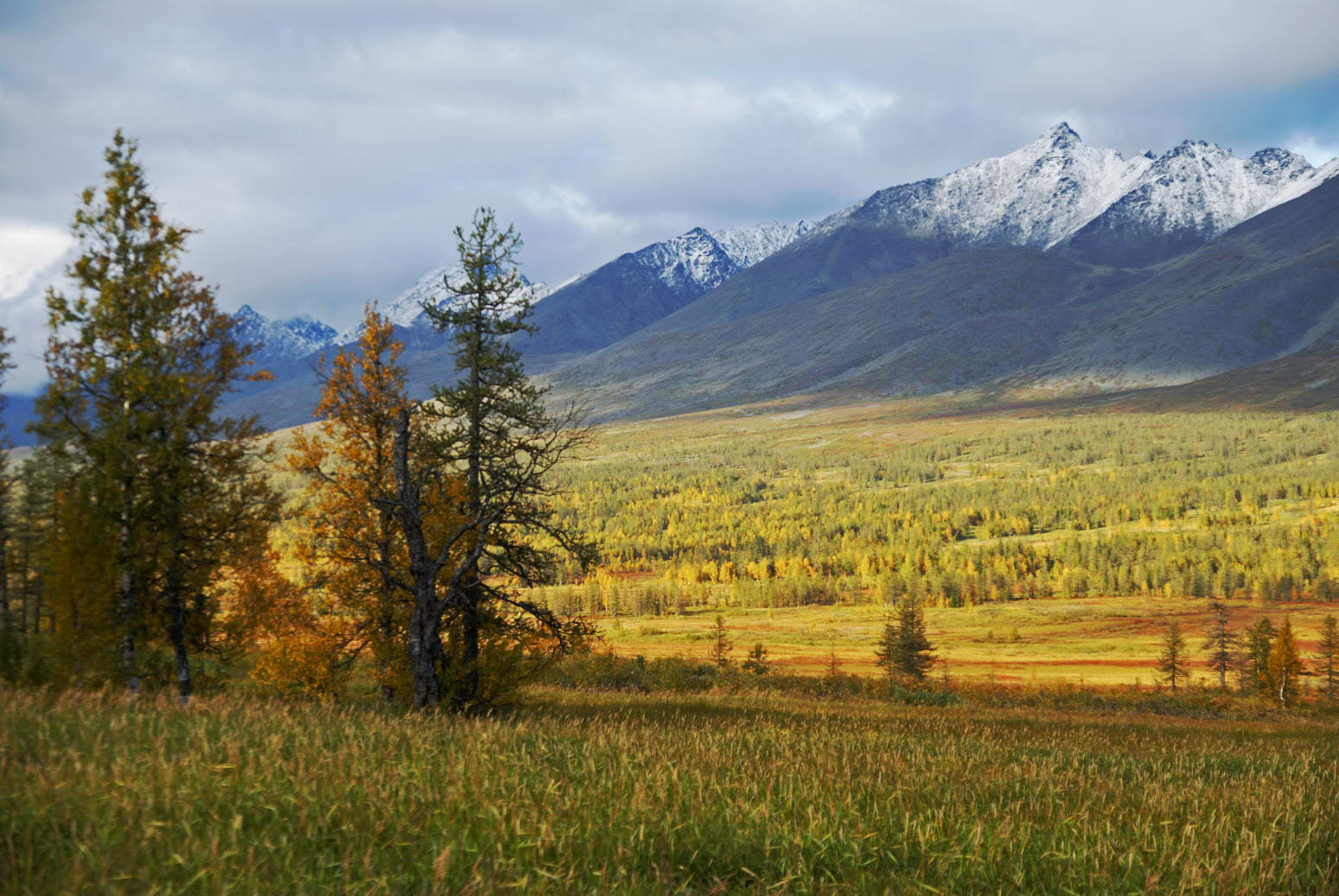
Forêts vierges de Komi, Oural.

La durée de l'hiver, le froid intense et les variations brutales de température ont d'importantes conséquences sur le mode de vie de la population et le fonctionnement de l'économie. Dans la partie la plus froide du pays, le sous-sol ne dégèle jamais : on parle de pergélisol (permafrost en anglais, merzlota en russe) ; l'eau stagne en surface et crée de gigantesques marécages – paysage récurrent de la Sibérie ; la présence du sous-sol gelé génère des contraintes très coûteuses sur le mode de construction des bâtiments et des infrastructures. Les grands fleuves sont généralement pris par les glaces d'octobre/novembre à avril/mai bloquant toute circulation fluviale ; au printemps, la débâcle des glaces entraîne souvent des inondations catastrophiques sur les plus grands fleuves sibériens.

### Végétation

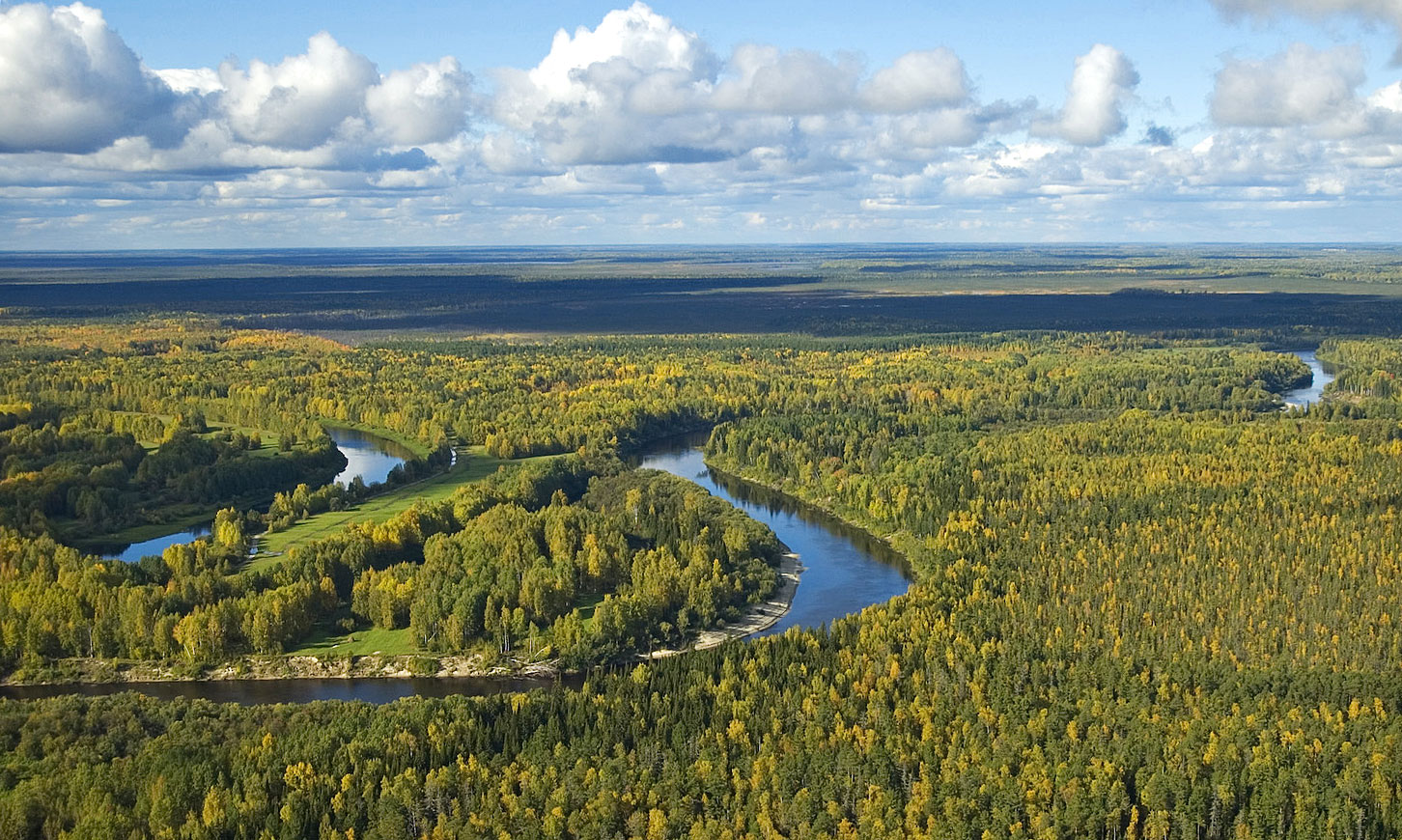
La rivière Vassiougan, dans les plaines de l'Ouest sibérien (rive gauche de l'Ob).

Du fait de sa taille, le pays présente de nombreux types de paysages parmi lesquels prédominent des étendues relativement plates couvertes selon la latitude de toundra, de taïga, de forêts ou de steppes. La Russie d'Europe, définie de manière arbitraire comme la partie du pays située à l'ouest de l'Oural, présente successivement en allant du nord au sud les paysages suivants : au nord la partie la plus froide est le règne de la toundra à laquelle succèdent en allant vers le sud les forêts de conifères, puis les forêts mixtes (feuillus et conifères), les prairies, et enfin la steppe semi-désertique (près de la mer Caspienne). Le changement de végétation suit celui du climat. La Sibérie – la partie située à l'est de l'Oural – présente la même succession de paysages, mais c'est surtout la taïga, forêt plus ou moins clairsemée composée majoritairement de conifères, qui prédomine.

## Organisation du territoire
La Russie est une fédération constituée de 89 sujets de la fédération de Russie qui sont des unités territoriales du niveau supérieur de la fédération de Russie :
- 22 républiques (en russe : республика) qui constituent essentiellement les territoires d'ethnies ;
- 9 kraïs (territoires) (en russe : край) ;
- 46 oblasts (régions) (en russe : область) ;
- 3 villes d'importance fédérale (en russe : город федерального значения) ;
- 1 oblast autonome (en russe : автономная область) ;
- 4 districts autonomes (en russe : автономный округ).

Les sujets de la fédération de Russie ont un pouvoir exécutif (un chef, un gouverneur, un maire), un pouvoir législatif (parlements régionaux) et un pouvoir judiciaire. Les républiques ont une constitution tandis qu'on parle de statut pour les autres sujets de la fédération. Chaque sujet de la fédération de Russie envoie deux représentants au Conseil de la fédération (le sénat de la fédération de Russie).

### Régions
Pour des raisons différentes, les sujets de la fédération de Russie sont regroupés en :
- 8 districts fédéraux ;
- 4 districts militaires ;
- 10 districts d'arbitrages judiciaires ;
- 12 régions économiques ;
- 10 régions géographiques ;
- 11 fuseaux horaires.

### Frontières de la Russie
Du point de vue de ses frontières terrestres, la Russie est limitrophe de 14 pays. Dans l'ordre inverse des aiguilles d'une montre, en partant de la Norvège (latitude Nord la plus élevée), ce sont : la Norvège sur 196 km, la Finlande sur 1 313 km, l'Estonie sur 290 km, la Lettonie sur 292 km, la Biélorussie sur 959 km, la Lituanie sur 227 km, la Pologne sur 206 km, l'Ukraine sur 1 576 km, la Géorgie sur 723 km, l'Azerbaïdjan sur 284 km, le Kazakhstan sur 6 846 km, la Chine sur 3 645 km, la Mongolie sur 3 441 km et la Corée du Nord sur 19 km.
Elle est aussi limitrophe de deux républiques séparatistes en Géorgie (l'Abkhazie et l'Ossétie du Sud-Alanie dont la Russie a reconnu l'indépendance en 2008).
En Extrême-Orient, la Russie possède une frontière maritime avec le Japon, au niveau du détroit de La Pérouse qui sépare les îles de Sakhaline et d'Hokkaido, et avec les États-Unis au niveau du détroit de Béring, qui sépare la péninsule Tchouktche dans le district de Tchoukotka de la péninsule de Seward en Alaska. Cette frontière maritime entre la Russie et les États-Unis constitue également la frontière entre l'Asie et l'Amérique. Le territoire terrestres de la Russie est situé à 43 km de celui du Japon, et à 83 km de celui des États-Unis. Le détroit de Béring séparant la Russie des États-Unis peut être traversé à pied lorsque la mer est gelée. Il a été depuis la préhistoire une voie de passage importante pour les populations d'Asie, et l'un de chemins du premier peuplement du continent américain. Divers projets de tunnels sous le détroit de Béring ont été élaborés depuis le XIXe siècle.

## Histoire

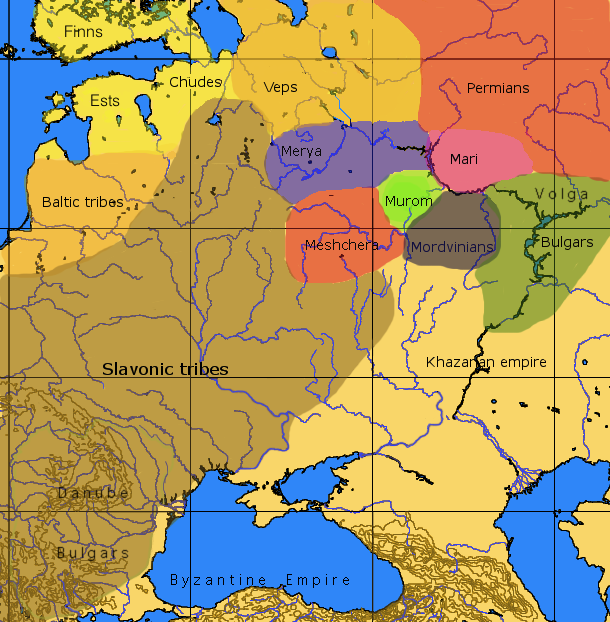
Les tribus slaves avant l'avènement du christianisme, au IXe siècle

### Rus' de Kiev

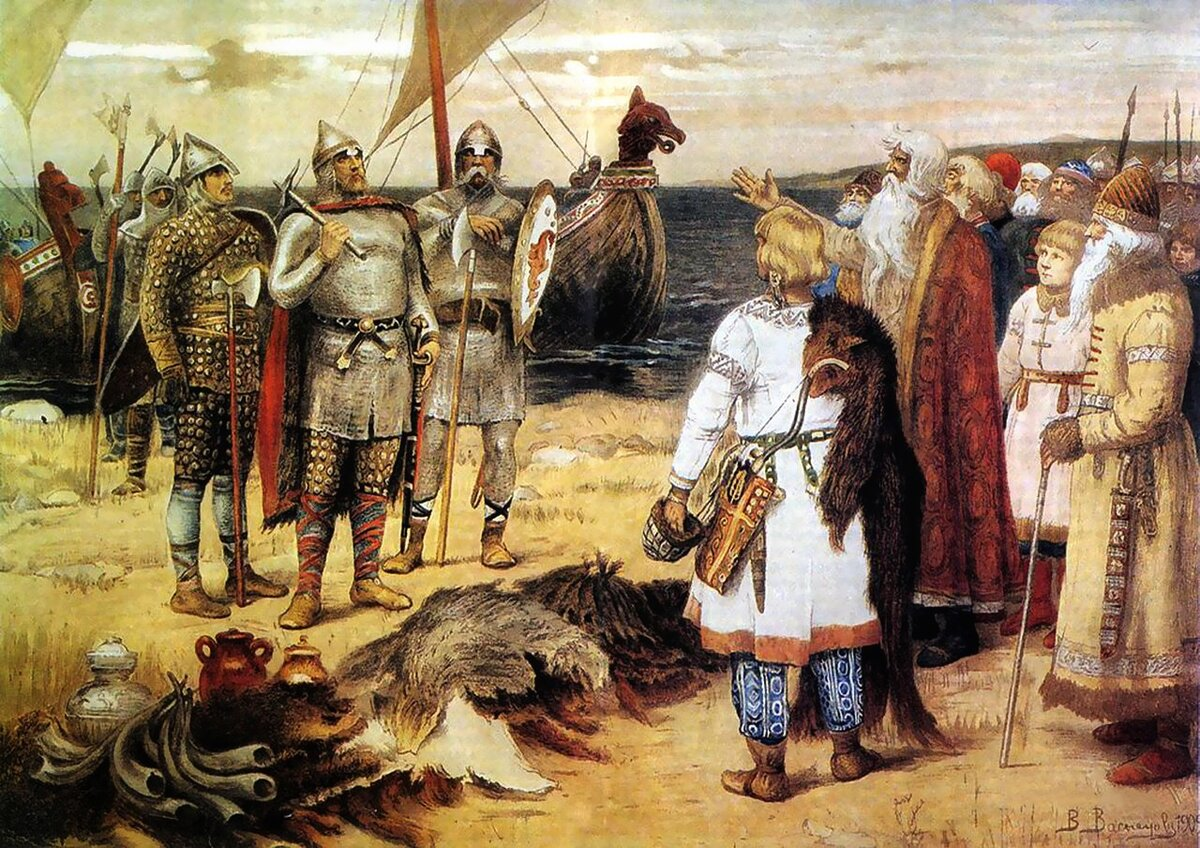
Riourik et ses frères au lac Ladoga, par Apollinaire Vasnetsov.

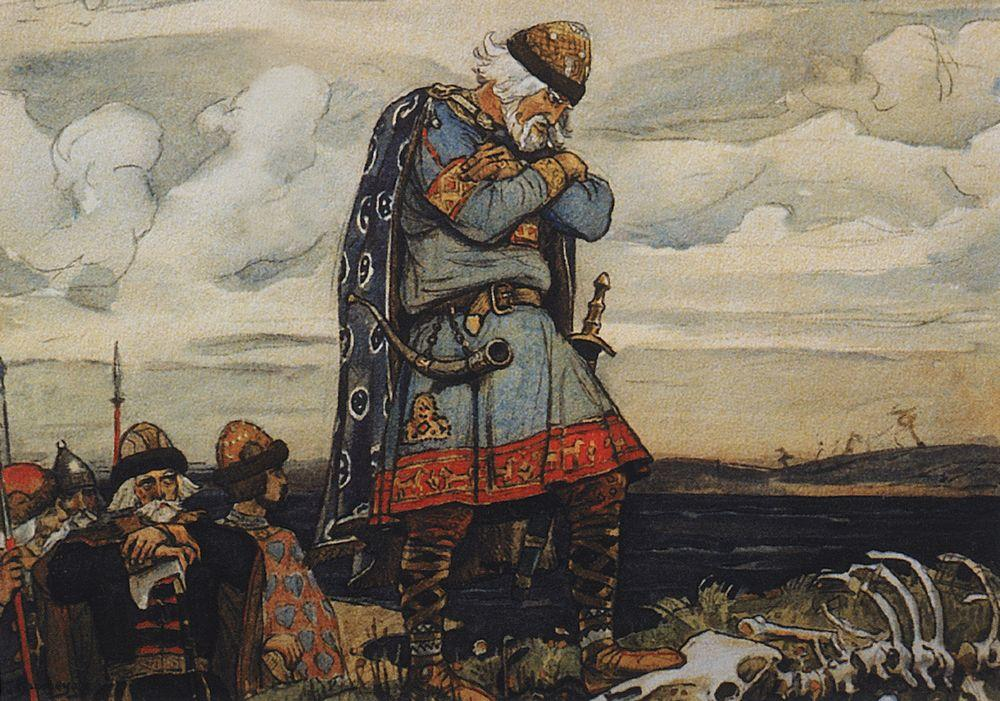
Oleg le Sage, par Viktor Vasnetsov. Successeur de Riourik, Oleg est considéré comme étant le véritable premier souverain de la Rus' et il en solidifie le territoire et le centralise.

La Rus' de Kiev ou principauté de Kiev (Ruthénie) est le premier État organisé à s'être formé dans la région occupée aujourd'hui par l'Ukraine, la Biélorussie et une partie de la Russie occidentale (862). Fondée par des Vikings venus de Scandinavie (les Varègues en russe) puis dirigée par la dynastie des Riourikides, elle forme un État peu structuré dont les sujets sont les tribus de Slaves orientaux vivant dans la région et qui seront progressivement conquis. Les princes varègues développent la route commerciale qui relie la mer Baltique et la mer Noire en empruntant le fleuve Dniepr (la route des Varègues). Ils réussissent, par la force des armes, à s'imposer à l'Empire byzantin en tant que partenaires commerciaux. La principauté de Kiev doit combattre les peuples nomades des steppes venus de l'est : Petchenègues, Coumans, etc. Sous le règne de Vladimir, le territoire s'étend et en 988, ce grand prince se convertit à la religion de l'Empire byzantin, le christianisme orthodoxe : celle-ci deviendra religion d'État et sera l'un des facteurs de l'unité nationale russe. La principauté de Kiev se désintègre au fil des années sous les coups de boutoir des peuples nomades après une longue période d'instabilité interne en raison des partages successoraux entre les descendants de Vladimir. Elle fait place à une quinzaine de principautés situées sur les territoires des actuelles Ukraine, Biélorussie et de la partie européenne de la Russie. Ainsi, en 1276, la grande-principauté de Moscou voit le jour.

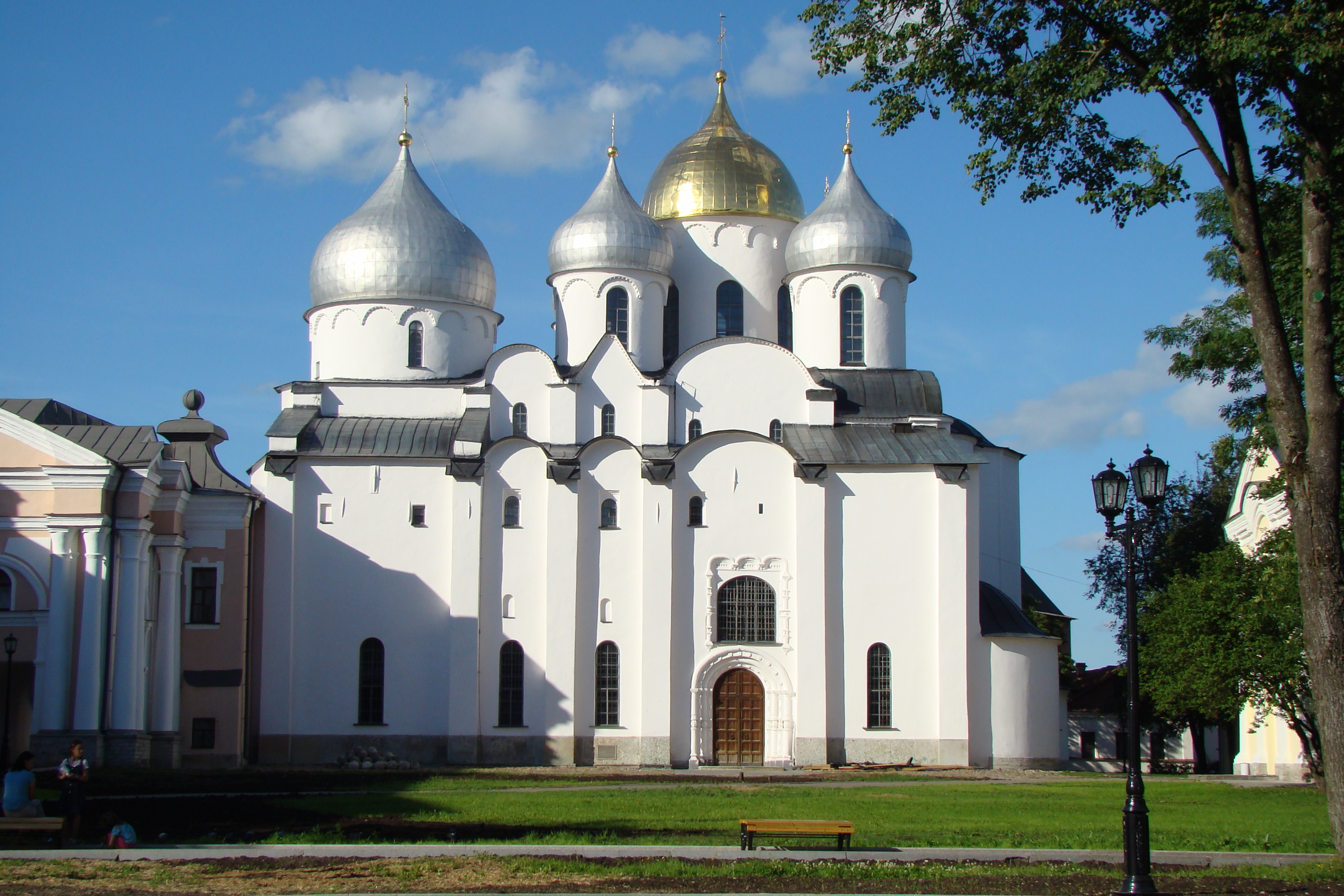
Temples de Novgorod

Les princes, qui dirigent ces principautés et ont la propriété éminente de la terre, emploient des armées encadrées par des boyards qui deviendront progressivement des propriétaires terriens. Ils règnent sur une masse de paysans à cette époque généralement libres. La principauté de Vladimir-Souzdal et surtout la république de Novgorod toutes deux situées au nord de la principauté de Kiev vont profiter de leur indépendance pour se développer. La république de Novgorod, cité-État dotée d'un système de gouvernement original, prospère grâce à ses échanges commerciaux avec les pays de la Baltique. Elle repousse à plusieurs reprises les tentatives d'expansion des chevaliers teutoniques.

### Invasion tataro-mongole
En 1226, un peuple nomade guerrier venu de Mongolie, appelé Tataro-Mongols par les Russes, attaque les principautés. Entre 1237 et 1242, le khan Batou petit-fils de Gengis Khan, défait les unes après les autres les armées des princes et réduit en cendres les principales villes dont Vladimir, Kiev et Moscou. Les populations sont massacrées ou réduites en esclavage. Seule Novgorod et dans une certaine mesure Pskov, situées au nord-est, réussissent à conserver une certaine autonomie. Les Mongols n'occupent pas les territoires vaincus, mais les principautés doivent payer tribut et reconnaître la suzeraineté des Mongols qui fondent un État au sud de la Volga : la Horde d'or. Cette vassalité ne prendra fin que trois siècles plus tard.

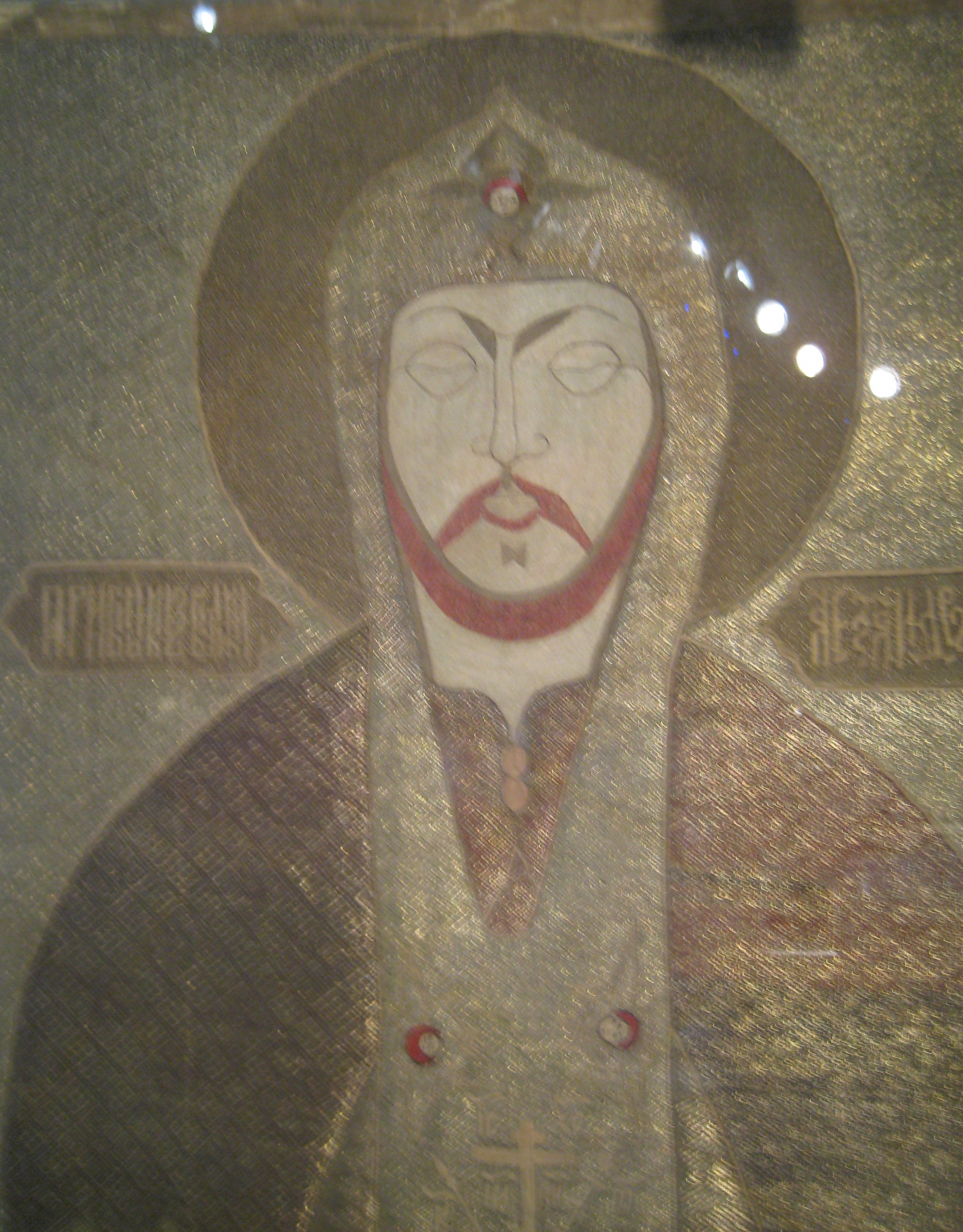
l'une des plus anciennes images de Alexandre Nevski, le père du premier souverain de Moscou, son linceul posthume de la ville de Solvytchegodsk

Les Mongols tatars ont profondément marqué la Russie, ethniquement avec l'installation de peuples de langues turciques, culturellement avec l'islamisation des peuples de l'est de Moscou, entre Vladimir et Kazan qui renforcera le poids de l'Église face à l'occupation musulmane. Le vocabulaire russe s'enrichit de nombreux termes de la langue mongole tels que yam (poste) et tamga (péage). Administrativement, les Russes intègrent les tribus ainsi que les levées de troupes. Comme les Mongols, les princes russes iront jusqu'à imposer à leurs sujets de maintenir un service de relais de poste. Enfin, militairement, l'armée russe reprendra à son compte l'usage de la cavalerie légère.

### Moscovie

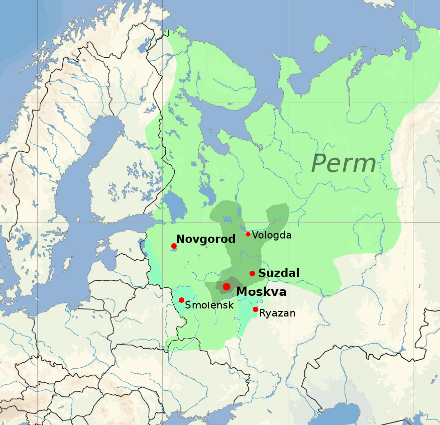
La Russie après l'effondrement de la Horde d'Or au XVe siècle

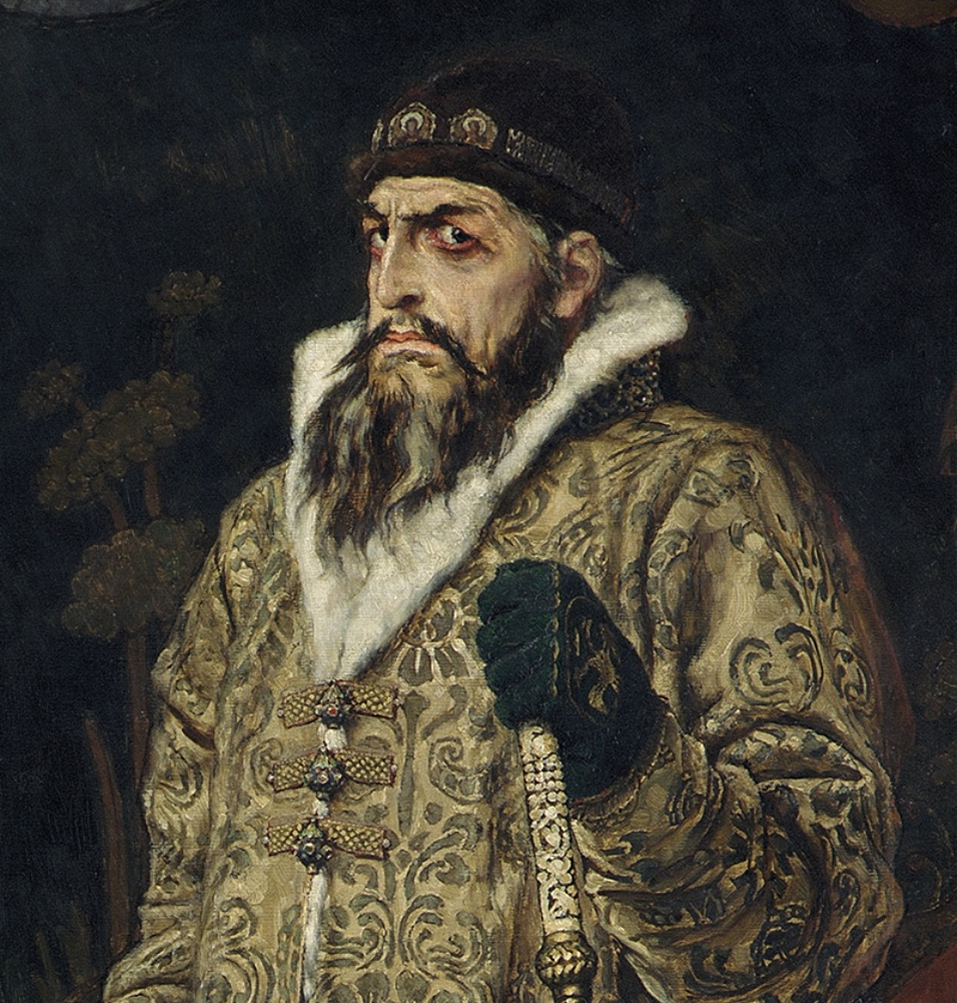
Portrait d'Ivan le Terrible par Viktor Vasnetsov, 1897 (Galerie Tretiakov, Moscou).

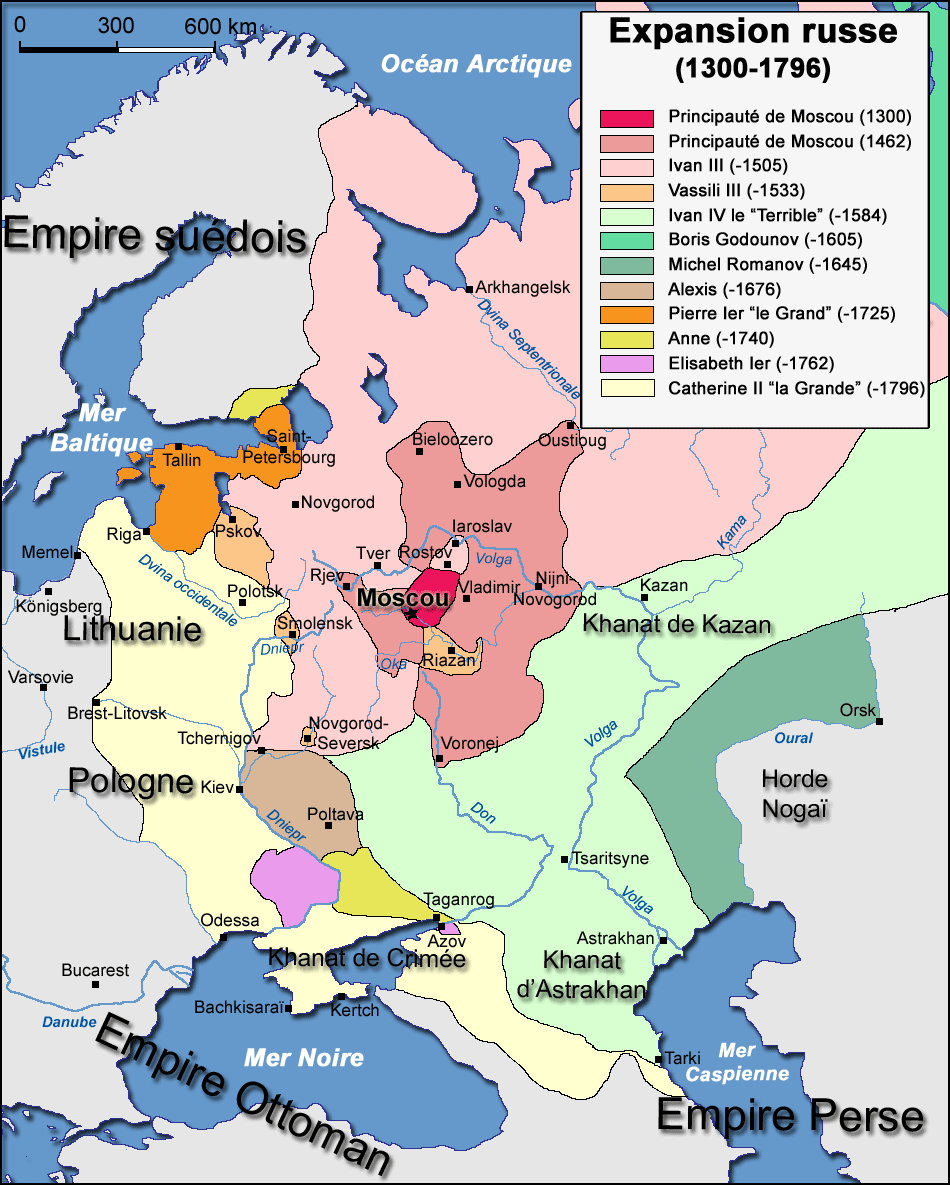
Carte de l'expansion de la Russie entre 1300 et 1796.

Du XIIIe au XVIe siècle, l'une de ces principautés, la Moscovie (dont la capitale est Moscou), dirigée par des princes habiles, annexe progressivement toutes les autres pour devenir la Russie. Le prince Dimitri IV de Russie vainc une première fois les Mongols à la bataille de Koulikovo (1380). Toutefois, ce mouvement d'unification se heurte aux rivalités et à la tradition de partage des territoires entre les différents fils du prince, ce qui engendra une guerre civile entre 1425 et 1453. Monté sur le trône en 1462, Ivan III, qu'un voyageur vénitien décrit comme un « homme de haute taille, penché en avant et beau », libère la Moscovie du joug des Mongols dont l'empire est désormais fragmenté en plusieurs khanats, puis absorbe les principales principautés russes encore indépendantes dont Novgorod (1478) et principauté de Tver (1485). En 1485, Ivan III prend le titre de « souverain de toute la Rus' », désirant montrer sa volonté de reconstituer tout l'héritage de Vladimir. À la fin du règne d'Ivan III le territoire de la Moscovie a quadruplé. Son fils Vassili III (1505–1533) poursuit l'extension territoriale en annexant la cité-État de Pskov (1510) et la principauté de Riazan (1521) ainsi que Smolensk (1514). Ivan le Terrible, premier prince à se faire désigner sous le titre de tsar, parachève ces conquêtes en s'emparant des principaux khanats mongols, mais il perd l'accès à la mer Baltique face à une coalition de l'Empire suédois avec la Pologne et la Lituanie. Désormais l'expansion de la Russie vers l'est n'a plus d'obstacle sérieux. La colonisation par les paysans russes du vaste bassin de la Volga et de l'Oural prend son essor. Des paysans et fugitifs, les cosaques, s'installent sur les marges et s'organisent en « armée » tout en jouant les rôles de pionniers et de garde-frontières. Ivan le Terrible se considère alors logiquement comme l'unique héritier de Vladimir, bien qu'il ne possède pas la ville de Kiev aux mains de la dynastie lituanienne des Jagellon. Cette dernière avait conquis la plupart des territoires de la Rus' occidentale.

### Dynastie Romanov

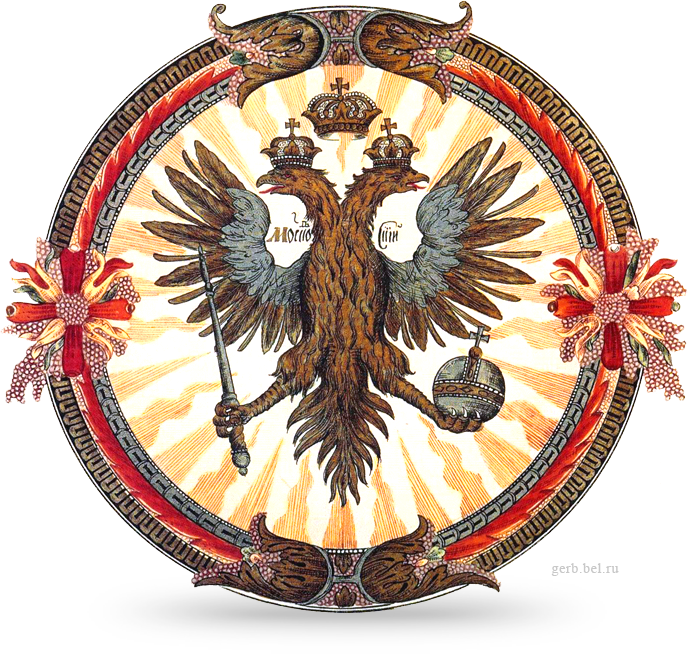
Blason de la Russie au XVIIe siècle.

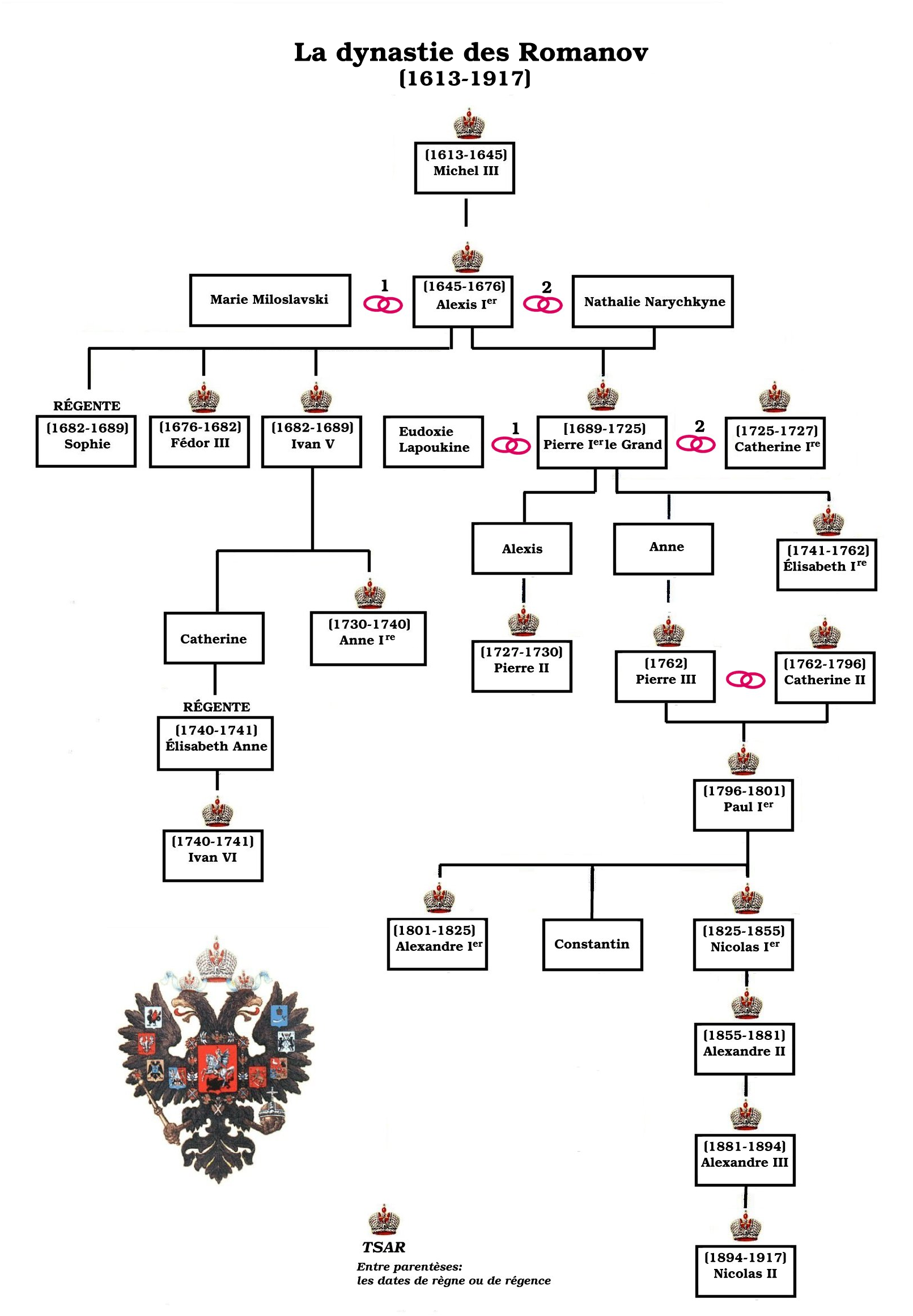
Dynastie des Romanov, (1613-1917).

L'extinction de la dynastie des descendants de Riourik (qui remontait aux mythiques princes varègues) déclenche le Temps des troubles jusqu'à ce qu'une nouvelle dynastie, les Romanov, monte sur le trône (1613). Plusieurs souverains brillants vont aux XVIIe et XVIIIe siècles accroître la taille de l'Empire russe avec l'aide des cosaques. 

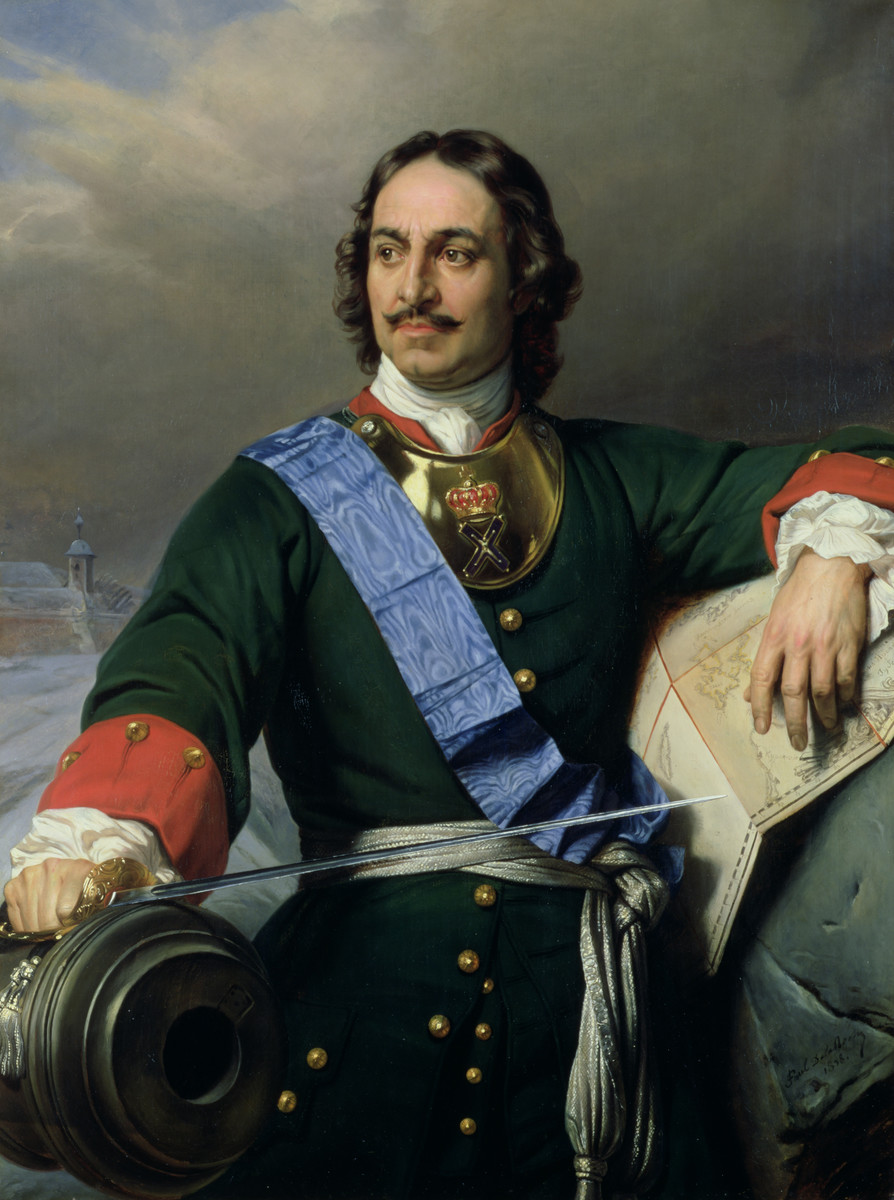
Portrait de Pierre Ier le Grand par Paul Delaroche.

Pierre Ier le Grand (1682–1725), au prix d'une longue guerre avec la Suède, obtient un accès à la mer Baltique ; il fait construire Saint-Pétersbourg qui devient à compter de 1712 la nouvelle capitale, symbolisant ainsi l'ouverture du pays vers l'Europe. Une puissante industrie métallurgique, la première d'Occident à l'époque, est édifiée dans l'Oural et permet de soutenir l'effort de guerre.
Catherine II de Russie (1762-1796), autocrate éclairée, achève la conquête des steppes situées au bord de la mer Noire après avoir défait l'Empire ottoman et le khanat de Crimée et repousse vers l'ouest les frontières de l'empire russe grâce au partage de la Pologne.
L'actuelle Ukraine et la Russie Blanche (Biélorussie) sont désormais entièrement en territoire russe. Durant toute cette période, les cosaques occupent progressivement la Sibérie et atteignent l'océan Pacifique en 1640. Irkoutsk au bord du lac Baïkal est fondé en 1632, la région du détroit de Béring et l'Alaska sont explorés dans les années 1740.
Un code édicté en 1649 lie désormais le paysan et ses descendants à la terre et à son propriétaire généralisant le servage, à contresens de l'évolution du statut du paysan en Europe occidentale. En contrepartie, les propriétaires terriens sont astreints à servir leur souverain. Catherine II confirme et renforce ces dispositions. Le mécontentement des paysans et d'une classe naissante d'ouvriers, exploités par leurs propriétaires et lourdement taxés par la fiscalité d'un État en pleine croissance déclenchent aux XVIIe et XVIIIe siècles de nombreuses révoltes paysannes dont la plus importante, menée par le cosaque Pougatchev, parvient à menacer le trône avant d'être écrasée (1773). L'Église à l'époque joue un rôle essentiel dans la société russe et possède plus des deux tiers des terres. La réforme du dogme orthodoxe russe par le patriarche Nikon (1653) est à l'origine du schisme des vieux-croyants sévèrement réprimé.
Pierre le Grand puis Catherine II font venir un grand nombre de colons allemands (par exemple les Allemands de la Volga), d'artisans et de savants occidentaux souvent allemands, pour moderniser le pays, édifier des industries et jeter les fondements des établissements d'enseignement et de diffusion du savoir. Les bases de la langue littéraire russe sont définies par Mikhaïl Lomonossov. Les premiers journaux sont publiés à cette époque. La noblesse russe s'occidentalise, surtout sous l'influence de la philosophie allemande et de la langue française, et certains de ses membres s'enthousiasmeront pour les idées des Lumières, et parfois même de la Révolution française.

Catherine II la Grande (1729-1796).

### Une grande puissance européenne
L'Empire russe joue un rôle décisif durant la guerre de Sept Ans puis, cinquante ans plus tard, dans les guerres napoléoniennes ; ces conflits font de la Russie une puissance européenne. Mû, comme tous les souverains européens, par une idéologie conservatrice et hostile aux idées de la Révolution française, Alexandre Ier participe à deux coalitions contre Napoléon Ier et essuie des défaites coûteuses. Alexandre Ier choisit alors, par renversement d'alliance, le camp de la France (traités de Tilsit), mais la paix ne durera que cinq ans (1807–1812). Il profite de cette pause pour attaquer la Suède et annexer la Finlande.
En 1812, les hostilités reprennent. La Grande Armée de Napoléon parvient à s'emparer de Moscou, mais doit en repartir, chassée par l'incendie de la ville. Les armées russes harcèlent alors un ennemi décimé par la faim et le froid et, en 1814, elles occupent Paris.
L'Empire russe joue un rôle majeur dans le congrès de Vienne et la Sainte-Alliance, qui veut régir le destin de l'Europe post-napoléonienne : il s'oppose à la reconstitution de l'État polonais et participe militairement à la répression des soulèvements contre les monarchies (Hongrie 1849), à l'instar de l'empire d'Autriche.

### Expansion de l'Empire vers le sud

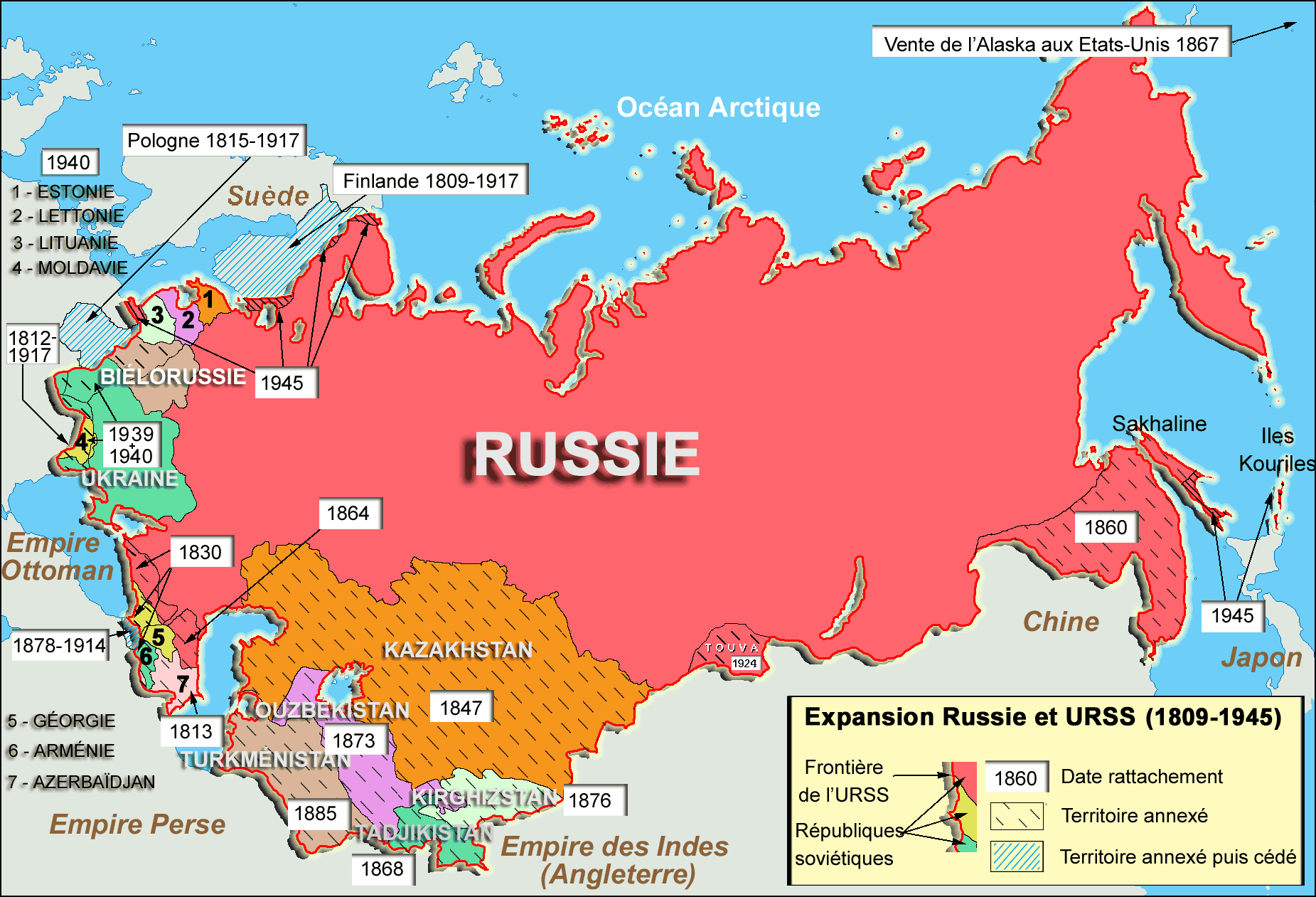
Carte de l'expansion de la Russie et de l'URSS de 1812 à 1945.

L'Empire russe poursuit, sous son règne et celui de ses successeurs, son expansion dans le Caucase et vers les bouches du Danube, au détriment de l'Empire perse et de l'Empire ottoman. La Géorgie (vassale de l'Empire perse) est annexée en 1813 (traité de Golestan). La partie orientale de la principauté de Moldavie (vassale de l'Empire ottoman) est annexée en 1812 et forme le gouvernement de Bessarabie (Traité de Bucarest de 1812). L'Arménie, le Daghestan et une partie de l'Azerbaïdjan sont annexés en 1828 au terme d'un conflit de quatre ans avec l'Empire perse (Traité de Turkmantchaï). Au décès d'Alexandre (1825), des officiers réformistes, les décembristes, se soulèvent en vain pour demander une réforme de la monarchie. Cette tentative de soulèvement d'officiers issus de l'aristocratie va servir aussi de modèle à de nombreux intellectuels russes au cours du siècle suivant, inspirés par la philosophie de Hegel ou de Kropotkine. En 1829 l'Empire russe se fait céder par l'Empire ottoman les Bouches du Danube. Nicolas Ier bénéficie d'une bonne croissance économique, mais renforce l'appareil répressif. Il écrase violemment un soulèvement armé de la Pologne (1831). Le déclin de l'Empire ottoman, qui attise les convoitises des puissances européennes, est à l'origine d'un conflit entre la Russie et les autres puissances européennes, Grande-Bretagne en tête: la guerre de Crimée. Défait à Sébastopol (1856), Alexandre II, le successeur de Nicolas, doit céder le sud de la Bessarabie avec les Bouches du Danube, et perd les droits de passage entre la mer Noire et la Méditerranée. Un dernier conflit victorieux avec l'Empire ottoman (1878), déclenché par l'insurrection bosniaque de 1876, lui permet de retrouver un accès au Danube et parachève la conquête du Caucase. Ce conflit inquiète cependant les investisseurs, car la Turquie refuse de signer le protocole élaboré à Londres par les grandes puissances.

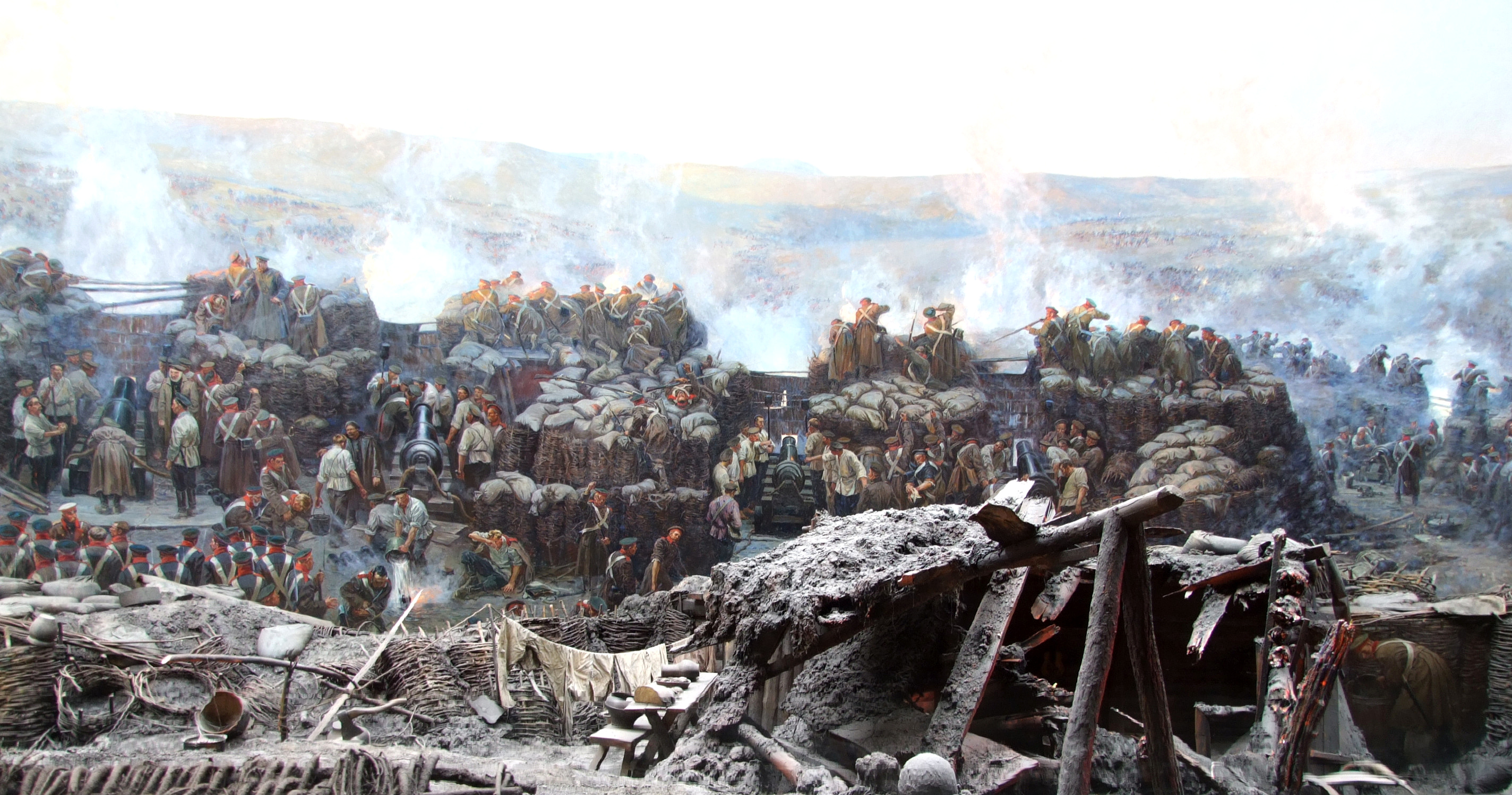
Défense de Sébastopol, Guerre de Crimée.

La Russie obtient aussi la création dans les Balkans d'un royaume de Bulgarie, et la reconnaissance par les Ottomans de l'indépendance de la Serbie et de la Roumanie. Cet accroissement d'influence ravive l'hostilité du Royaume-Uni (Le Grand Jeu).
De nombreuses jacqueries, contre l'aristocratie terrienne endettée et attachée de ce fait au système du servage, ont lieu durant cette période. L'industrie se développe surtout dans les mines et le textile, mais reste très en retrait par rapport à l'Angleterre et à l'Allemagne (environ 600 000 ouvriers vers 1860). Une nouvelle classe de commerçants et de petits industriels – souvent d'anciens serfs libérés par rachat – apparaît, mais ses effectifs sont relativement peu nombreux.
L'enseignement se répand dans les classes les plus aisées et de nombreuses écoles supérieures sont fondées. La littérature russe connaît un premier épanouissement avec des écrivains majeurs comme Tourgueniev, Pouchkine ou Gogol qui témoignent des tourments de la société russe. Cet essor culturel s'étend également à l'architecture et à la musique (Glinka).

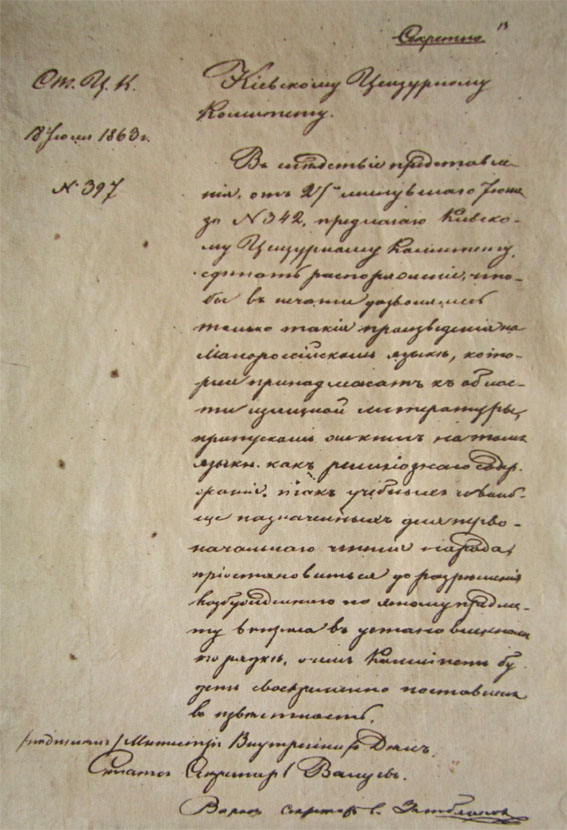
La Circulaire de Valouïev qui stipule : "il n'y avait pas de langue ukrainienne, il n'y en a pas et il ne peut pas y en avoir, et quiconque n'est pas d'accord avec cette affirmation est un ennemi de la Russie"

Au XIXe siècle, l'Empire russe mena une politique brutale de Russification dans les territoires conquis. Cette politique se traduisit non seulement par l'interdiction des langues maternelles de nombreux peuples et l'imposition du russe, mais aussi par l'effacement total de leur identité. Ainsi, les Vepses, peuple autochtone du nord de la Russie, furent presque entièrement assimilés aux groupes de Russie du nord ; il n'en reste aujourd'hui qu'environ 5 000 .

### Tentatives de réforme

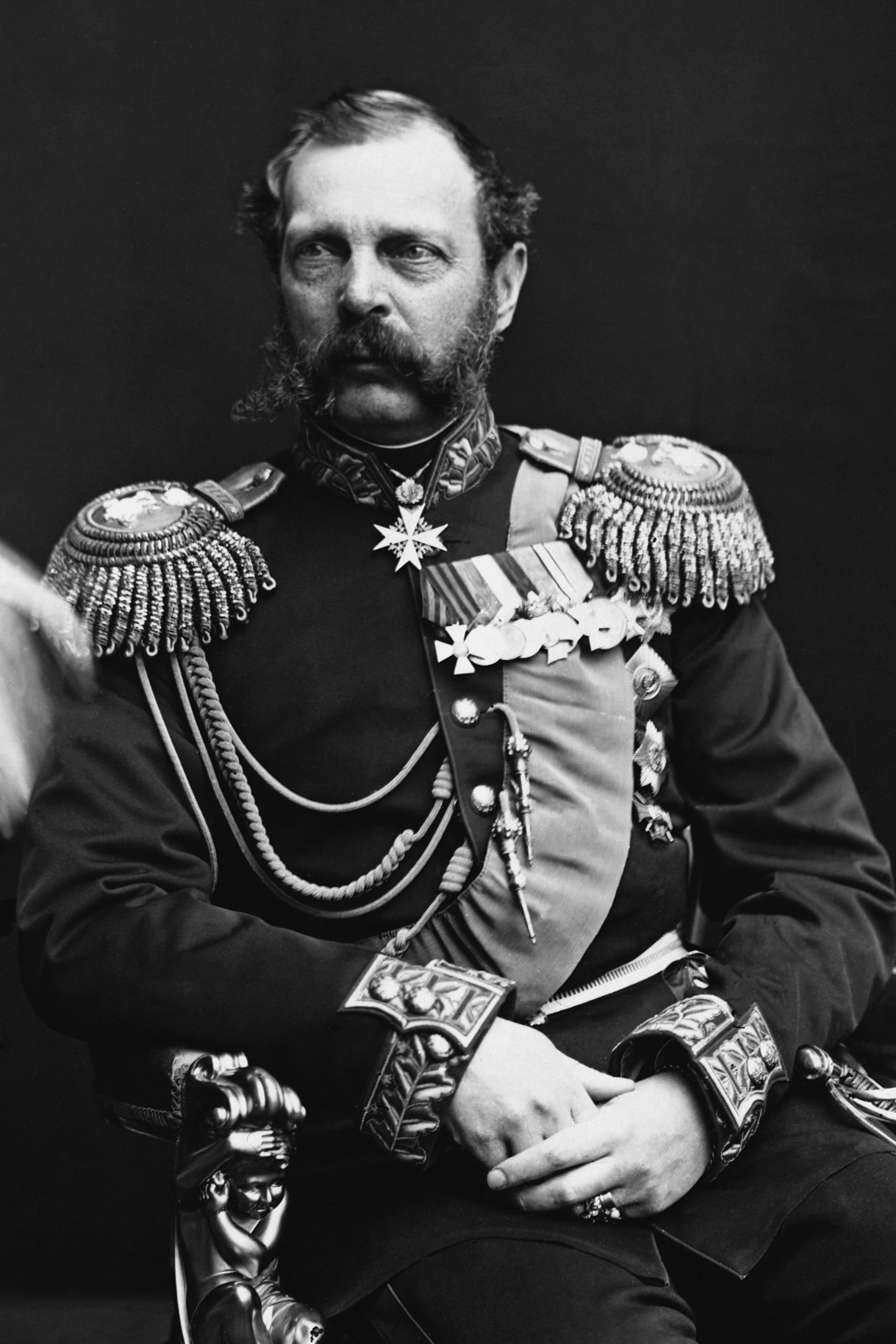
Alexandre II de Russie en 1880.

Alexandre II tente de tirer les leçons de la défaite de Crimée. Le pays, qui s'étend désormais sur 12,5 millions de kilomètres carrés et compte 60 millions d'habitants, est handicapé par son fonctionnement archaïque. Des réformes structurelles sont mises en train par le tsar : la mesure la plus importante est l'abolition du servage de 1861 qui inclut l'attribution à l'ancien serf d'une terre, souvent trop petite pour le nourrir, au prix d'un endettement à long terme vis-à-vis de l'État. Des conseils locaux élus au suffrage censitaire – les Zemstvos – sont créés à compter de 1864 : dotés de pouvoir leur permettant de gérer les affaires locales et de construire routes, écoles et hôpitaux, ils peuvent lever des impôts pour les financer. Ce type de structure est étendu par la suite aux villes (douma urbaine). Enfin le code juridique introduit les procédures d'accusation et de défense et crée une justice théoriquement indépendante du pouvoir jusqu'à l'échelon du district. Le régime conserve malgré tout un caractère autocratique et fortement policier. Les réformes vont d'ailleurs attiser la violence de groupes d'intellectuels nihilistes et Alexandre finira par tomber sous leurs coups (1881). Sous son règne, l'empire a poursuivi son expansion coloniale en Asie centrale : après l'annexion des terres des Kazakhs achevée en 1847, les trois khanats du territoire ouzbek (Kokand, Boukhara et Khiva) sont conquis au cours des trois décennies suivantes puis annexés ou placés sous protectorat (1876). Cette avancée place les limites de l'empire russe aux portes de l'Empire britannique aux Indes. La tension (Grand Jeu) entre les deux pays va rester très vive jusqu'à ce qu'un accord soit trouvé en 1907 (convention anglo-russe). La Pologne se soulèvera sans succès en 1863.
Alexandre II est principalement connu pour ses réformes, notamment l'abolition du servage. Malgré les grandes réformes libérales mises en place, il est assassiné, le 13 mars 1881, lors d'un attentat organisé par le groupe anti-tsariste Narodnaïa Volia.

### Industrialisation

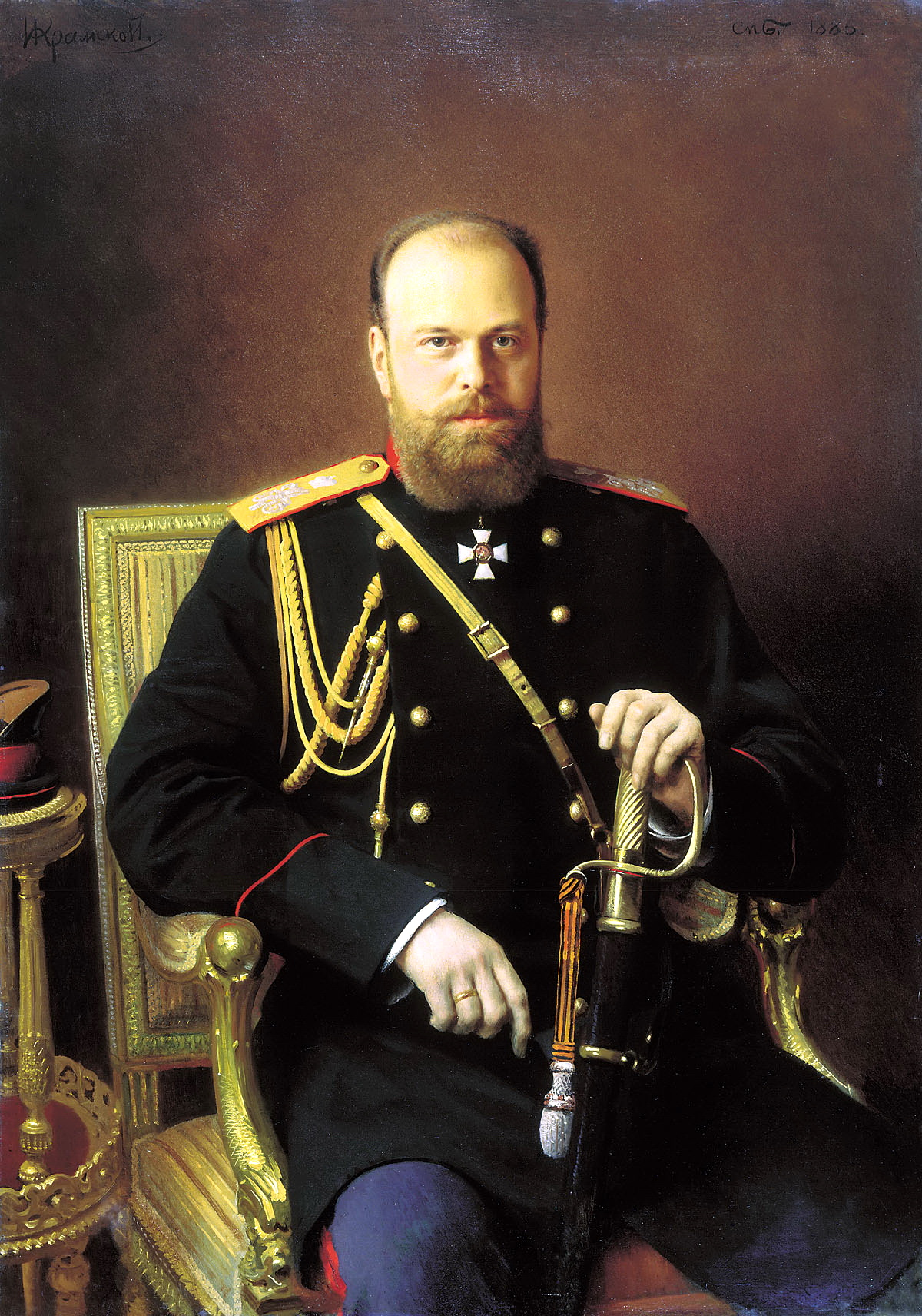
L'empereur Alexandre III par Ivan Kramskoï (1886).

Alexandre III, lorsqu'il monte sur le trône en 1881, mène en réaction à l'assassinat de son père une politique de contre-réformes. Les dispositions autoritaires sont maintenues ou renforcées : les partis politiques et les syndicats sont interdits, le droit de circulation est limité, la presse est censurée. Sur le plan économique, l'industrie se développe rapidement grâce, entre autres, aux investissements étrangers et à la construction d'un réseau ferroviaire qui atteint 30 000 km en 1890. De nouvelles régions s'industrialisent (Ukraine) tandis que certaines renforcent leur caractère industriel comme la région de Saint-Pétersbourg et surtout celle de Moscou. Mais la main-d'œuvre abondante dégagée par l'abolition du servage et la croissance démographique ne trouve pas entièrement à s'employer dans l'industrie (trois millions d'ouvriers en 1913). De nombreux paysans viennent coloniser les terres vierges de l'empire situées dans le sud et l'est (vallée inférieure de la Volga, Oural, Sibérie) de l'empire. Le Transsibérien permet de désenclaver les immenses territoires de la Sibérie et facilite cette migration, tandis que le financement de l'industrialisation se fait principalement par les emprunts russes venus surtout de France.
Le premier tronçon du Transsibérien ouvre dès 1888 et Moscou émet quatre emprunts de 500 millions de francs-or. En 1904, la France compte 1,6 million de créanciers du réseau ferré, de l'État et des municipalités russes, tandis que l'alliance franco-russe mise en place en 1892 tente de faire pièce à la Triplice.
L’agriculture a toujours un poids écrasant : en 1897, la Russie compte 97 millions de paysans pour une population totale de 127 millions d’habitants.[réf. nécessaire] Ceux-ci ne possèdent généralement pas les terres qu'ils cultivent (25 % seront propriétaires en 1914). Le taux d'alphabétisation est très faible et la mortalité infantile est élevée (environ 180 ‰). L'excédent démographique est absorbé par les villes dont le nombre croît rapidement : à la veille de la Première Guerre mondiale, la population citadine dépasse les 25 millions d'habitants. La Russie continue d'accroître son aire d'influence : en Chine et en Corée, elle se heurte aux intérêts japonais. La guerre russo-japonaise qui s'ensuit se termine par une défaite complète (1905 à Tsushima) : la modernisation du Japon a été sous-estimée et l'éloignement du champ de bataille a créé d'énormes contraintes logistiques.

### Révolution de 1905

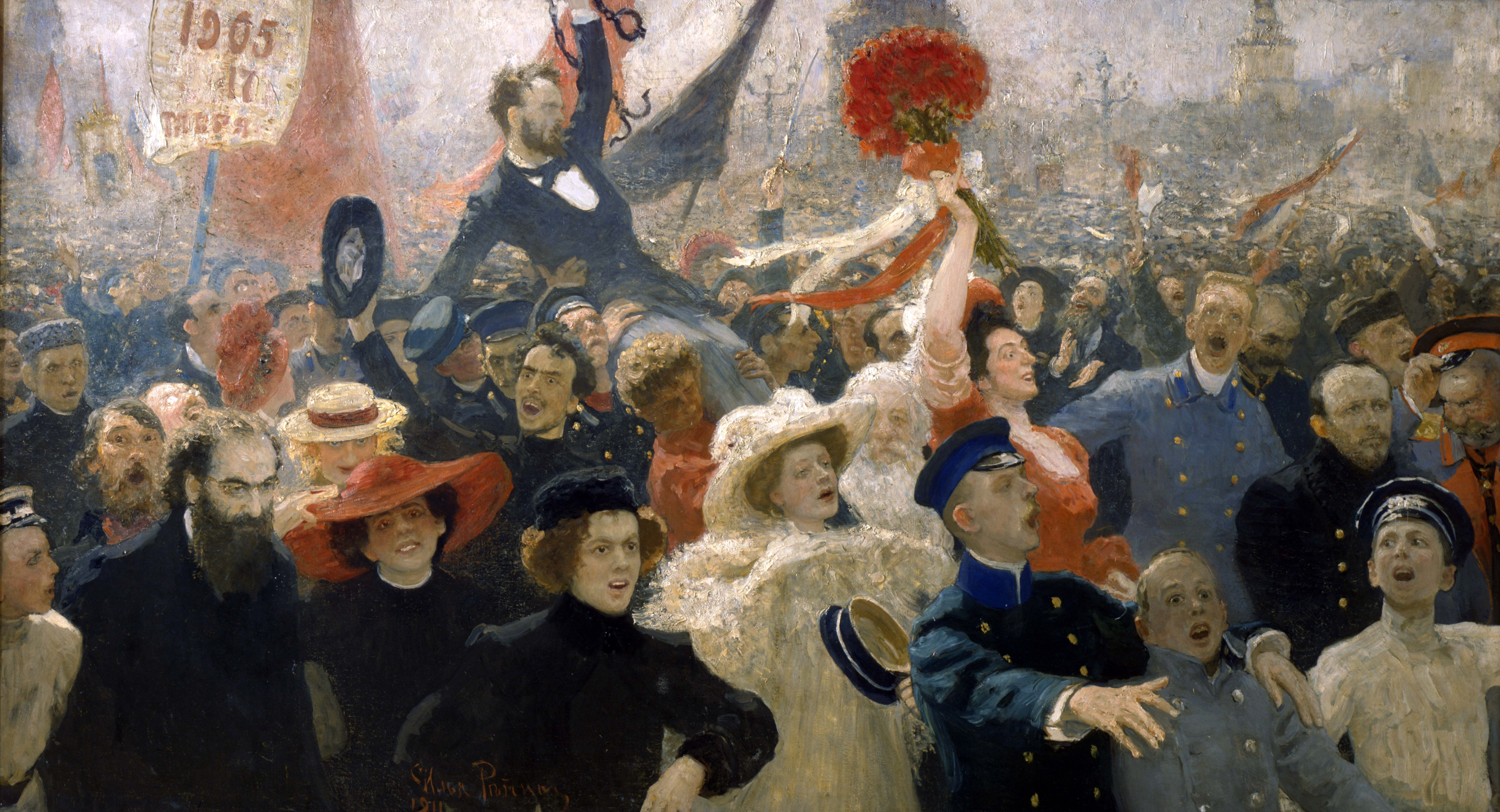
Manifestation du 17 octobre 1905 par Ilia Répine (musée de l'Ermitage, Saint-Pétersbourg).

La défaite de Tsushima de 1905 déclenche le premier soulèvement généralisé de la population russe contre le régime. La révolution russe de 1905 est d'abord un mouvement paysan qui touche essentiellement la région des terres noires. Les ouvriers se joignent au mouvement par la suite. La loyauté des forces armées va sauver le régime. Nicolas II, qui est monté sur le trône en 1894, est obligé de donner des gages d'ouverture. Une assemblée (douma) élue est dotée de pouvoirs législatifs. Mais les élections de deux doumas successives donnent une large majorité à l'opposition. La loi électorale est alors modifiée pour obtenir une chambre des députés favorable au pouvoir.
L'évolution économique et sociale du pays avait fait monter les oppositions libérales, démocrates, socialistes et révolutionnaires au régime tsariste. La fusillade meurtrière du Dimanche rouge à Saint-Pétersbourg mit le feu aux poudres. Le régime impérial survécut à cette première attaque d'envergure, mais le mécontentement grandit et l'opposition se radicalisa. La grève générale d'octobre 1905 réussit à faire céder le régime. Une constitution libérale fut octroyée ; mais dans les deux ans qui suivirent, la contre-attaque de Nicolas II réduisait à néant les espoirs soulevés par cette révolution.
La mutinerie du cuirassé Potemkine, immortalisée en 1925 par Le Cuirassé Potemkine, film de Sergueï Eisenstein, en est restée un symbole.

### Première Guerre mondiale et révolution russe

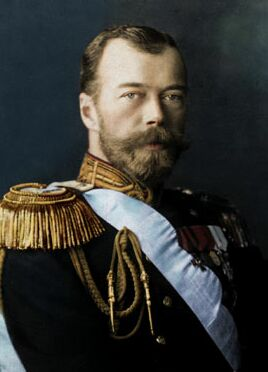
Portrait de Nicolas II de Russie.

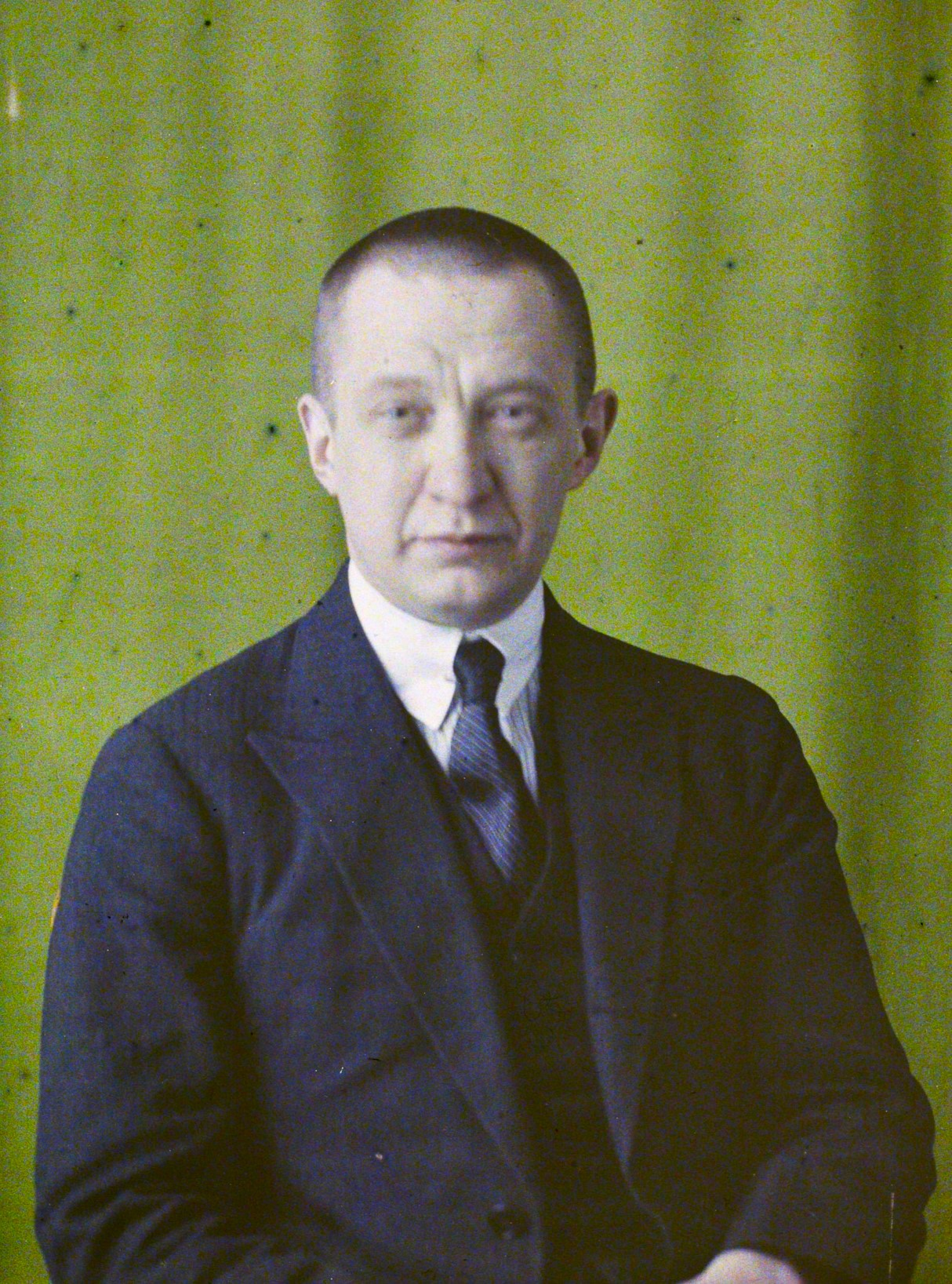
Alexandre Kerenski en 1921.

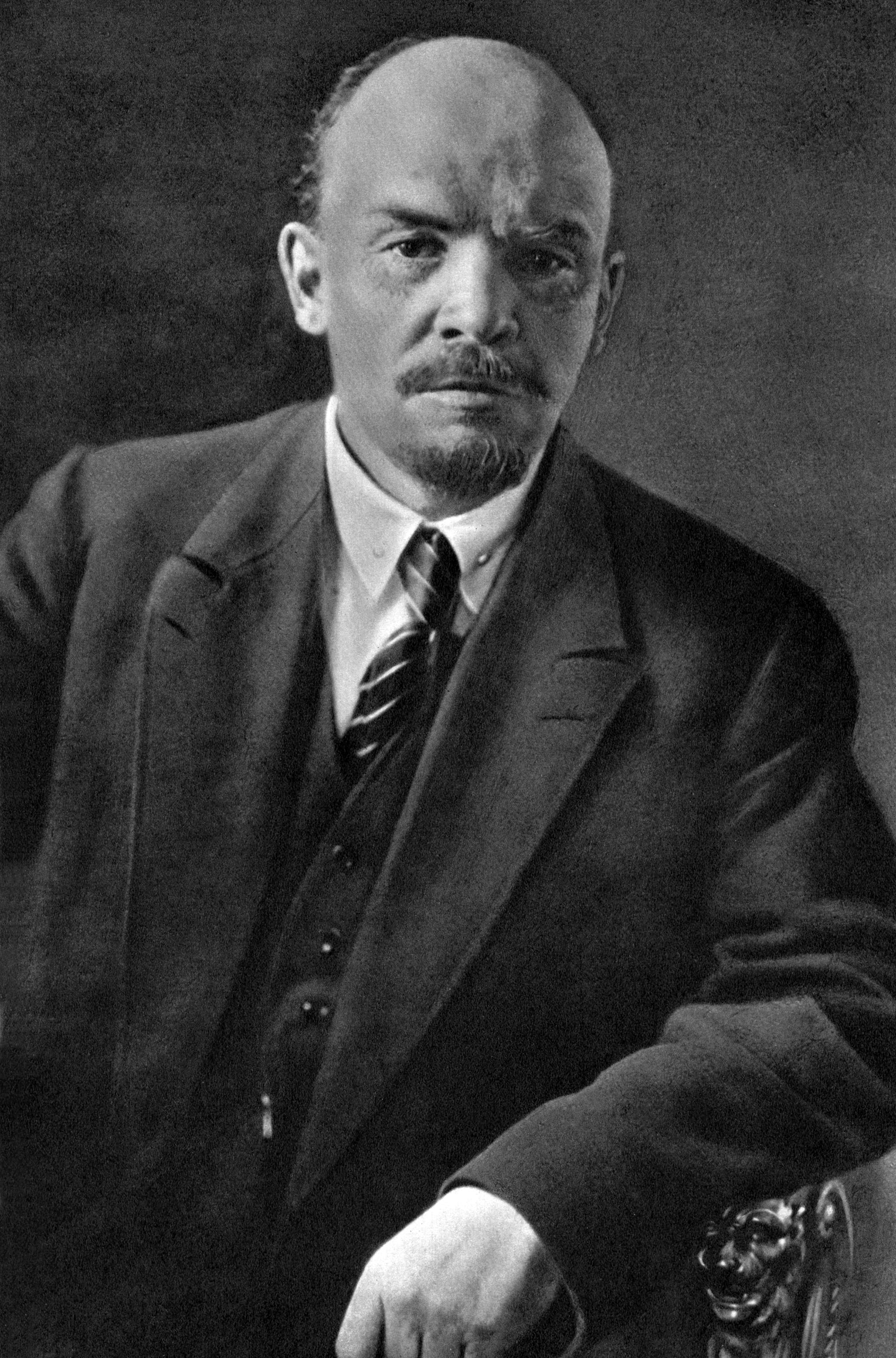
Lénine en 1920.

La Russie entre en guerre contre l'Allemagne et l'Autriche-Hongrie en 1914 pour venir en aide à la Serbie, son alliée. L'Empire russe déclenche une offensive en Pologne orientale mais est sévèrement battu. Les troupes russes doivent abandonner la Pologne. Début 1917 éclatent des mouvements sociaux, suscités par le poids de la guerre sur l'économie, les pertes sur un front réduit à une stratégie défensive, l'instabilité des dirigeants et la défiance vis-à-vis du tsar. Le refus des troupes de réprimer les manifestations et la lassitude des classes dirigeantes obligent le tsar Nicolas II à abdiquer; ainsi éclate la Révolution de Février 1917 et la Russie devient une république. Un gouvernement provisoire est alors constitué, présidé par Alexandre Kerenski. Tout en esquissant des réformes, celui-ci tente malgré tout de respecter les engagements de la Russie vis-à-vis de ses alliés en poursuivant la guerre. L'impopularité de cette dernière mesure est exploitée par le parti des bolcheviks qui, le 25 octobre 1917 (7 novembre dans le calendrier grégorien), renverse le gouvernement à Saint-Pétersbourg (alors capitale de la Russie) par les armes (révolution d'Octobre). La paix est signée avec les Allemands (à Brest-Litovsk, en Biélorussie actuelle) au prix d'énormes concessions territoriales (Pologne, partie de l'Ukraine, pays baltes, etc., soit environ 800 000 km2). Une tentative de Lénine d'exporter la révolution en Occident déclenchant la guerre contre la Pologne se termine par un cuisant échec: l'armée russe presque deux fois plus nombreuse que la polonaise est battue aux portes de Varsovie en août 1920. C'est le "miracle de la Vistule" et la "dix-huitième bataille décisive dans l'histoire du monde" due au génie stratégique du Maréchal Joseph Pilsudski. Une guerre civile va opposer pendant trois ans les Russes blancs (républicains ou monarchistes), assistés par les puissances occidentales, aux bolcheviks. Après leur victoire, le 22 décembre 1922, les bolcheviks instaurent l'Union des républiques socialistes soviétiques ; la Russie devient une des républiques de l'Union. La Russie a beaucoup souffert de la politique de Terreur rouge menée par Lénine.

### Entre les deux guerres

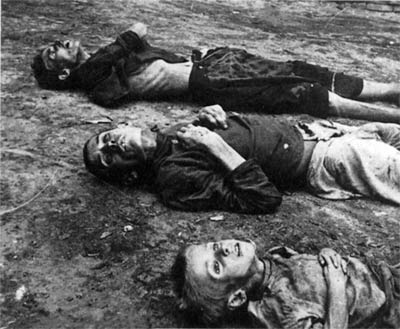
Victimes de la famine de 1921-1922.

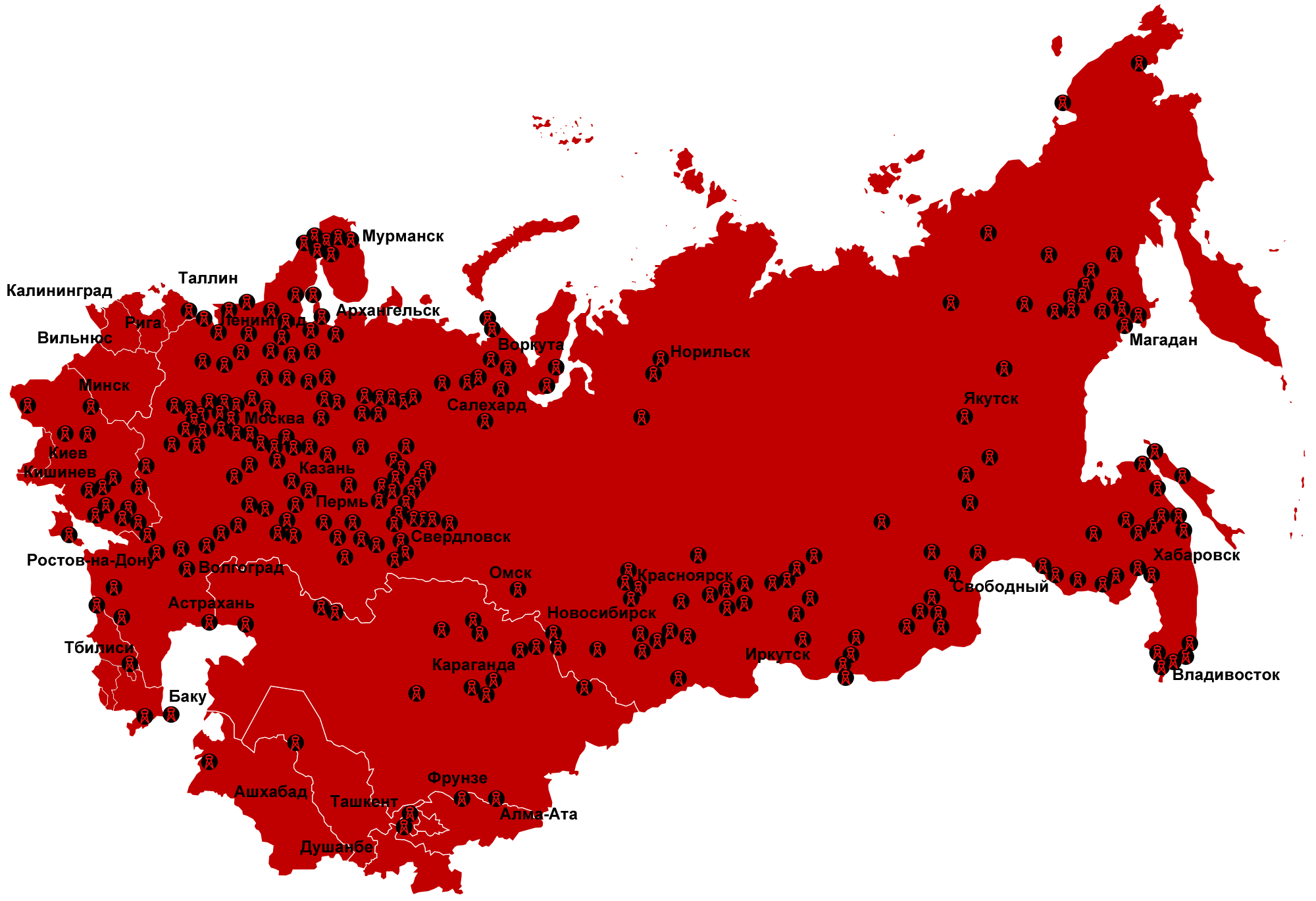
La carte des camps du goulag créés sous la dictature de Staline

Dès la prise du pouvoir, le nouveau régime tourne à la dictature réprimant toute opposition même au sein du parti bolchevik. L'ensemble des moyens de production industrielle est placé sous le contrôle de l'État. À la fin de la guerre civile en 1921, le pays est exsangue : la désorganisation des transports et les réquisitions agricoles déclenchent une famine qui fait un million de victimes autour de la Volga. Le mécontentement gagne et le régime doit assouplir son programme : c'est la NEP qui autorise une forme limitée d'économie privée. En quelques années, les productions agricole et industrielle se rétablissent. Lénine, mort en 1924, laisse sa « succession » ouverte. Staline va en quelques années se hisser au pouvoir en éliminant physiquement ses rivaux. Le plan de collectivisation est repris avec vigueur et les terres agricoles sont regroupées par la force au sein de grandes coopératives. Une nouvelle famine éclate, cette fois-ci majoritairement en Ukraine (1932–1933) et dans le Kouban. Le développement de l'économie est désormais planifié de façon centralisée et le pouvoir, qui se concentre à Moscou (redevenue capitale du pays en 1918), mène un vaste programme d'industrialisation (surtout dans le domaine de l'industrie lourde) à l'aide des plans quinquennaux. Le gouvernement incite les travailleurs au dépassement des normes de productivité (stakhanovisme) au nom de l'avenir radieux. La machine de propagande communiste fonctionne à plein régime. En même temps, Staline mène une politique répressive qui envoie au goulag ou à la mort plusieurs millions de personnes avant le déclenchement de la Seconde Guerre mondiale, ce qui ne l'empêche pas d'instaurer un véritable culte de personnalité. C'est la montée du stalinisme.

### Seconde Guerre mondiale

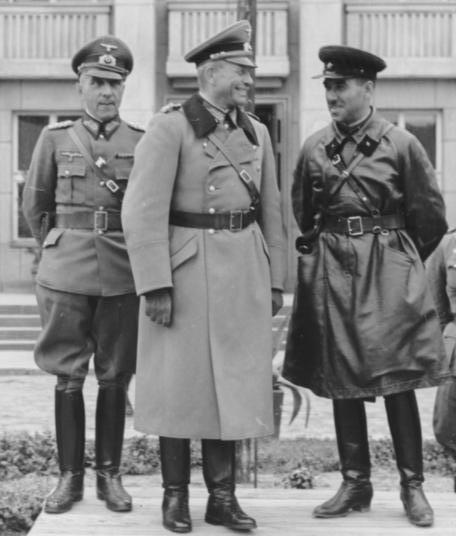
Défilé conjoint des armées allemande et soviétique à Brest, 1939

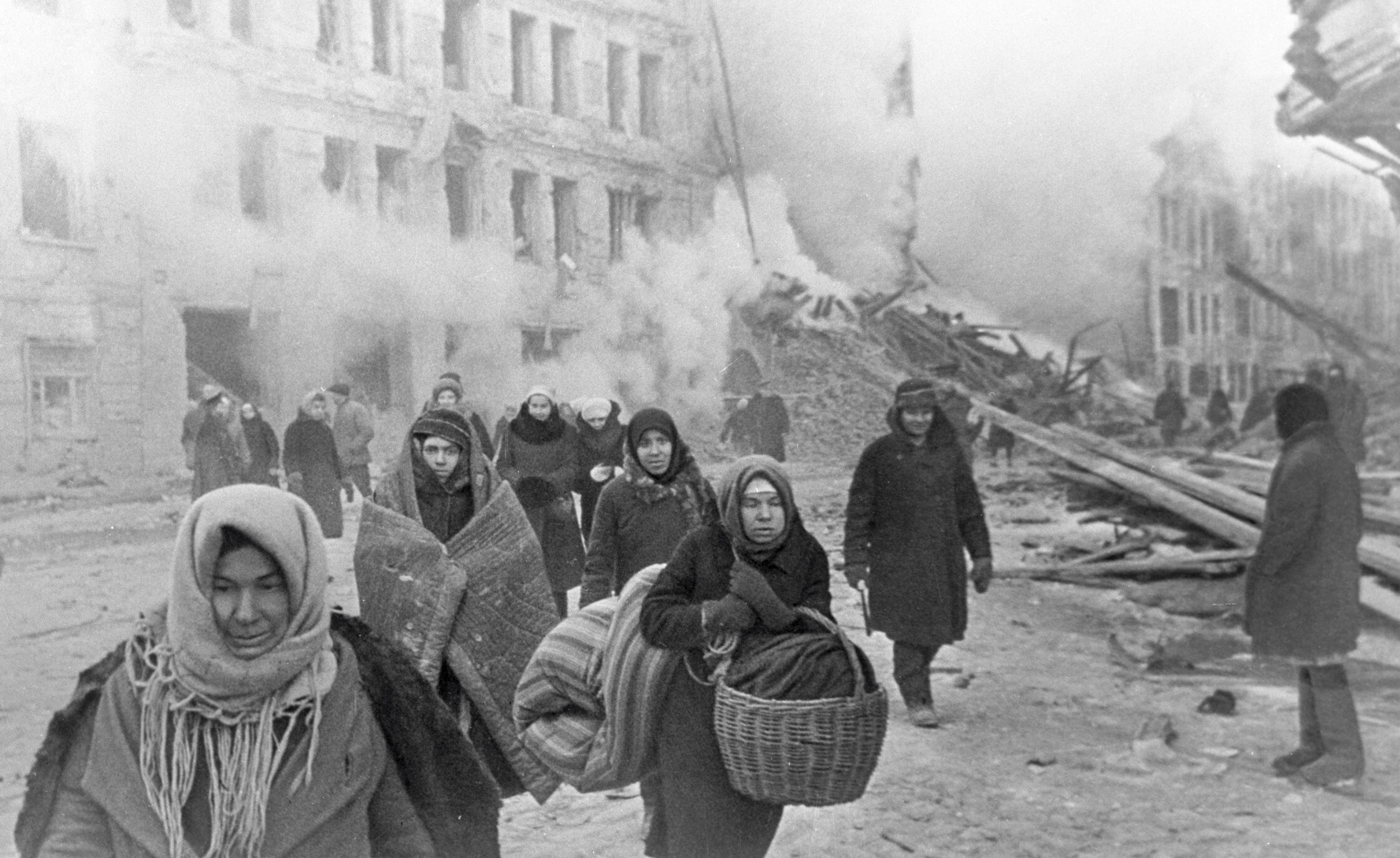
Siège de Léningrad, au cours duquel 1 million de civils sont morts de faim.

Le Pacte germano-soviétique, signé le 23 août 1939, pacte de non-agression entre l'Allemagne nazie et l'Union soviétique contient des protocoles secrets établissant les modalités de partage de la Finlande, l'Estonie, la Lettonie, la Lituanie, la Pologne et la Roumanie entre le Reich et l'Union soviétique. La Pologne est ainsi partagée en deux en septembre 1939. De même, Staline annexe les trois États baltes et force la Roumanie à lui céder la Bessarabie et les régions moldaves. Ces protocoles sont mis en œuvre sans difficulté véritable, sauf en ce qui concerne la Finlande (qui doit être placée sous influence soviétique), où se déroule la guerre d'Hiver. Ainsi, l'Union soviétique et l'Allemagne nazie se partagent une partie de l'Europe, sans que cela ne déclenche de réaction notoire de la part de la France et de la Grande-Bretagne.
Staline, qui a signé avant le début de la Seconde Guerre mondiale un pacte de non-agression avec Hitler comprenant une clause de partage de la Pologne et des pays baltes, est attaqué par l'Allemagne en juin 1941 (opération Barbarossa). L'Armée rouge sous-équipée et désorganisée par les purges staliniennes recule en essuyant des pertes qui se chiffrent en millions. L'avancée allemande est bloquée devant Stalingrad en janvier 1943, puis repoussée vers l'ouest, notamment à la suite de la bataille de Koursk opposant du 5 juillet au 23 août 1943 les forces allemandes aux forces soviétiques sur un immense saillant de 23 000 km2 situé au sud-ouest de la Russie, à la limite de l'Ukraine, entre Orel au nord et Belgorod au sud. C'est l'une des batailles qui ont déterminé l'issue de la Seconde Guerre mondiale en Europe. Les généraux soviétiques reprennent progressivement l'initiative et l'Armée rouge, renforcée par des livraisons d'armes alliées, reconquiert les territoires perdus, libère les pays de l'Europe orientale puis rentre victorieuse dans Berlin (mai 1945), au prix d'un terrible bilan de 20 à 30 millions de victimes (dont presque la moitié de civils). Staline et ses alliés occidentaux ont conclu un accord sur un partage de l'Europe en zones d'influence qui entérine le rôle joué par l'URSS dans le conflit (conférence de Yalta). Les pays d'Europe orientale et l'Allemagne de l'Est se voient bientôt imposer un régime socialiste piloté par l'URSS.

### La superpuissance soviétique

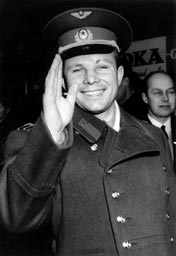
Le premier homme dans l'espace, Youri Gagarine, en visite à Malmö, Suède, 1964.

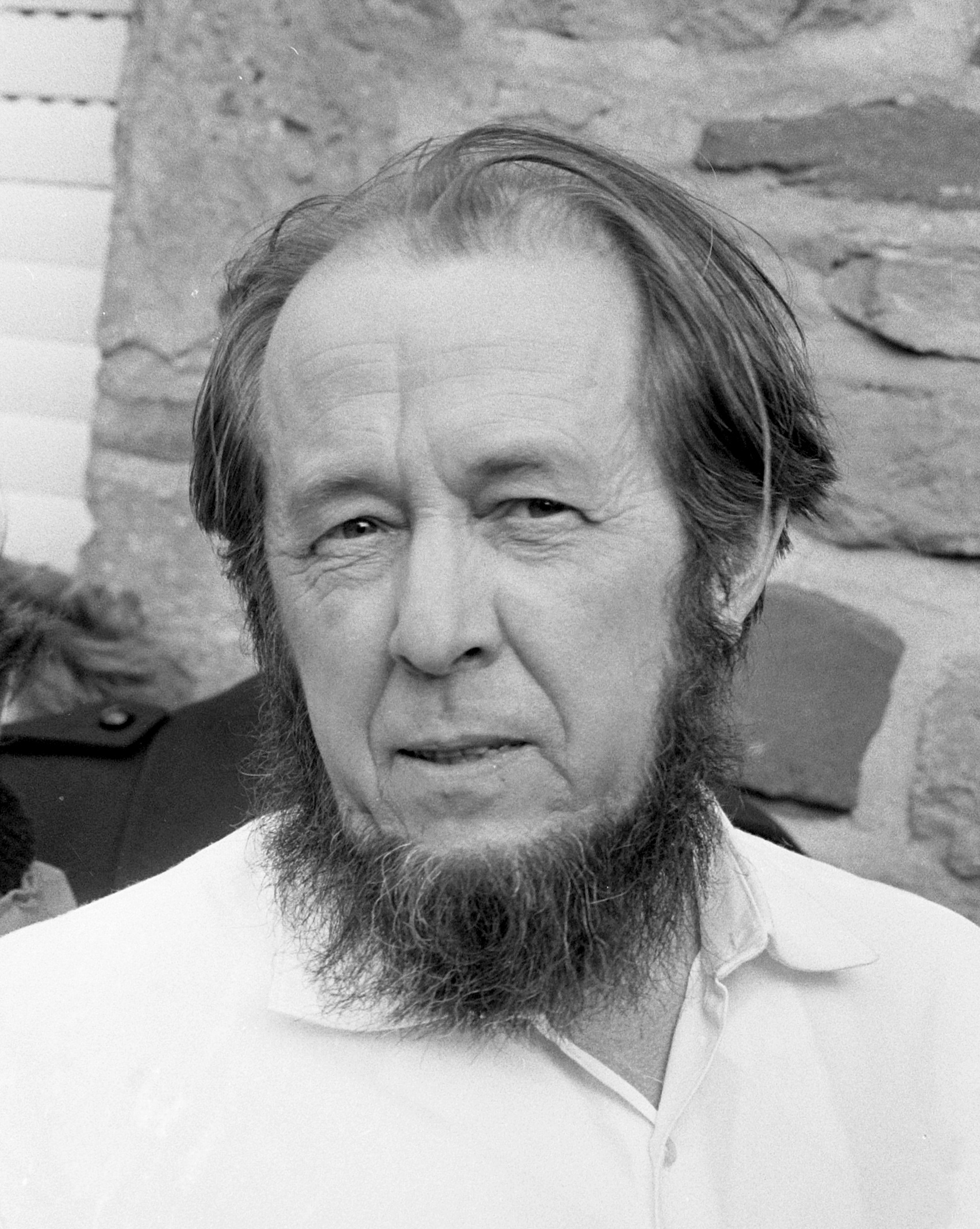
Alexandre Soljenitsyne, un célèbre dissident et combattant contre le totalitarisme

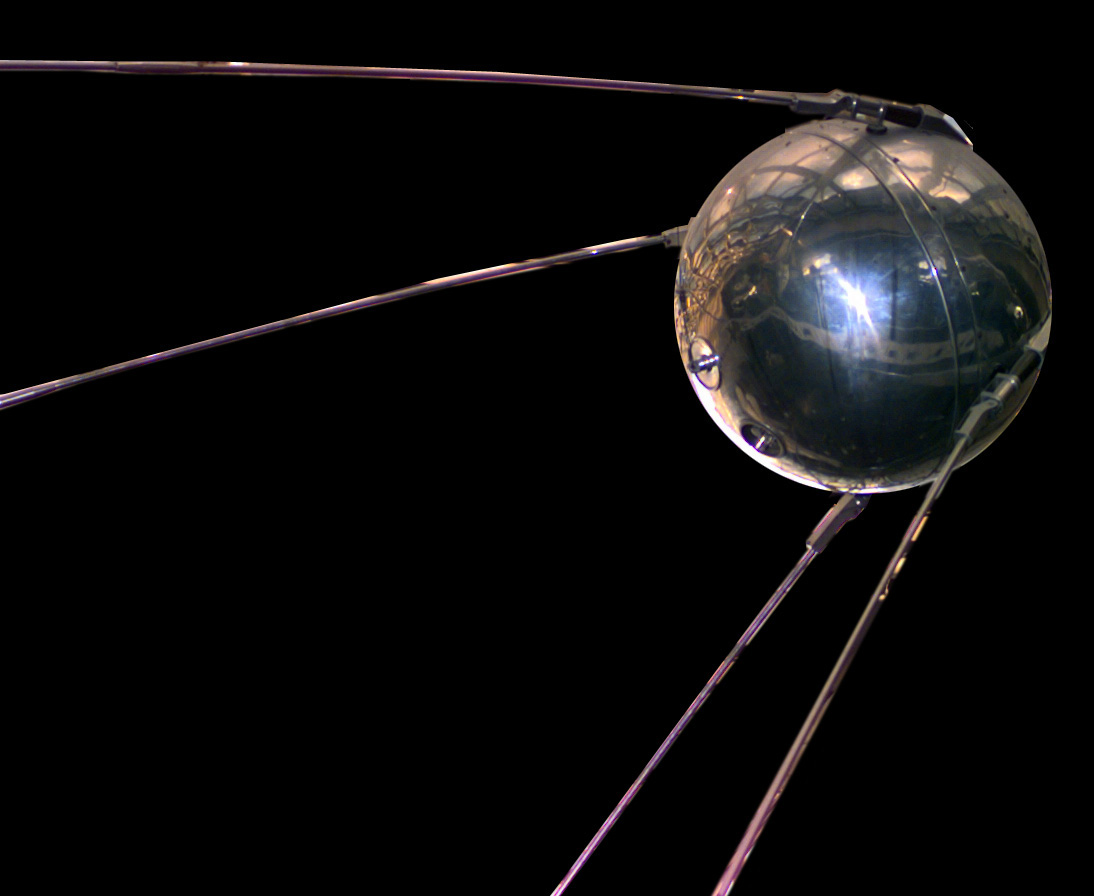
Spoutnik 1, le premier satellite artificiel de la Terre, lancé par l'URSS.

La guerre a saigné l'URSS (plus de 20 millions de victimes dont une majorité de civils) et détruit une bonne partie de ses installations industrielles et de ses villes. L'immédiat après-guerre est une période de reconstruction. Le pays retrouve son niveau de production industrielle d'avant-guerre puis le double en 1952. L'industrie nucléaire se développe, avec la création du complexe nucléaire Maïak. L'URSS effectue son premier essai nucléaire en 1949, accédant ainsi au rang de seconde puissance nucléaire mondiale.
Dans le même temps, le culte de la personnalité est porté à son comble par Staline. Peu après le décès de celui-ci en 1953, Nikita Khrouchtchev accède au pouvoir (1953) et dénonce les excès de son prédécesseur. Sur le plan intérieur commence une période de relative prospérité ; les droits des citoyens sont mieux respectés, c'est le début d'une certaine libéralisation. L'URSS stupéfie le monde par son avance dans le domaine spatial en mettant en orbite le premier Spoutnik et en y envoyant Youri Gagarine, premier homme dans l'espace. Sur le plan international, l'URSS élargit son influence à de nombreux pays du tiers monde et parvient par des investissements massifs dans l'armement à faire jeu égal avec les États-Unis, notamment dans le domaine nucléaire et des missiles balistiques. Cette période de guerre froide se traduit par de nombreux conflits ou tensions un peu partout dans le monde entre les deux superpuissances et leurs alliés. La crise de Cuba en 1962 manque de dégénérer en un conflit nucléaire. L'accession de Léonid Brejnev au pouvoir (1964) se traduit par une relative détente entre les deux grands, grâce aux travaux de la Conférence sur la sécurité et la coopération en Europe mais également, sur le plan intérieur, par une réduction des tentatives de réforme qui n'avaient pas réussi à son prédécesseur (la campagne des terres vierges entre autres). L'écart entre le niveau de vie des Soviétiques et celui des habitants des pays occidentaux s'accroît. La tension entre les deux superpuissances reprend à compter de 1979 à la suite de l'invasion de l'Afghanistan et de l'arrivée de Ronald Reagan à la tête des États-Unis en 1980.

### Fin de l'URSS
Mikhaïl Gorbatchev arrive au pouvoir en 1985 en prenant la tête du PCUS avec la volonté de réformer le régime pour combattre la stagnation économique et les reliquats du stalinisme, mais ses réformes donnent des résultats plutôt mitigés. La perestroïka (restructuration économique) n'a pas atteint les objectifs escomptés ayant aggravé les pénuries de biens de consommation et les inégalités sociales entraînant un mécontentement populaire, tandis qu'une démocratisation du régime, amorcée avec la glasnost (transparence), déclenche des conflits interethniques et la montée des nationalismes, mal perçus par les Russes. En 1986, le pays est confronté à la Catastrophe nucléaire de Tchernobyl.
Les élections législatives de 1989 sont marquées par l’émergence des réformateurs et des nationalistes. La même année, les troupes soviétiques se retirent d’Afghanistan. Le mur de Berlin chute le 9 novembre 1989 sans que l’URSS ne s’y oppose et dès 1990, les trois républiques baltes déclarent leur indépendance.
Vers 1991, un véritable dualisme du pouvoir s'installe au Kremlin - la puissance montante des structures étatiques russes libérées de la tutelle du PCUS, avec Boris Eltsine en tête, face aux organes du pouvoir soviétique et communiste, archaïque et conservateur, essayant en vain de freiner les réformes gorbatchéviennes et de préserver le système soviétique. Lors d'un référendum organisé le 17 mars 1991, 77,85 % des électeurs votent pour la préservation de l'Union soviétique. Un nouveau traité devait être signé entre les républiques le 20 août 1991. Cependant un coup d'État mené par les conservateurs le 19 août échoue mais empêche l'adoption du projet et accélère la chute du pays.

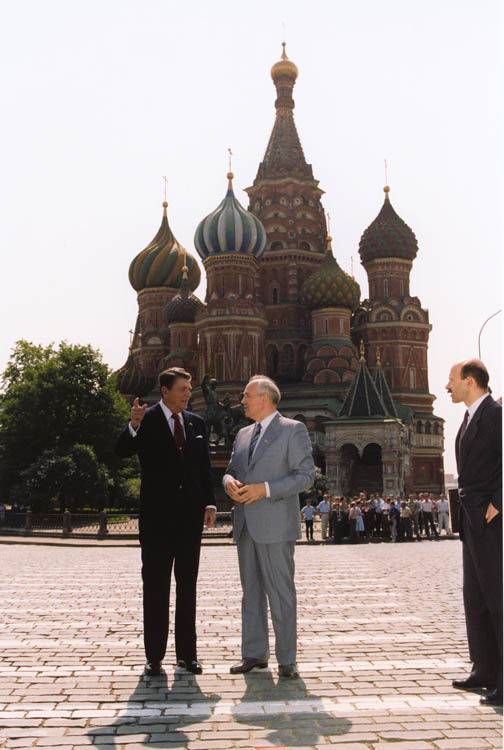
Mikhaïl Gorbatchev et Ronald Reagan, Moscou, 1988.

L'URSS s'effondre : les républiques qui la constituaient prennent leur indépendance, le Conseil d'assistance économique mutuelle créé en 1949 et le Pacte de Varsovie (1955) ne sont plus. Mikhaïl Gorbatchev démissionne le 25 décembre 1991. La fédération de Russie reprend de l'ancienne superpuissance mondiale les trois quarts de son territoire, plus de la moitié de sa population, les deux tiers de son industrie et la moitié de sa production agricole. État continuateur de l'URSS, elle occupe désormais sa place dans les institutions internationales, dont le siège permanent au Conseil de sécurité des Nations unies, mais assume également le passif financier de l'ancienne URSS. Une union politique et économique, la Communauté des États indépendants (CEI), est fondée quelques jours avant la démission de Gorbatchev pour tenter de maintenir des liens privilégiés entre les anciennes républiques soviétiques.
Bien que la Russie, dirigée par Boris Eltsine à partir de 1991, soit l’héritière de l'Union soviétique, elle ne peut endosser son rôle de superpuissance. Elle est en effet confrontée à de nombreux problèmes internes, parmi lesquels l'élaboration laborieuse d'un système politique démocratique et une guerre de sécession en Tchétchénie, et laisse la grande politique mondiale aux Américains et à leurs alliés.

### Effondrement, puis redressement économique

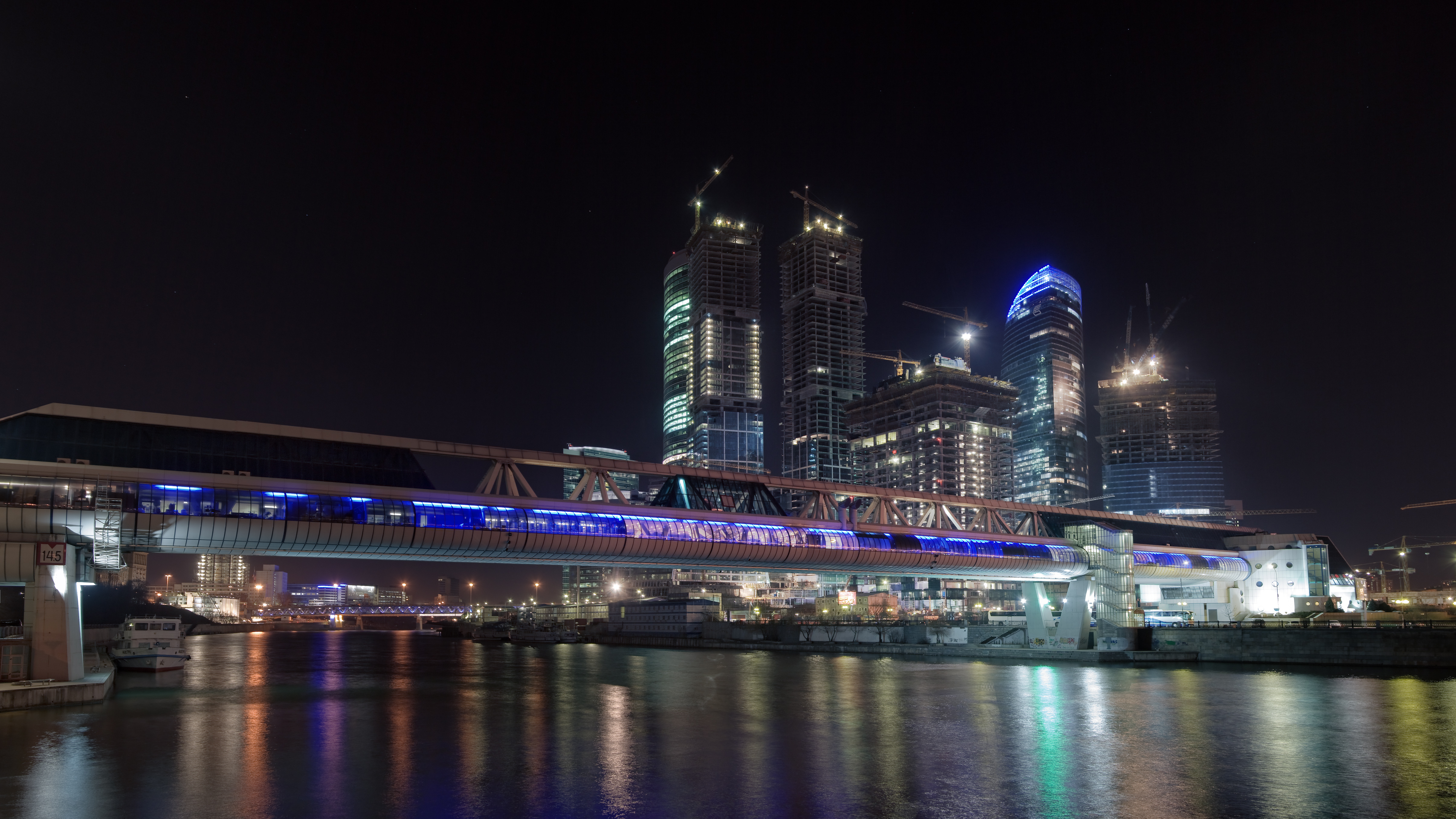
Moskva-City, un quartier d'affaires en pleine expansion.

Eltsine, le premier président de la Russie postsoviétique, donne une inflexion libérale au nouveau régime. La société russe, qui a dû abandonner le socialisme, est profondément bouleversée. Quelques oligarques construisent des fortunes. Mais le déclin de l'outil économique, l'affaiblissement de l'État fédéral provoquent une chute catastrophique du niveau de vie des Russes.

### Thérapie de choc
La transition vers l'économie de marché est alors apparue inéluctable pour la fédération russe née fin 1991. Deux approches économistes s'opposaient vis-à-vis des modalités de cette transition vers le capitalisme:
- D'une part, les partisans d'une thérapie de choc, qui prônaient la libéralisation rapide des prix et du commerce, des programmes de stabilisation de l'inflation et des privatisations massives. Cette école est menée par le professeur Jeffrey Sachs.
- D'autre part, les institutionnalistes ou « gradualistes », prônant une transition plus progressive. Pour eux, la Russie doit donc reconstruire son système juridique (pour permettre aux entreprises de négocier leurs contrats) et ses structures de régulation (pour assurer le bon fonctionnement du système financier, par exemple). Pour les gradualistes, les privatisations ne sont pas une fin en soi mais avant tout une façon de stimuler la concurrence, l'innovation et la productivité. Il faut être très prudent et libéraliser l'économie, privatiser le secteur public, qu'à mesure que les institutions nécessaires au bon fonctionnement du marché se développeraient.

Appuyés par les instances internationales (FMI, BERD, etc.), les partisans de la « thérapie de choc » (Jeffrey Sachs) l'emportèrent et conseillèrent le gouvernement russe.
À partir de 1992, la Russie privatisa massivement, la thérapie de choc étant mise en œuvre de façon complète à partir de 1994 : à cette époque, plus de 50 % du secteur public (112 625 entreprises d'État) avaient été privatisés. Sur le plan économique, la planification dirigiste et centralisée de l'économie est ainsi abandonnée sans transition au profit d'un mode de fonctionnement s'inspirant des thèses libérales des économistes de l'école de Chicago. Les moyens de production ont été en grande partie privatisés, dans des conditions souvent obscures.

### Transition vers l'économie de marché

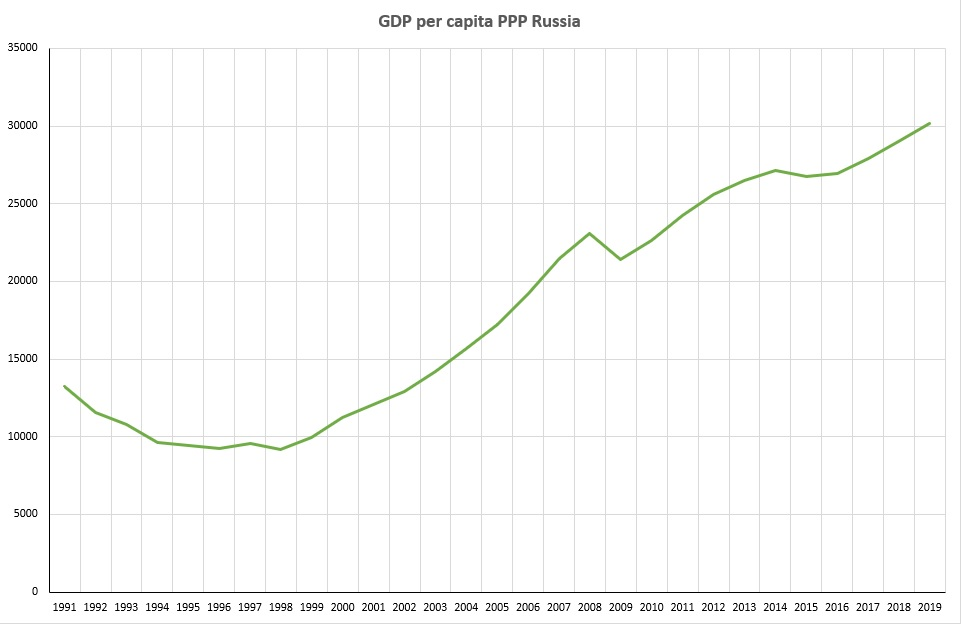
Évolution du PNB en Russie 1991-2019.

La transition rapide vers une économie de marché capitaliste provoque au cours des années 1990 un effondrement total de l'économie. Le PIB est divisé par deux en quelques années, et une crise financière majeure en 1998 plonge une grande partie de la population dans de graves difficultés (excepté une infime minorité de nouveaux riches, surnommés « nouveaux Russes »). La privatisation assortie de l'ouverture des marchés des capitaux facilite la ruée des capitaux hors du pays.
Si l'on prend le seuil de pauvreté de 2 $ par jour, 23,8 % de la population vit désormais dans la pauvreté sous le nouveau régime capitaliste, contre seulement 2 % en 1989 sous le régime communiste. Le chômage, qui s'élevait à moins de 0,1 % de la population active au début des années 1990, a grimpé à 0,8 % en 1992 et jusqu'à 7,5 % en 1994, quatre fois plus vite qu'en Biélorussie (0,5 % en 1992 et 2,1 % en 1994), qui a elle adopté une méthode plus graduelle de libéralisation.
Pour le prix Nobel d'économie Joseph E. Stiglitz, la thérapie de choc a été une grave erreur. Dans son livre, La Grande Désillusion il écrit ainsi : « Les privatisations ont été réalisées avant d’avoir mis en place le cadre juridique et institutionnel nécessaire. L’argument du FMI était que des droits de propriété sont essentiels pour l’efficacité d’une économie. Mais rien ne s’est déroulé selon ce scénario. Les privatisations ont accru les possibilités de pillage et les raisons de piller au lieu de réinvestir dans l’avenir du pays. L’absence de lois assurant une bonne gouvernance d’entreprise a incité ceux qui parvenaient à prendre le contrôle d’une firme à voler les actionnaires, en pillant les actifs des entreprises ».
Lorsque la présidence de Boris Eltsine touche à sa fin, l'économie russe est au plus bas. Le PIB a baissé de 7,5 % par an en moyenne entre 1990 et 1998, à une époque où la Chine, autre pays en transition, connaissait un taux de croissance annuel moyen de 10 %.

### Élections
De plus, l'armée est tenue en échec dans le conflit qui l'oppose aux séparatistes islamistes en Tchétchénie. Les élections de 1993 se traduisent par une montée du courant nationaliste (22,92 % des votes vont au Parti libéral-démocrate de Russie de Vladimir Jirinovski, contre 7,81 % en juin 1991) et le maintien d'un vote communiste important (12,40 % des votes, contre 16,85 % en juin 1991). Une nouvelle constitution, adoptée en décembre 1993 après une grave crise constitutionnelle et la mise au pas du Congrès des députés du peuple à l'aide de l'armée, donne un tour plus présidentiel au régime. La période est également caractérisée par de grands mouvements de population entre les États composant l'URSS (population russe des États voisins se repliant en Russie, émigration des Russes de religion juive ou d'origine allemande, fuite des cerveaux) et au sein même de la Russie (abandon des campagnes et des zones les plus éloignées en Sibérie). Le désordre économique et politique se prolonge jusqu'en 1998, date à laquelle le système financier russe s'effondre : entre 1990 et 1998 le PIB aura chuté de 45 %.

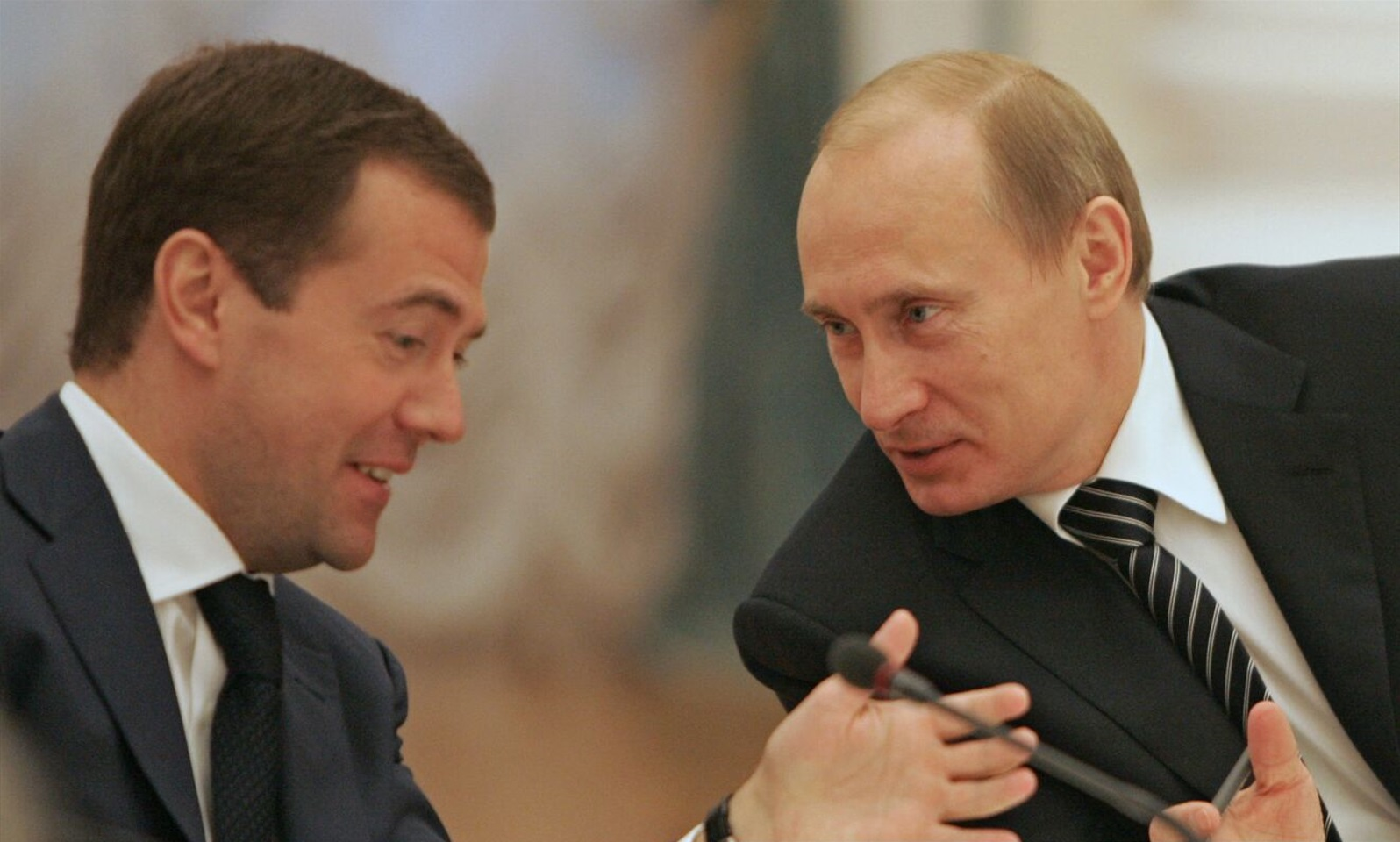
L'actuel président de la fédération, Vladimir Poutine en compagnie du président du gouvernement Dmitri Medvedev (2008).

Vladimir Poutine, porté au pouvoir en 2000, se donne pour objectif de rétablir le fonctionnement de l'État et de l'économie par le biais d'un régime présidentiel fort. Le nouveau président bénéficie de l'envolée du cours des matières premières, dont la Russie est le plus grand producteur. Il lance des réformes structurelles visant entre autres à rétablir la « verticale des pouvoirs ». Des mesures ont été prises contre la fraude fiscale, ce qui s'est traduit par l'arrestation de certains oligarques. Depuis 2000, la Russie connaît une croissance forte (augmentation du PIB de 7 % en moyenne) étroitement liée à la montée des prix des matières premières et plus particulièrement du pétrole et du gaz. L'afflux de revenus qui en découle permet le développement du secteur tertiaire (banque, assurance, distribution) et la croissance de la consommation intérieure. Vladimir Poutine tente de redonner à la Russie un rôle de premier plan sur la scène internationale en profitant, entre autres, des déboires américains en Irak, et de renouer des liens privilégiés avec les anciennes républiques composant l'URSS en maniant alternativement la manière forte (Biélorussie, Ukraine) et une approche plus diplomatique. Son successeur, Dmitri Medvedev, élu en mars 2008, est plus libéral, mais continue d'appliquer la politique générale de Poutine. Par ailleurs, la guerre d'Ossétie en 2008 étend l'influence russe dans le Caucase, en particulier en Abkhazie et en Ossétie du Sud-Alanie. Vladimir Poutine lui succède à nouveau après l'élection présidentielle de mars 2012.
Vladimir Poutine est réélu au premier tour de l'élection présidentielle du 18 mars 2018. Le 27 mars 2024, Vladimir Poutine est réélu une nouvelle fois au premier tour avec 88,4 % des voix.

### Exacerbation des tensions avec l'Occident et expansionnisme militaire
En 2014, à la suite de l'annexion de la Crimée, le gouvernement de Vladimir Poutine est critiqué par les autres pays du G8 qui suspendent son adhésion au groupe, reformant ainsi temporairement le G7.

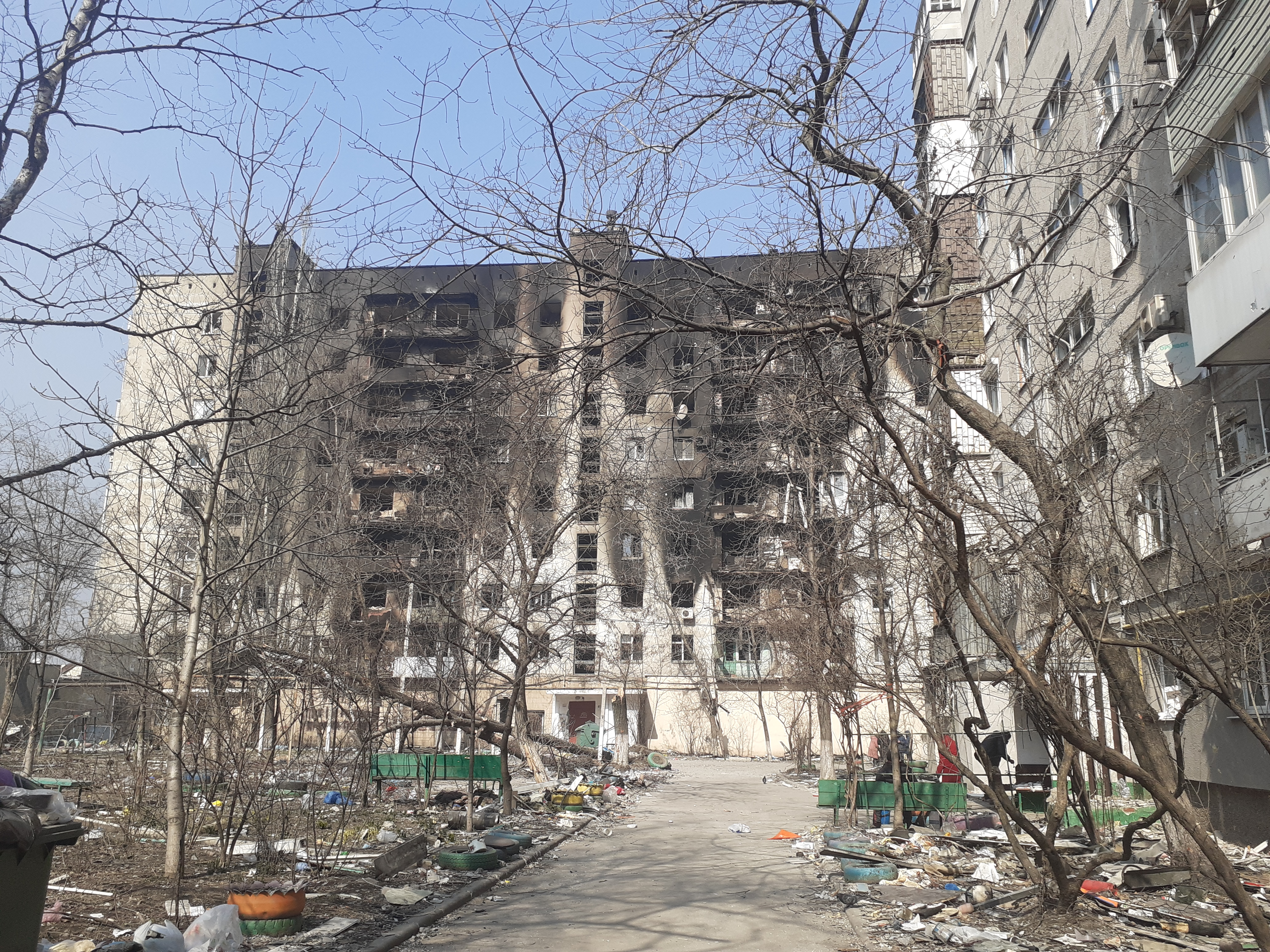
L'un des quartiers de Marioupol a été entièrement détruit par l'armée russe. Lors des bombardements nocturnes, des civils ukrainiens ont été brûlés vifs dans leurs appartements. La ville a été incorporée à la Russie lors d'un vote bidon, mais selon la loi ukrainienne, elle est considérée comme un territoire temporairement occupé.

À la suite de l'invasion de l'Ukraine par la Russie en 2022, l'Occident adopte des sanctions contre l'économie russe qui entre en récession de 4 % au second semestre de 2022 d'après l'agence de statistique Rosstat. L'Europe et les États-Unis livrent également de grandes quantités d'armement pour permettre à l'Ukraine de résister face à l'invasion.

## Politique

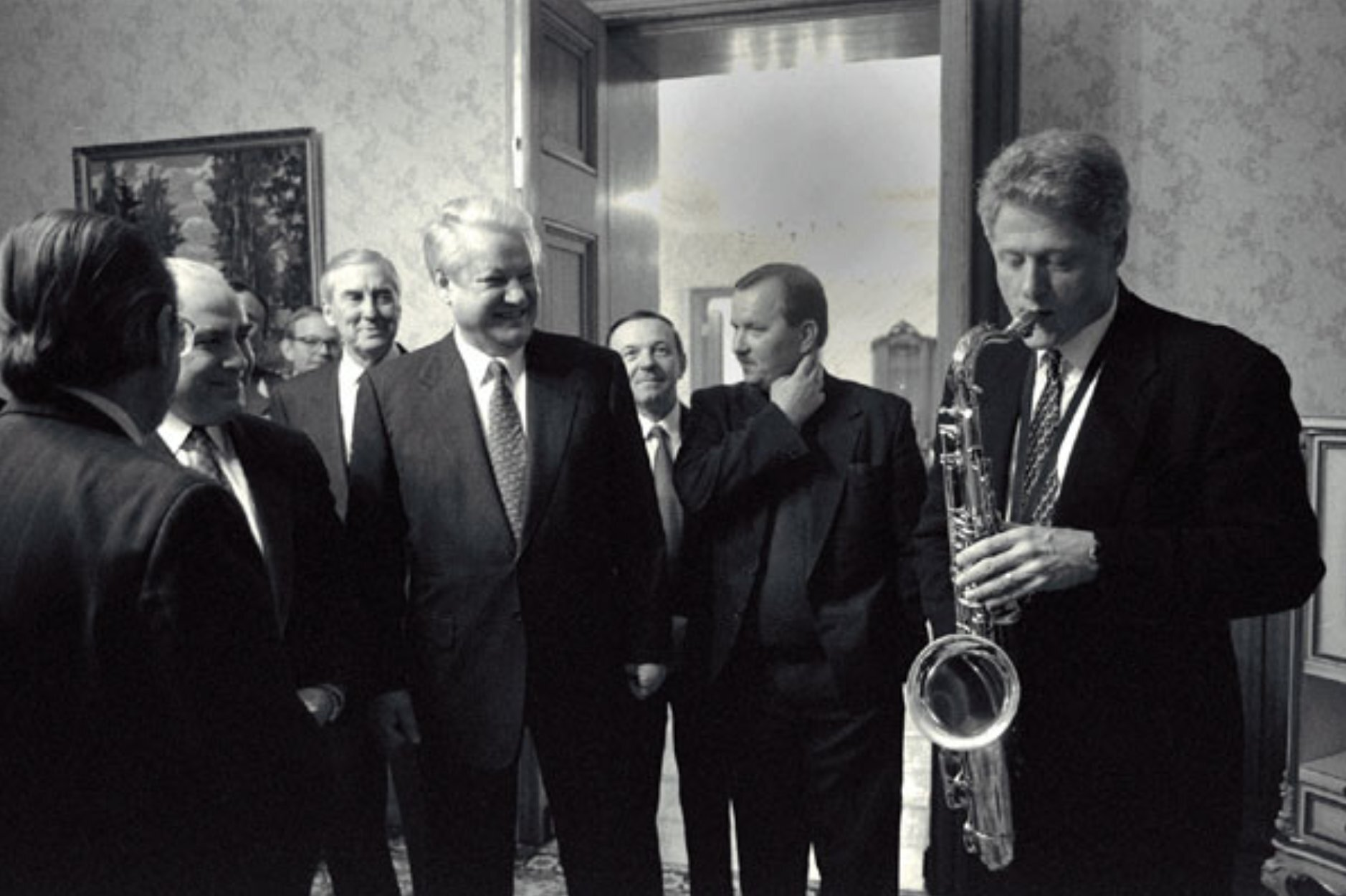
Bill Clinton et Boris Eltsine, le 13 janvier 1994.

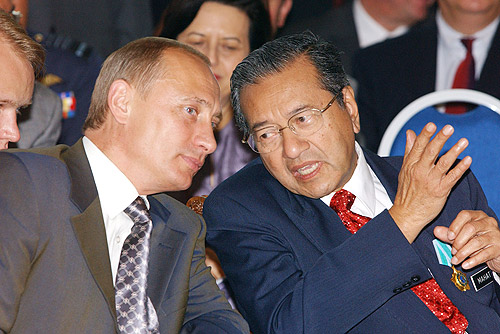
Vladimir Poutine et le Premier ministre malaisien Mahathir Mohamad, en 2003.

La Constitution de 1993, adoptée à la suite de la crise constitutionnelle russe de 1993 qui avait opposé le président Boris Eltsine à l'Assemblée et n'avait pu être résolue que par l'intervention des chars, définit la Russie comme une fédération et une république présidentielle dans laquelle le président de la fédération, en tant que chef de l'État, dirige la Nation et le président du gouvernement dirige le gouvernement. Le pouvoir exécutif est exercé par le chef de l'État.
Le président de la fédération est élu au suffrage universel pour une période de six ans depuis 2012. Son mandat est renouvelable une seule fois. La dernière élection présidentielle a eu lieu le 17 mars 2024 et a conduit à la réélection de Vladimir Poutine dès le premier tour. 
Le pouvoir législatif est représenté par l'Assemblée fédérale, un parlement bicaméral composée de :
- la Douma d'État (Государственная дума) : assemblée de 450 députés élus au suffrage universel direct pour cinq ans. La Douma est présidée par Viatcheslav Volodine depuis octobre 2016 ;
- le Conseil de la fédération (Совет Федерации), formé d'au moins 170 représentants des 85 sujets de la fédération de Russie, appelés « sénateurs ». Le Conseil de la fédération est présidé par Valentina Matvienko depuis septembre 2011.

La constitution russe garantit l'égalité de tous les citoyens devant la loi et l'indépendance des juges. Les procès doivent être publics et le droit de la défense est garanti aux accusés.
Selon la loi fédérale, le dirigeant d'un sujet de la fédération de Russie est élu soit par les citoyens de la fédération de Russie résidant dans ce sujet sur la base du suffrage universel, égal et direct, au scrutin secret, soit par les députés de l'organe législatif de ce sujet sur la proposition du président de la fédération de Russie, qui a aussi le droit de destituer le dirigeant d'un sujet de la fédération de Russie et d'en désigner un par intérim (jusqu'aux élections prochaines dans ce sujet de la fédération de Russie).
Les principaux partis sont le parti progouvernemental « Russie unie » (325 sièges à la Douma aux élections de 2021), le Parti communiste de la fédération de Russie (57 sièges), Russie juste (27 sièges), et le Parti libéral-démocrate de Russie (21 sièges). La majorité des trois quarts est nécessaire à la destitution du chef de l'État.
Le président de la Russie est Vladimir Poutine (réélu le 17 mars 2024, pour son cinquième mandat). Depuis son arrivée au pouvoir en 2000, la Russie a connu un recul démocratique jusqu'à devenir un État autoritaire et autocratique, certains allant jusqu'à la qualifier d'État totalitaire,,.

### Défense et géostratégie de la Russie

La Russie a reconnu l'indépendance des républiques sécessionnistes de la Transnistrie, de la Crimée (intégrée), de l'Ossétie du Sud-Alanie et de l'Abkhazie.
Russie
Anciennes républiques socialistes soviétiques
Territoires post-soviétiques ayant déclaré leur indépendance et reconnus par la Russie
Territoires post-soviétiques ayant déclaré leur indépendance et reconnus uniquement par des territoires devenus indépendants, eux-mêmes reconnus par la Russie

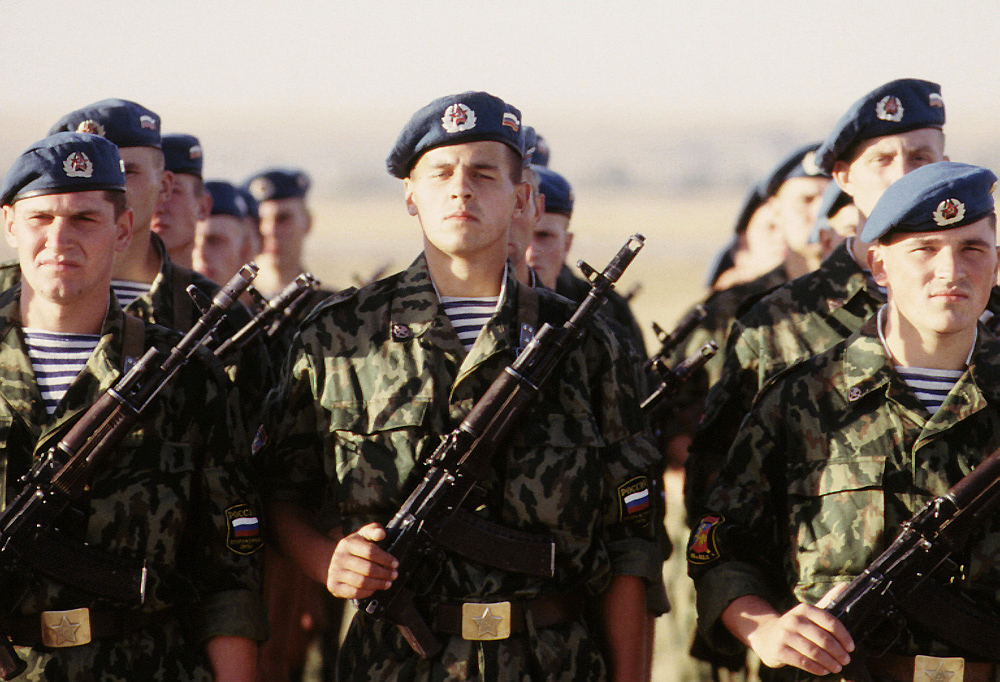
Les vozdouchno-dessantnye voïska ou VDV (en russe : Воздушно-десантные войска, en abrégé ВДВ, « troupes aéroportées ») en manœuvre au Kazakhstan.

L'actuelle armée russe, formée en 1992, est l'héritière de l'ancienne Armée rouge qui fut l'Armée soviétique de 1922 à 1991, année de la dislocation de l'URSS. Elle a hérité de l'armement et de l'équipement de l'armée soviétique située sur le territoire russe, ainsi que de la totalité de l'arsenal nucléaire soviétique qui lui a été transféré par le Kazakhstan, l'Ukraine et la Biélorussie[réf. souhaitée].

Évolution du stock d'armes nucléaires.

La Russie est l'un des cinq pays reconnus officiellement par le Traité sur la non-prolifération des armes nucléaires (TNP) comme possédant l'arme nucléaire. Elle possède d'ailleurs le plus vaste arsenal nucléaire au monde avec plus de 16 000 têtes nucléaires dont 3 500 sont opérationnelles.
Après la chute de l'URSS, malgré la baisse des effectifs et du budget, l'armée russe reste une armée de premier plan à l'échelle mondiale[réf. souhaitée].
La Russie est en tête des exportations d'armes, devant la France (5,2 milliards de dollars) et derrière les États-Unis (26,9 milliards de dollars) avec un excédent de 7,2 milliards de dollars américains, émanant de son secteur de l'armement. Les principaux clients de la Russie sont l'Inde et la Chine en tête, puis notamment l'Iran, le Venezuela et l'Algérie.
La Russie considère devoir se protéger contre diverses « menaces » : indépendantistes au sein de la Russie, rivalités avec ses voisins de l'Ouest, d'Asie Mineure, du Japon, de Mongolie et de Chine. Elle surveille de près les détroits turcs pour accéder à la Méditerranée, le « verrou » danois pour accéder à l'océan Atlantique et à l'Est, le « verrou » japonais pour l'océan Pacifique, et l'Arctique notamment pour le pétrole.
- Effectifs : 1 140 000 militaires et 2 000 000 réservistes.
- Budget : 70 milliards de $ (2008)[51].

Durant l'invasion de l'Ukraine, la Russie perd énormément d'équipements militaires au combat.

### Politique étrangère

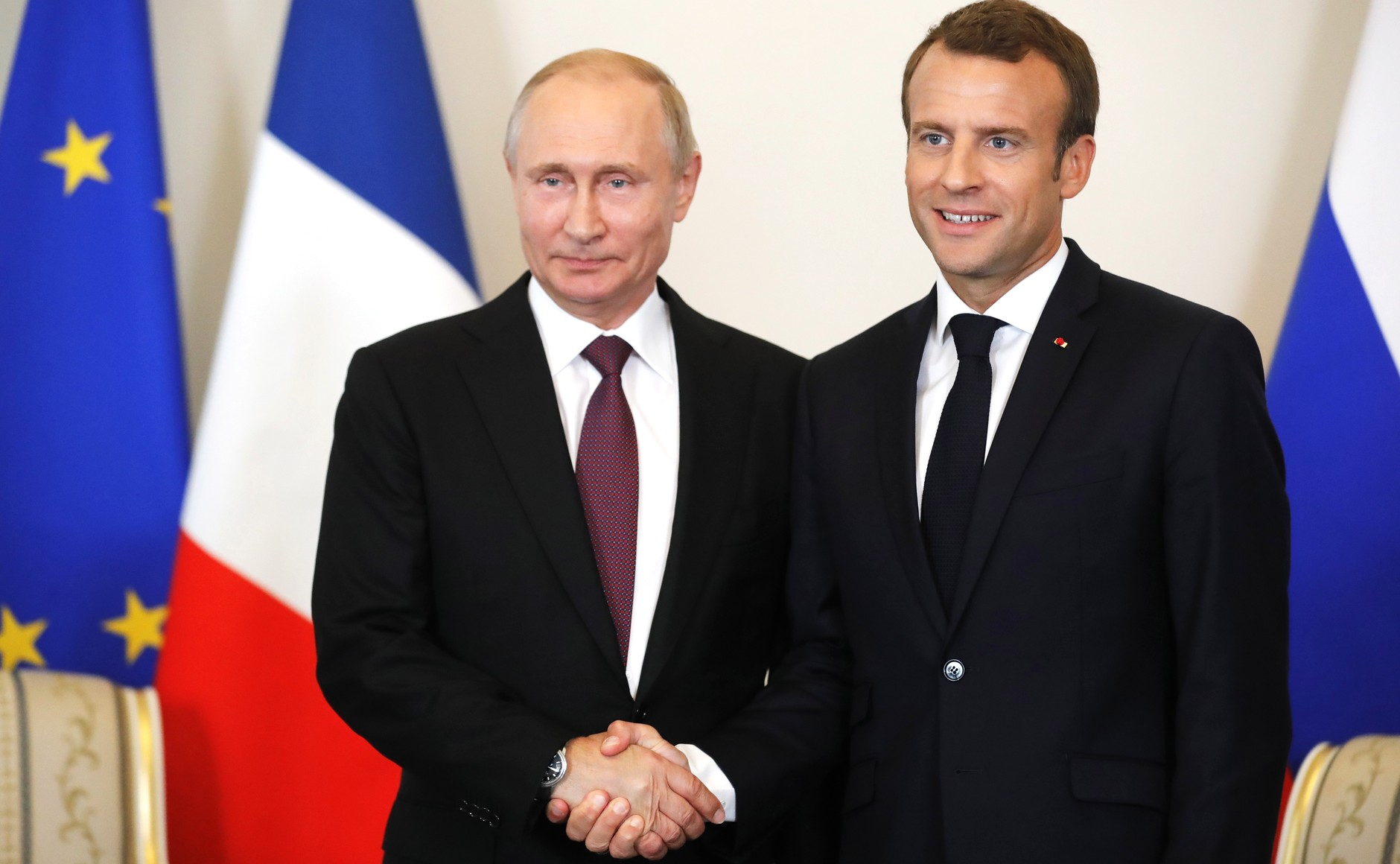
Vladimir Poutine et Emmanuel Macron, Saint-Pétersbourg, le 24 mai 2018.

#### Relations avec les anciens territoires soviétiques
La Russie a des relations amicales avec les républiques d'Asie centrale, la Biélorussie, l'Azerbaïdjan et l'Arménie.
Les pays baltes (Estonie, Lettonie, lituanie), partie intégrante de l'espace culturel nord-européen depuis le XIIe siècle et indépendants à partir de 1918, ont été occupés par l'URSS en 1940, puis de 1944 à 1991. En 1940, la création de républiques soviétiques portant leur nom au moyen d'élections truquées était une opération de propagande soviétique visant à montrer une adhésion volontaires des trois pays à l'URSS. Bien qu'elle ait reconnu le rétablissement de l'indépendance des pays baltes, la Russie maintient sa position et nie le caractère illégal et illégitime de l'occupation,. En 1991, les états baltes ont rétabli la continuité de leurs états d'avant-1940, se sont déconnectés de l'influence russe puis ont rejoint l'OTAN et l'Union européenne en 2004. Plus largement, les sociétés des états baltes voient les actions de l'URSS et de la Russie actuelle comme la continuité de l'impérialisme russe, et de ce fait prennent leurs distances avec la Russie.

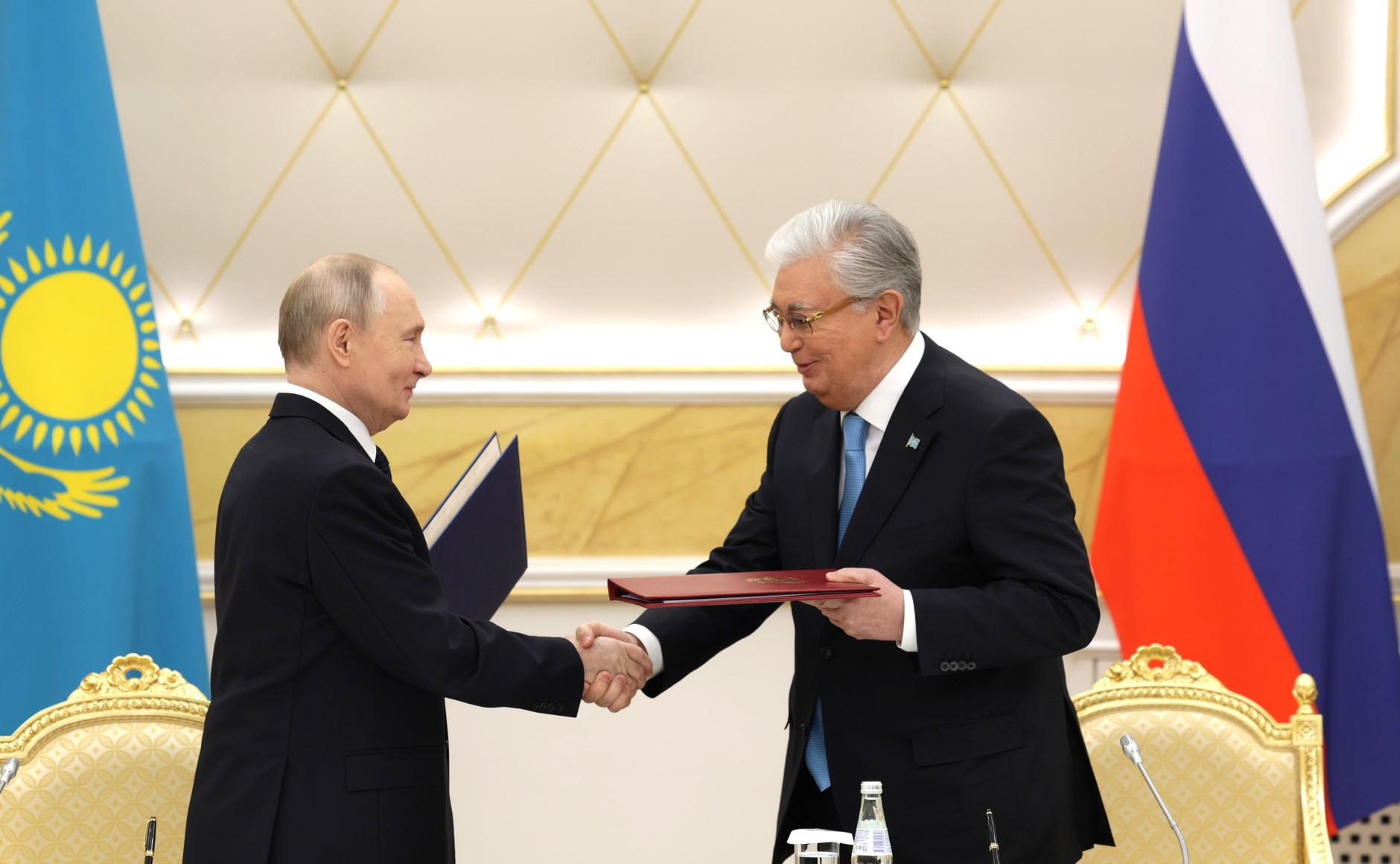
Poutine et le président kazakh Kassym-Jomart Tokaïev à Astana, Kazakhstan, le 27 novembre 2024

La Russie entretient des relations compliquées avec la Géorgie, pays isolé diplomatiquement, où une guerre a eu lieu en 2008.
Les relations sont difficiles avec la Moldavie, en raison du problème de la république séparatiste prorusse de Transnistrie.
Les relations avec l'Ukraine, tendues depuis la révolution de Maïdan, sont devenues hostiles avec l'annexion de la Crimée par la Russie en 2014 et l'instauration des républiques séparatistes du Donbass, aboutissant à l'état de guerre avec l'invasion russe de février 2022. Les sanctions économiques contre la Russie depuis l'occupation de la Crimée et la guerre du Donbass ont été aggravées immédiatement après cette invasion par les États-Unis et l'Union européenne.
Depuis la chute de l'URSS, la Russie s'est engagée dans plusieurs conflits de la sphère ex-soviétique : guerre civile du Tadjikistan (1992-1997), conflit en Ossétie du Nord de 1992, guerre du Dniestr (1992), première guerre de Tchétchénie (1994-1996), invasion du Daghestan (1999), seconde guerre de Tchétchénie (1999-2009), deuxième guerre d'Ossétie du Sud (2008), guerre du Donbass (2014-2022), invasion de l'Ukraine (2022).

#### Relations avec le reste du monde

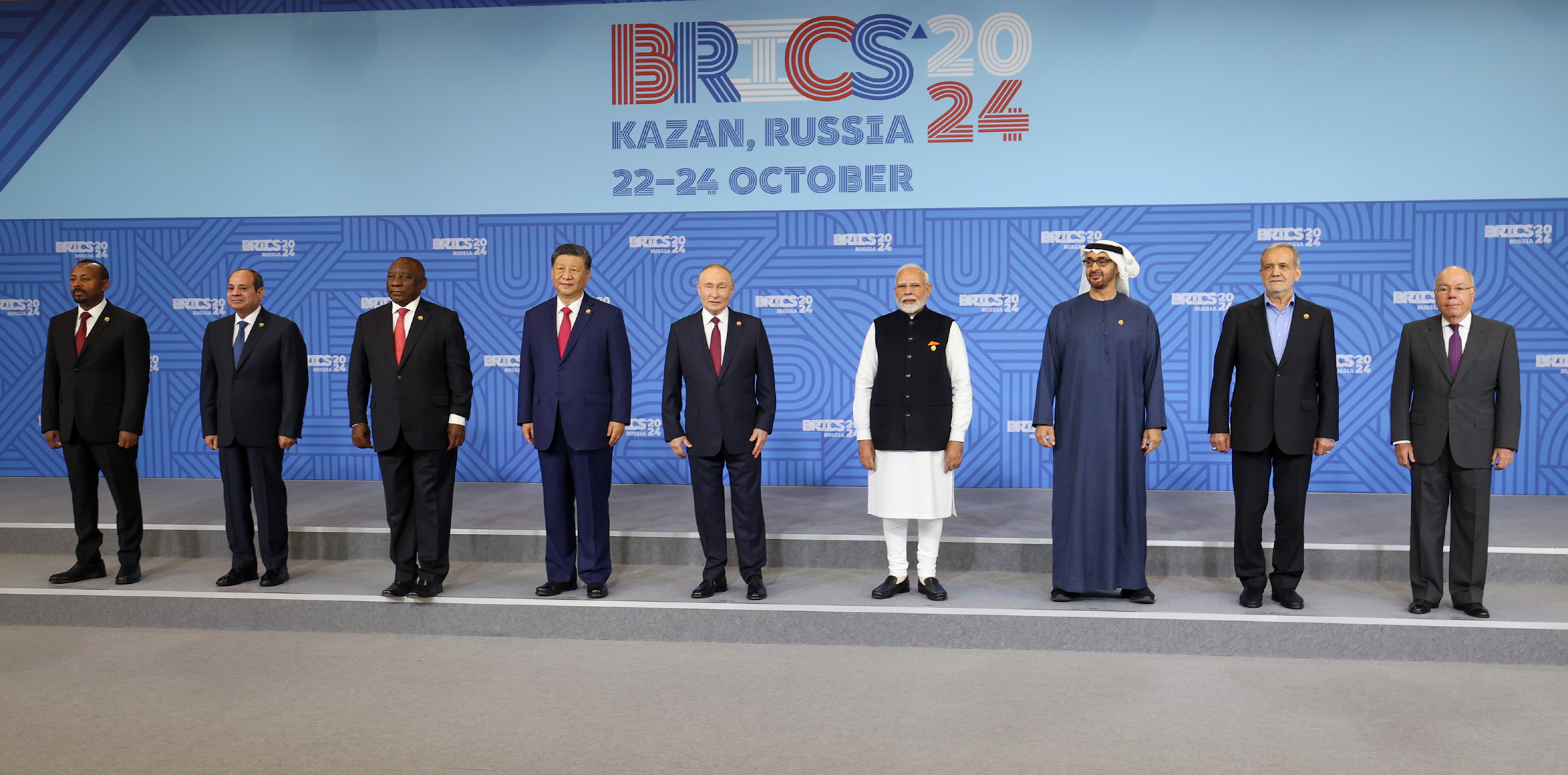
16e sommet des BRICS à Kazan le 23 octobre 2024

Vladimir Poutine a soutenu Bachar el-Assad dans la guerre civile syrienne en intervenant militairement.
D'après Taline Ter Minassian, professeure d'histoire contemporaine à l'INALCO, « le Kremlin a parfois cherché à utiliser la Chine comme contrepoids à l'Europe et aux États-Unis, mais la relation entre Moscou et Pékin est un mélange de coopération et de compétition. […] les deux puissances sont également concurrentes pour étendre leur influence en Asie centrale, et la Chine noue des liens économiques avec la Serbie et l'Ukraine ».

### Économie

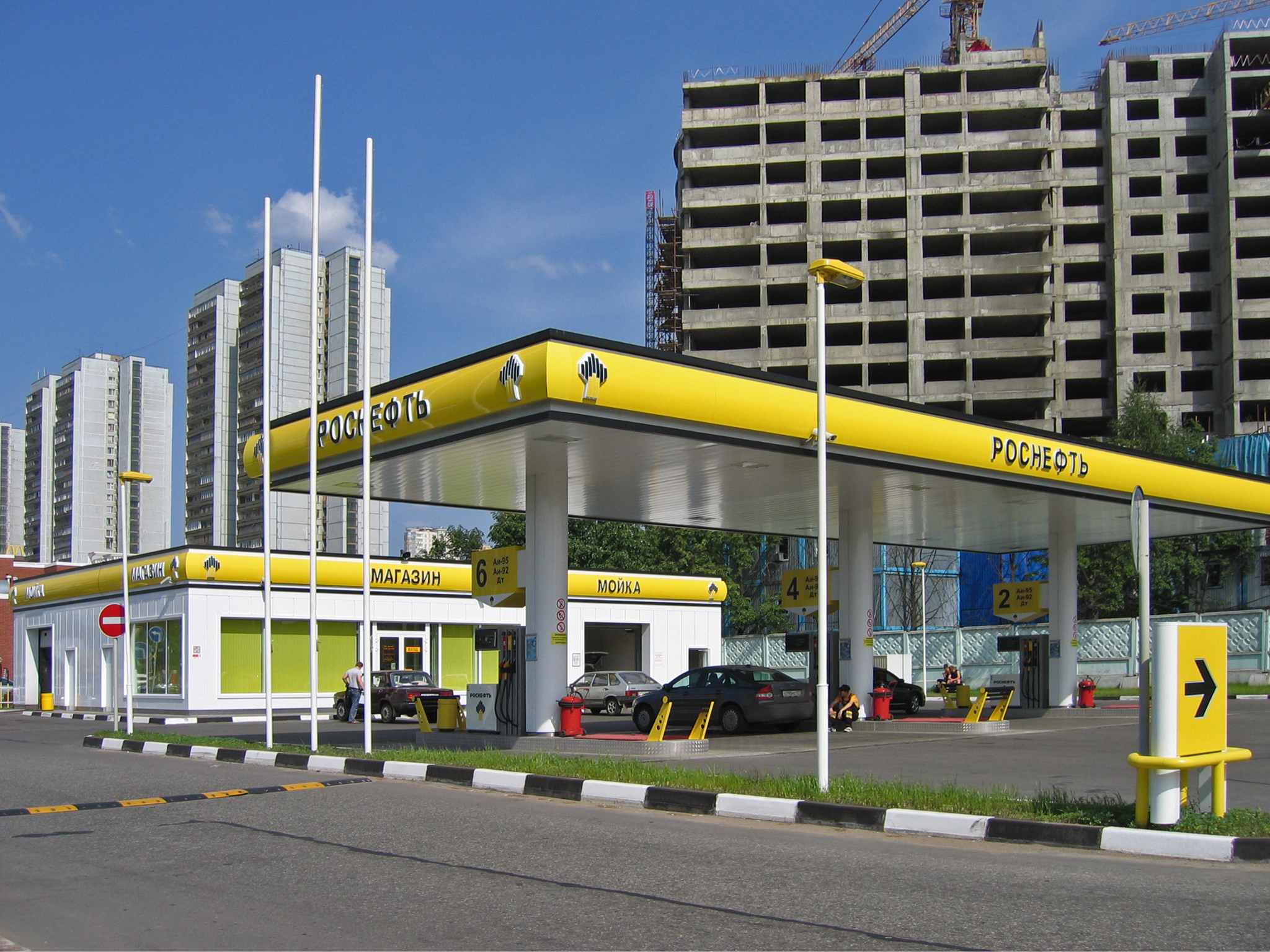
Station-service Rosneft. C'est la deuxième companie pétrolière mondiale derrière Saudi Aramco.

De l'égalité initiale, en l'an 1000, avec l'Europe[réf. souhaitée], le PIB par habitant russe n'a cessé de fléchir. Les Mongols rassemblés sous Gengis Khan ruinent son économie au XIIIe siècle. Les tsars fondent un empire fondé sur la puissance militaire et le féodalisme, mais ne peuvent « rattraper » le retard pris sur l'Europe. Les efforts entrepris par Moscou ont permis à l'époque soviétique quelques rebonds au XXe siècle, vite retombés lors de la dislocation de l'URSS, le PIB par habitant russe n'atteignant que 50 % du PIB franco-allemand et 40 % du PIB américain au début du XXIe siècle. De son passé soviétique, la Russie a hérité d'une industrie métallurgique lourde puissante et concurrentielle, d'un savoir-faire pointu dans les domaines de l'aéronautique, de l'armement et de l'énergie[réf. souhaitée].
La Russie fait partie des pays économiquement développés : PIB de 2 056 milliards de $ en 2010 (nominatif), 2 097 milliards de $ (en parité de pouvoir d'achat, 7e rang en 2007). Son économie est marquée par le poids des industries extractives : gaz naturel (1er producteur et exportateur mondial), pétrole (1er producteur au début des années 2010, reste dans le top 3 depuis 2015), charbon (6e pays producteur), métaux non ferreux.
L'agriculture, longtemps handicapée par la collectivisation des exploitations agricoles sous le régime soviétique, malgré le labourage des terres vierges dans les années 1970, composant avec un environnement naturel globalement peu favorable et immense, est structurellement déficitaire (déficit en valeur de 10 milliards de $). Mais la Russie peut être considérée comme une puissance agricole forte – la Russie est le premier producteur mondial d'orge, de framboise, de groseille. Elle est aussi un gros producteur de betteraves, de blés et de pommes de terre.

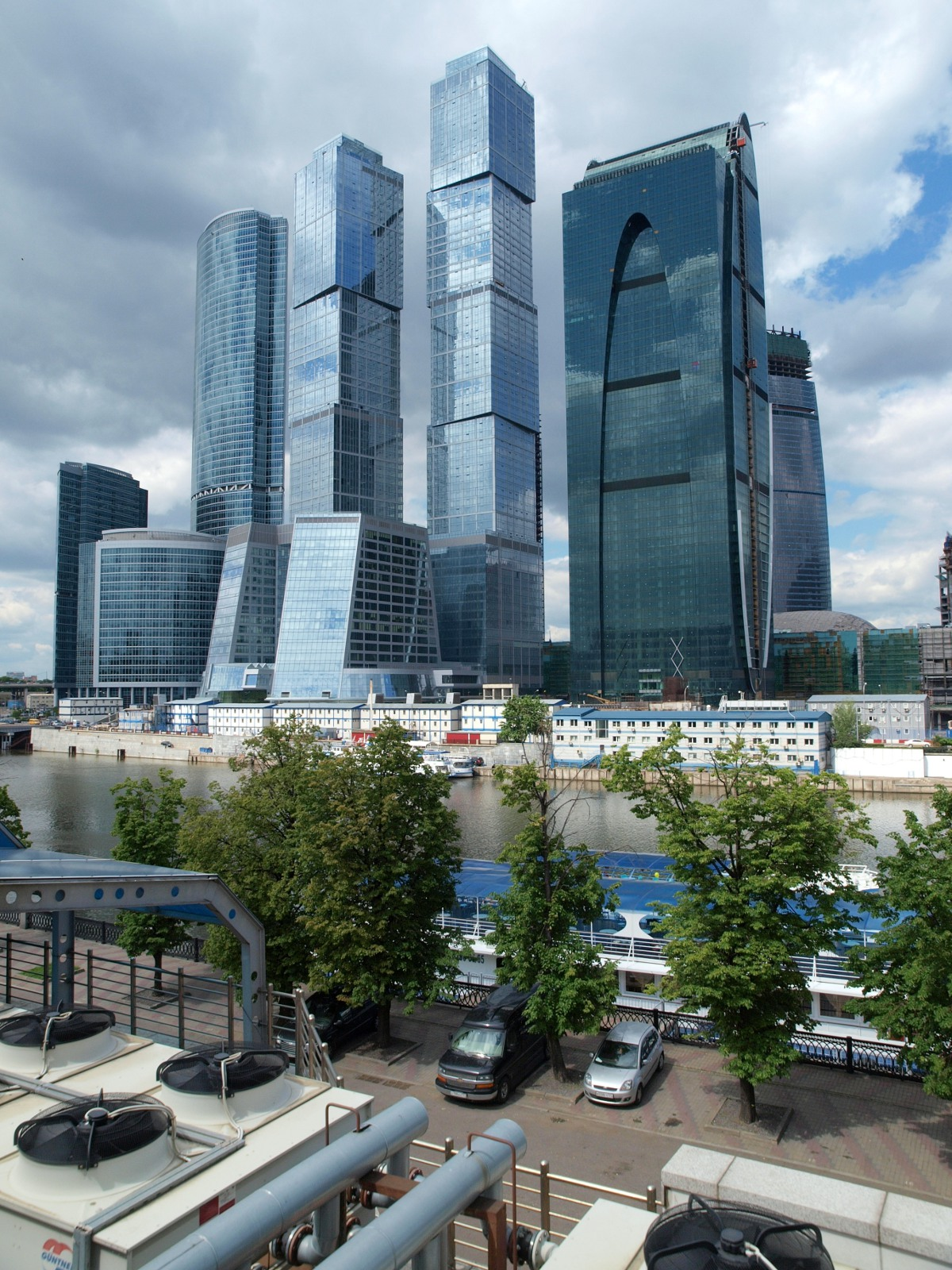
Moscou, le nouveau quartier des affaires Moskva-City.

La répartition du PIB (secteur primaire 7 % – secondaire 37 % – tertiaire 56 %) reflète la montée en puissance des services[réf. nécessaire].
Le fonctionnement de l'économie russe a subi des transformations radicales après les réformes entamées par Gorbatchev dans la 2e moitié des années 1980 (perestroïka), caractérisées par le passage d'une économie planifiée (dont l'ensemble des moyens de production étaient contrôlés par l'État) à un mode de fonctionnement basé sur l'économie de marché.
Ce processus de transformation est à l'origine d'une crise économique profonde, culminant avec la crise financière en 1998, dont la Russie s'est progressivement relevée depuis : le PIB a retrouvé en 2007 son niveau de 1990. L'évolution du prix des matières premières a grandement favorisé la reprise économique amorcée en 1998. Avec une croissance du PIB supérieure à 6 % en moyenne depuis cette date, l'État russe a pu régler par anticipation les emprunts contractés au plus fort de la crise financière et ramener la dette publique à 8 % fin 2007[réf. souhaitée].
La Russie s'est constituée la troisième réserve de change du monde (504 milliards de $ en février 2012[réf. souhaitée]) grâce à une balance des paiements excédentaire de 10 % du PIB durant cette période[réf. souhaitée]. Le budget de l'État, régulièrement excédentaire grâce à une gestion prudente[réf. souhaitée] de la manne financière constituée par des rentrées fiscales plus efficaces[réf. souhaitée] et au prix assez élevé des hydrocarbures, a permis la constitution en 2004 d'un fonds de stabilisation qui se montait à 130 milliards de dollars en septembre 2007. L'État russe a retrouvé des moyens financiers permettant de lancer des projets d'envergure (infrastructures, soutien à l'investissement)[réf. souhaitée].
Des secteurs importants de l'industrie russe sont, depuis la libéralisation de l'économie, confrontés à la concurrence des entreprises étrangères : celle-ci n'est freinée que dans des domaines jugés stratégiques[réf. souhaitée] (construction automobile, ressources minières et énergétiques, industrie de l'armement). La Russie reste le deuxième exportateur mondial d'armes (avions de chasse, sous-marins, etc.). Mal préparée, l'industrie légère russe a vu ses parts de marché fondre sur le marché national. Le phénomène touche également des industries de pointe comme la construction aéronautique. Les exportations sont désormais en grande partie composées de produits à faible valeur ajoutée (hydrocarbures et métaux représentaient en 2005 82 % des exportations en volume et non en valeur). La croissance de cette économie peu diversifiée est très sensible aux évolutions du prix des matières premières[réf. souhaitée].
Le PIB par habitant s'élevait en 2007 à 12 200 $ et le taux de chômage à 6,6 % (2006). Mais ce PIB est très inégalement réparti. La libéralisation de l'économie a accentué un phénomène qu'avait jusqu'à présent contrebalancé le régime socialiste. La richesse s'est plutôt concentrée au cours de la décennie dans quelques régions favorisées : les deux métropoles de Moscou et Saint-Pétersbourg, les régions sibériennes où sont situés les gisements d'hydrocarbures et quelques régions industrielles (Tatarstan, Iekaterinbourg, Samara, etc.). La ville de Moscou concentre à elle seule 22 % du PIB russe.
Le taux de TVA est rehaussé de 18 % à 20 % en 2019.
En 2024, la Russie est classée en 59e position pour l'indice mondial de l'innovation.

#### Agriculture

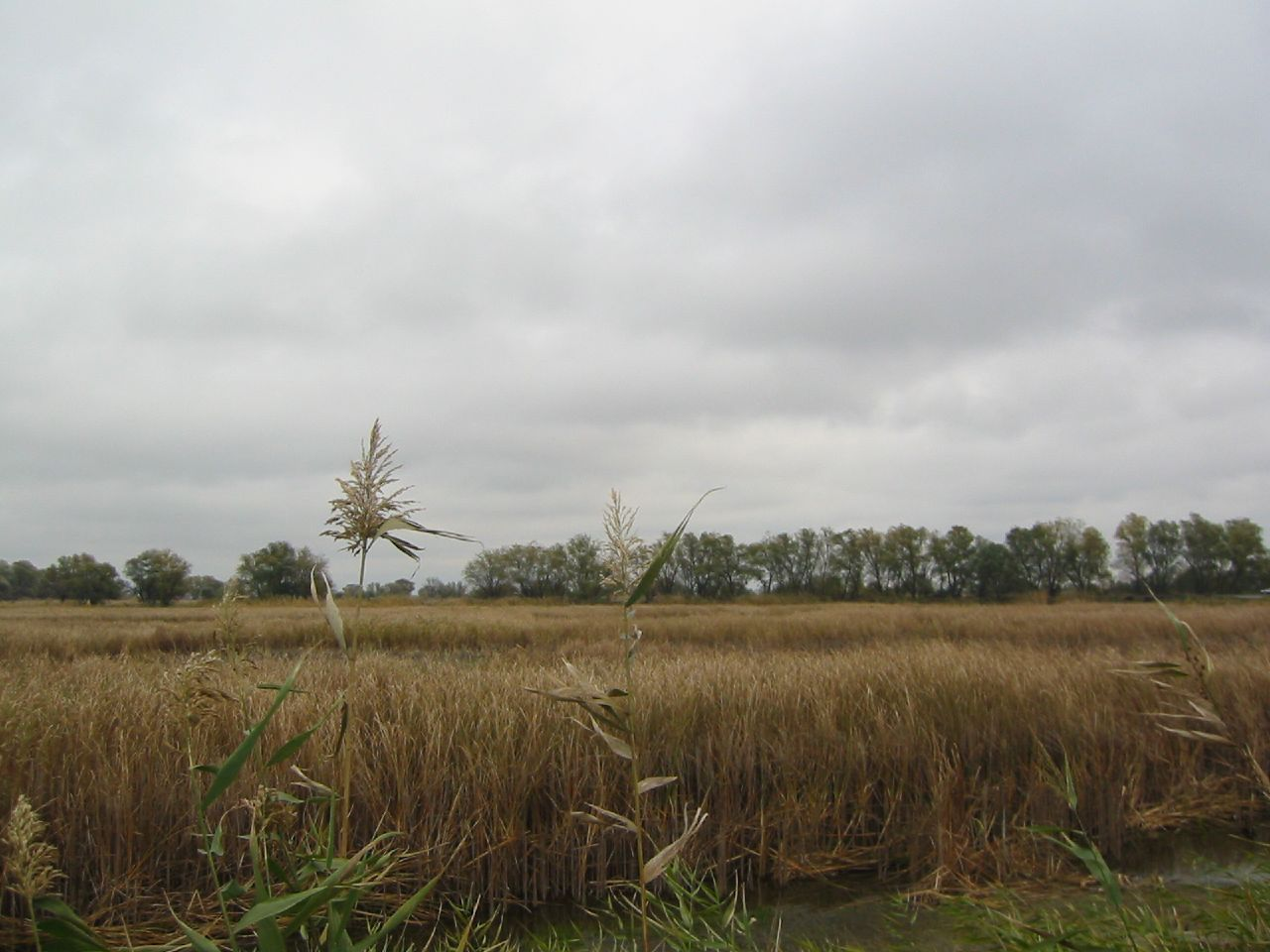
Champ céréalier dans la plaine de Rostov-sur-le-Don.

Les statistiques officielles de la fédération de Russie reconnaissent trois formes d'exploitations agricoles. Les organisations agricoles, les fermes privées et les lopins de terre. La culture du blé et des pommes de terre en représente une large part. La Russie est cinquième au palmarès des producteurs mondiaux de céréales au milieu des années 2010, dominé par les États-Unis, car elle a très fortement augmenté ses récoltes entre 2012 et 2016 et premier fournisseur de blé de la planète[réf. souhaitée].
L'élevage porcin et de volaille est également très répandu. En revanche, l'élevage de bovins est essentiellement destiné à la production laitière[réf. nécessaire]. La betterave sucrière est également une réussite du secteur agricole. Sur les six premières années de la décennie 2010, le pays a confirmé sa huitième place au palmarès des grands producteurs mondiaux de sucre, grâce à une progression de près d'un cinquième des volumes de betterave récoltés.
Les conditions climatiques de la Russie ne lui permettent une mise en culture de ses terres que sur une période relativement courte (environ sept mois de l'année). La dimension de sa surface agricole utilisée et le facteur climatique permettent sans doute d'expliquer que son agriculture est plutôt extensive qu'intensive[réf. souhaitée].
Les variations paysagères et structurales de l'espace agricole russe se font largement suivant un gradient nord-sud défini essentiellement par le climat[réf. souhaitée]. Cette variation régionale est visible par le degré de mise en culture du territoire, par la densité de population et par la taille des bourgs[réf. souhaitée].

#### Énergie

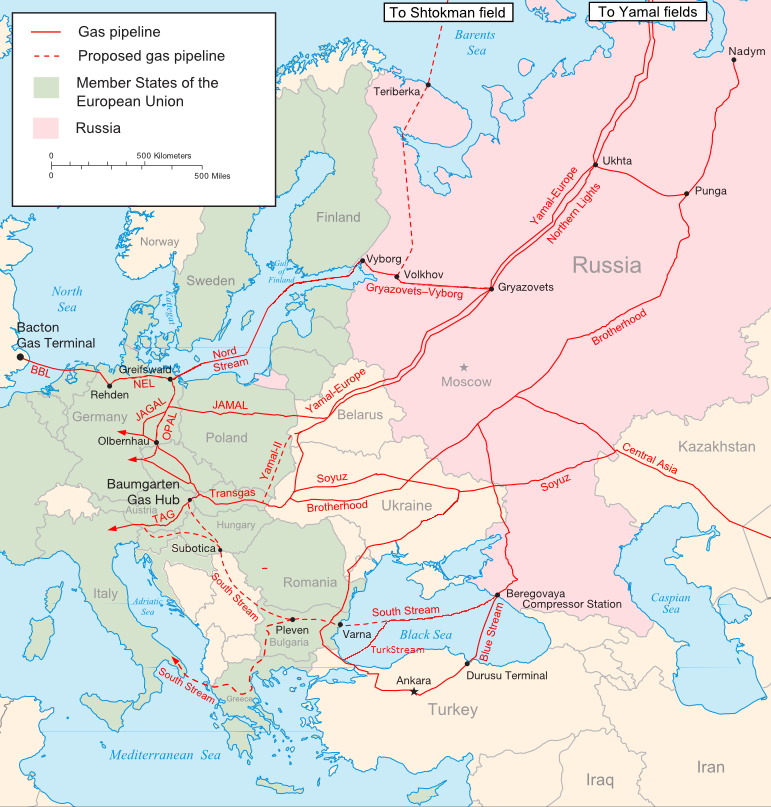
Principaux gazoducs existants et en projet approvisionnant l'Europe en gaz russe.

La Russie est considérée comme une grande puissance énergétique. Elle possède les plus grandes réserves de gaz naturel du monde (32 % des réserves prouvées, 23 % des réserves probables), ainsi que les deuxièmes plus grandes réserves de charbon (10 % des réserves prouvées, 14 % des réserves probables), les huitièmes pour le pétrole (12 % des réserves prouvées, 42 % des réserves probables), et 8 % des réserves prouvées d'uranium. En 2021, la Russie était le 3e pays exportateur et consommateur d'énergie du monde.
La production d'énergie de la Russie atteignait en 2011 un total de 1,31 milliard de Tep, dont 42 % pour le gaz naturel, 39 % pour le pétrole, 14 % pour le charbon ; le nucléaire (3,5 %) et les énergies renouvelables pèsent peu à côté de ces mastodontes, bien que la Russie compte plusieurs centrales hydroélectriques et nucléaires parmi les plus puissantes du monde[réf. nécessaire].
La Russie était en 2012 le 2e producteur de pétrole et de gaz naturel du monde, 6e pour le charbon, 3e producteur d'électricité nucléaire en 2011 et 5e pour l'hydroélectricité.
Une part importante (45,6 %) de cette production est exportée : 48 % du pétrole, 30 % du gaz naturel et 45 % du charbon ; la Russie était en 2011 le 2e exportateur de pétrole du monde et en 2012 le 1er exportateur de gaz naturel et le 4e de charbon.
Les taxes sur les hydrocarbures financent en 2022 40 % du budget de la Russie. L'industrie des hydrocarbures représente en 2021 15 % du PIB de la Russie, ce qui est comparable à la Norvège, mais bien moins que l'Arabie saoudite (50 %) et plus que les États-Unis (8 %).
La consommation d'énergie de la Russie est très élevée : 5,15 Tep par habitant en 2011 (France : 3,88) et les émissions de gaz à effet de serre de la Russie étaient de 11,65 tonnes de CO2 par habitant (France : 5,04 tCO2/hab ; États-Unis : 16,94 tCO2/hab ; Chine : 5,92 tCO2/hab).

### Transports

#### Transport ferroviaire

Réseaux ferrés les plus importants de Russie.

La compagnie des chemins de fer russes (RJD) connecte toutes les villes importantes de Russie.
Le Transsibérien est le plus célèbre des trains russes. Le train rapide Allegro relie Helsinki à Saint-Pétersbourg depuis 2010. Le réseau ferroviaire régional se nomme « Elektritschka ».
- Voie ferrée Turkestan – Sibérie ou Turksib :

Le Tursib relie Tachkent à Novossibirsk et met ainsi en relation le Transcaspien et le Transsibérien. La voie ferrée part de Tachkent, en Ouzbékistan, d'où elle se sépare du chemin de fer Transcaspien. Elle se dirige ensuite vers le nord-est et traverse les villes de Chymkent, Taraz, Bichkek et atteint Almaty. De là, le Turksib se dirige vers le nord et franchit la frontière russe, puis passe à Barnaoul et arrive à Novossibirsk, où il rejoint le Transsibérien.

#### Routes et autoroutes

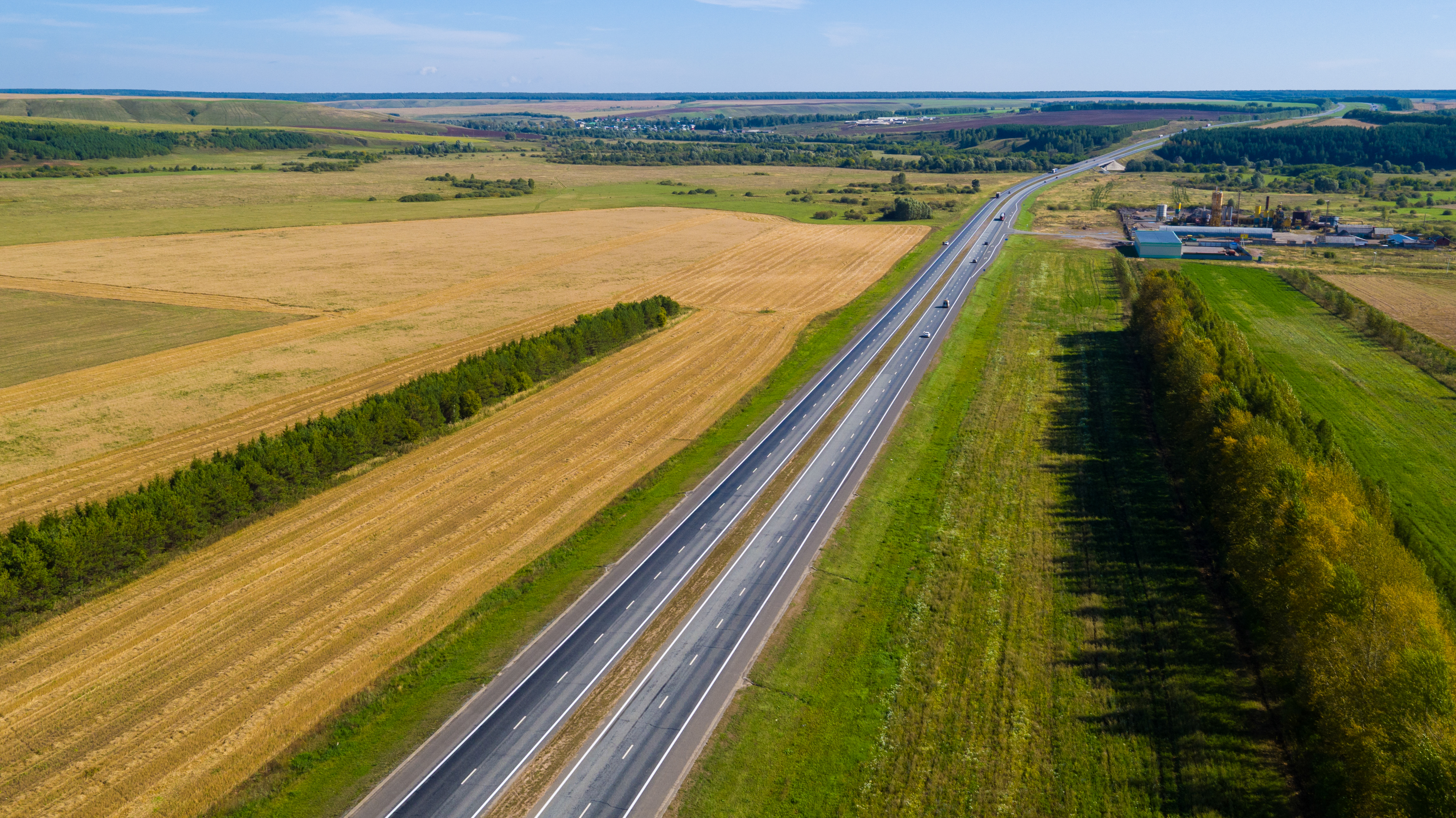
Route fédérale M7 au Tatarstan.

Le réseau routier russe du pays s'étend à la fois en Europe et en Asie, et fut construit pour la plus grande partie pendant l'époque soviétique. S'étendant sur près de 1 600 000 km de routes, il dessert des lieux à la géographie et au climat varié. Le réseau contigüe dessert presque tous les sujets fédéraux russes,à l'exception de l'enclave de Kaliningrad, l'oblast insulaire de Sakhaline, la Tchoukotka et le kraï du Kamtchatka. Le réseau, qui s'articule principalement en Russie européenne et dans le sud de la Sibérie dessert très mal les régions du grand nord, mais elles sont cependant reliées de manière saisonnière avec les routes d'hiver et de glace. Certaines routes sont devenues mythiques, historiques et touristiques, comme la R504, la route militaire géorgienne et la R256, la dernière nommée comme l'une des plus belles au monde par le National Geographic.
Le réseau dit « d'importance fédérale» est constitué fin 2022 de plus de 60 000 km de voies, celui régionale de plus de 503 000 km, et celui local de plus de 1 000 000 km. Le réseau connaît depuis les années 2010 d'importantes rénovations, avec l'apparition des premières autoroutes du pays (M11, M12, etc.) et des premiers périphériques (KAD, EKAD, Khabarovsk, etc.). La gestion du réseau est partagée entre Rosavtodor et Avtodor, deux agences fédérales.

#### Voies maritimes
- La voie navigable Volga-Baltique relie la Volga à la mer Baltique :

Ensemble de cours d'eau, de lacs et de canaux du nord-ouest de la Russie, qui relie la Volga à la mer Baltique. Sa longueur totale, de Tcherepovets au lac Onega est de 368 km. Réalisé au début du xixe siècle, le système a été reconstruit dans les années 1960 afin d'accueillir des bateaux de plus fort tonnage.
- Croisière le long de l'Ienisseï :

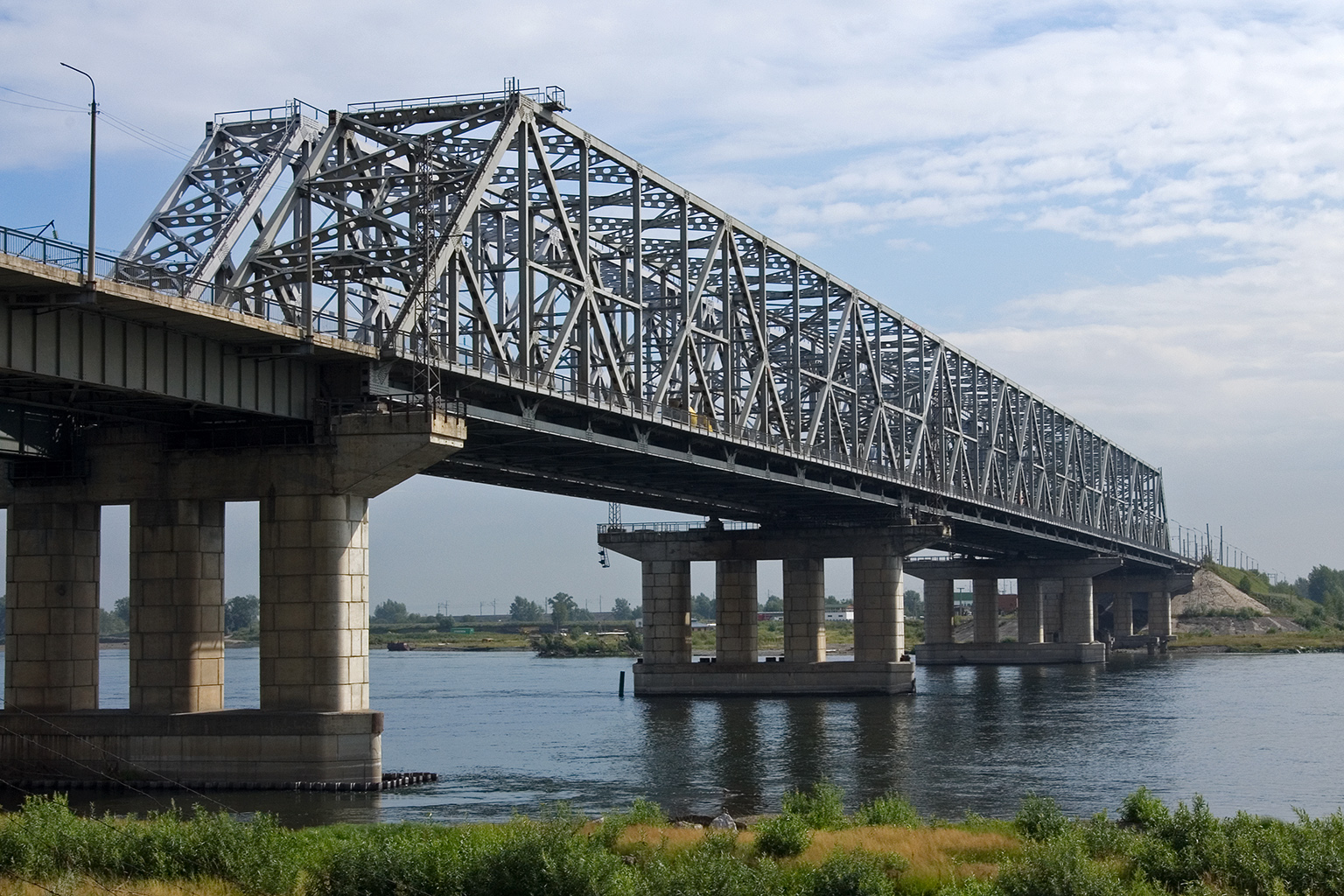
Le pont sur l'Ienisseï à Krasnoïarsk, en Russie.

Sur une carte, ce n'est qu'une fine cicatrice bleutée au milieu de la Sibérie orientale. En réalité, la largeur du fleuve est par endroits si importante que l'on croit être au bord de la mer. L'Ienisseï prend sa source dans l'ouest de la Mongolie et se jette, 4 000 km plus loin, dans la mer de Kara. De nombreuses agences de voyages basées à Krasnoïarsk proposent des croisières ralliant Doudinka, 2 000 km plus au nord. Tous les ports ponctuant l'Ienisseï ont été construits par les prisonniers des camps. Il s'agissait d'organiser le flottage du bois, principale ressource de la région. Aujourd'hui les échanges commerciaux se font par la mer, en brise-glace, et le fleuve est laissé à l'abandon : paysages, rencontre des peuples autochtones, communautés de Vieux-croyants, anciens bagnards… C'est toute l'histoire de la Sibérie qui se lit le long du fleuve.
- La voie navigable de la Dvina septentrionale :

Le fleuve est navigable de bout en bout, mais il est gelé de décembre à avril ; il est utilisé de manière intensive pour le transport du bois par flottage. Le canal de la Dvina septentrionale le relie à la Volga qui se jette dans la mer Caspienne et par un autre canal il est relié à la mer Noire. Un autre canal permet aux bateaux naviguant sur la Dvina septentrionale d'atteindre le golfe de Finlande en passant par les lacs Ladoga et Onega. Grâce à la Dvina, la mer Blanche est reliée à la fois à la mer du Nord et à la mer Méditerranée. La Dvina septentrionale est une voie de communication importante de la Russie du nord.
- Route maritime du nord :

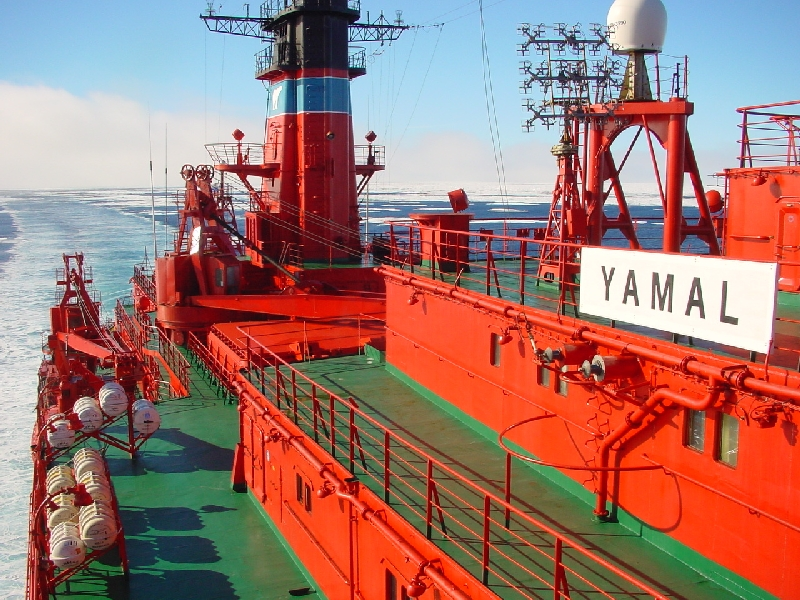
Le brise-glace nucléaire russe Yamal.

C'est le plus court chemin de l'Europe à l'Asie. On le sait depuis 1648, année durant laquelle un navigateur cosaque, Simon Dejnev, identifie la voie et franchit, le premier, le détroit de Béring. Il n'est navigable qu'en été. Mais des chenaux de navigation sont ouverts par de puissants brise-glace nucléaires russes pour étendre au maximum la période de navigation sur cette voie stratégique.
- Canal Don-Volga :

Le canal forme un élément du Réseau unifié en eau profonde de la Russie d'Europe. Le canal Lénine, la Volga et le Don forment ensemble la voie la plus directe reliant la mer Caspienne à la mer d'Azov, et donc la mer Noire et les océans.
- Navigation sur l'Ob :

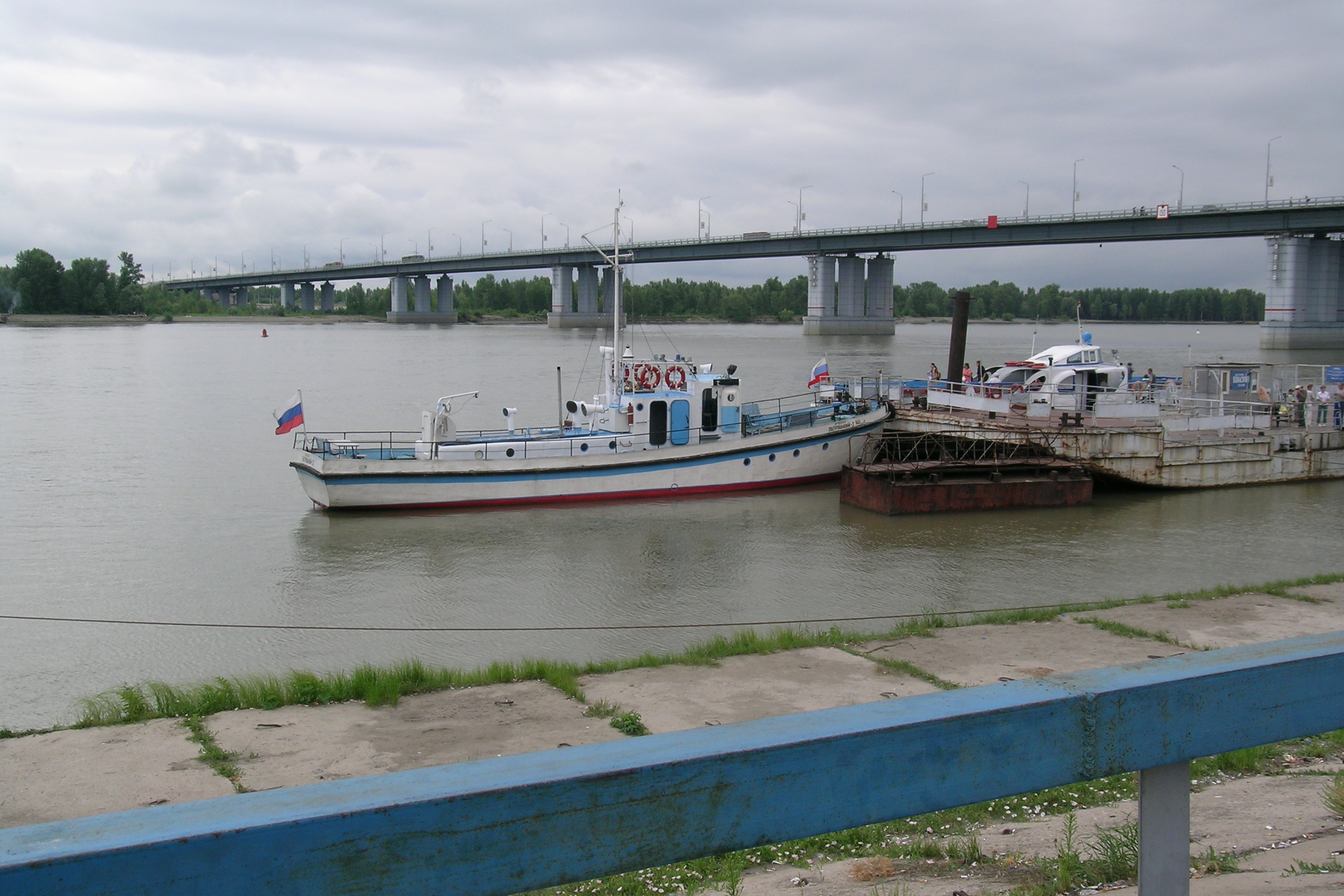
Le fleuve Ob, à Barnaoul.

L'Ob est une voie de communication majeure pour la Sibérie occidentale même s'il n'est navigable que 190 jours par an en moyenne dans son cours supérieur et environ 150 jours dans son cours inférieur. Une bonne partie des marchandises transportées sur le fleuve transite ensuite par la route maritime du nord à travers l'Arctique. Le transport fluvial agit en complémentarité avec le Transsibérien qui assure les liaisons est-ouest entre les grands bassins sibériens, bassin agricole d'Omsk sur l'Irtych et le bassin charbonnier du Kouzbass sur le Tom. Le grand axe ferroviaire franchit l'Irtych à Omsk et l'Ob à Novossibirsk, le Turksib, qui lie l'Asie centrale à la Sibérie, aboutit dans cette dernière ville après avoir traversé l'Ob supérieur à Barnaoul. À la fin du XIXe siècle, un ensemble de canaux qui utilisait la rivière Ket a été construit pour mettre en communication le fleuve avec l'Ienisseï, mais il a depuis été abandonné car n'étant pas compétitif par rapport au transport ferroviaire.

#### Espace aérien

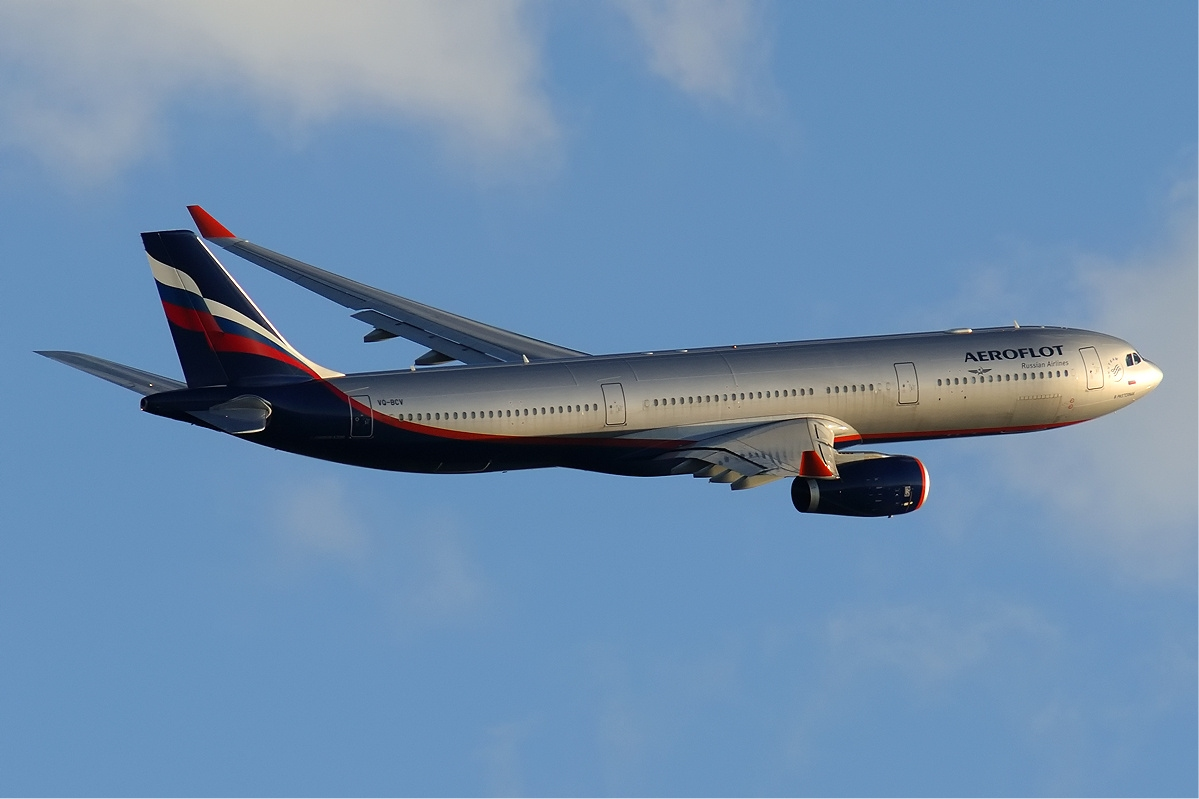
Airbus A330 de la compagnie Aeroflot.

Principales plates-formes de correspondances :
- Moscou, ville desservie par deux plates-formes, l'aéroport de Moscou-Cheremetievo pour Aeroflot, et l'aéroport de Moscou-Domodedovo qui est le plus grand aéroport de Russie en nombre de passagers et de fret, légèrement devant l'autre grand aéroport de Moscou, l'aéroport international Cheremetievo, avec 20 430 000 passagers en 2008, puis la compagnie Transaero (licence d'exploitation retirée en octobre 2015) et S7 Airlines qui est la première sur le marché intérieur.
- Saint-Pétersbourg, la ville est desservie par deux aéroports situés à environ douze kilomètres au sud du centre-ville. Après Moscou il s'agit de la deuxième plate-forme aéroportuaire de Russie avec six millions de passagers en 2007.
  - Aéroport de Poulkovo pour les vols internationaux. De nombreuses compagnies desservent Saint-Pétersbourg, dont la compagnie aérienne Pulkovo Aviation.
  - l'aéroport Pulkovo I pour les vols intérieurs.

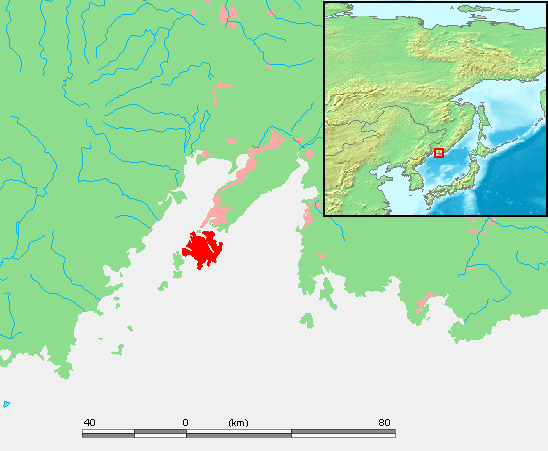
Localisation de Vladivostok en Extrême-Orient russe, juste au nord de l'île Rousski (en rouge).

- Vladivostok, importante plateforme aéroportuaire de l'Extrême-Orient russe. L'Aéroport international de Vladivostok est un aéroport intérieur et international desservant la ville de Vladivostok, ville et port de Russie, et capitale administrative du kraï du Primorié. La ville est située à proximité de la Chine et de la Corée du Nord et baignée par la mer du Japon.

Compagnies aériennes :
- Utair, basée à l'aéroport de Tioumen, compagnie aérienne exploitant tout à la fois des avions et des hélicoptères ;
- NordStar, est une compagnie aérienne russe basée à Norilsk, importante compagnie aérienne du kraï de Krasnoïarsk ;
- RusLine, compagnie aérienne russe, dont le siège est à Moscou. Elle est spécialisée dans les vols intérieurs en Russie, mais dessert quelques destinations en Europe de l'Est, au Proche et au Moyen-Orient ;
- Ural Airlines, est une compagnie aérienne russe basée à l'aéroport Koltsovo, desservant la ville d'Iekaterinbourg ;
- VIM Airlines, est une compagnie aérienne russe basée à Moscou. Elle effectue des vols charters et réguliers ainsi que des vols cargo au départ de Moscou ;
- Yamal, est une compagnie aérienne russe, dont le siège est à Salekhard.

### Numérique
L'industrie numérique russe connaît une croissance notable, grâce notamment à des entreprises comme Yandex, Kaspersky et Mail.ru Group, toutes trois connues à l'étranger.
On peut aussi citer VKontakte, un réseau social qui constitue en Russie une alternative à Facebook.
Dans le contexte de l'invasion de l'Ukraine, le gouvernement russe bloque l'accès aux réseaux sociaux Facebook et Instagram, utilisés par 62 millions de Russes.

### Droits de l'homme

Indice de perception de la corruption en 2021.
Score supérieur à 79
Score entre 70 et 79
Score entre 60 et 69
Score entre 50 et 59
Score entre 40 et 49
Score entre 30 et 39
Score entre 20 et 29
Score inférieur à 20
Données indisponibles

Bien que la Russie soit signataire de la Déclaration universelle des droits de l'homme, sa gestion de la démocratie et des Droits de l'homme est très critiquée par les organisations internationales. Des ONG comme Amnesty International ou Human Rights Watch considèrent que la Russie n'a pas assez d'attributs démocratiques et n'accorde pas assez de droits politiques et de libertés civiles à ses citoyens,.
Les statistiques de la Cour européenne des droits de l’homme (CEDH) indiquent que la Russie est le pays d’Europe qui compte le plus grand nombre de violations des droits de l’homme. Loin devant la Turquie ou l’Ukraine.
Dans son rapport annuel de 2020, Amnesty International indique notamment que la torture est endémique et que les tortionnaires restent quasiment totalement impunis, que la modification de la législation a réduit l'indépendance de la justice, que les personnes LGBTI restent discriminées et persécutées et que de nouveaux éléments confirmant les allégations de crimes de guerre par les forces Russes en Syrie ont été apportés. En 2021, Human Rights Watch affirme que la répression n'a jamais été aussi importante depuis la chute de l'URSS en 1991. La censure des médias d'oppositions, le harcèlement des manifestants pacifiques, les campagnes de diffamation contre les groupes indépendants, l'interdiction de nombreuses organisations étrangères font partie des griefs portés par l'ONG.
La liberté de la presse est très limitée, avec notamment une télévision d'État entièrement sous contrôle. En 2022, la Russie est classée 155e sur 180 par le classement mondial de la liberté de la presse de Reporters sans frontières.
Depuis l'invasion de l'Ukraine commencée le 24 février 2022, la Russie est accusée d'attaques constitutives de crimes de guerre. Elle est suspendue du Conseil de l'Europe le 25 février 2022, puis son exclusion est votée à l'unanimité le 16 mars parce qu’elle ne respecte plus les valeurs de l'organisation, ni aucun des engagements qu’elle a pris lors de son adhésion. Les citoyens russes n'ont désormais plus accès à la CEDH, les recours russes représentant un quart des cas (dont par exemple, celui de l'activiste anti-corruption Alexeï Navalny).
L'ONG Global Initiative Against Transnational Organized Crime publie en avril 2022 un rapport qui relève qu'à la suite des sanctions économiques et financières qu'elle a subies après l'invasion de l'Ukraine, la Russie, avec l'aide des Émirats arabes unis (EAU), utilise son influence en Afrique de l'Ouest pour exploiter les marchés illicites de l'or afin de générer des bénéfices et déplacer des capitaux, ceci malgré la condamnation par les EAU de l'invasion de l'Ukraine. Le marché de l'or des EAU, qui a augmenté pour devenir l'un des plus importants au monde au cours de la dernière décennie, conserve une réglementation inadéquate susceptible de permettre un commerce non éthique.
Le 26 septembre 2022, un rapport du Comité pour la protection des journalistes révèle que des journalistes russes ont été arrêtés alors qu'ils couvraient des manifestations de protestation contre la « mobilisation partielle » des réservistes annoncée par Vladimir Poutine le 21 septembre.

### Corruption
En ce qui concerne la corruption, la Russie est classée, en 2021, 139e sur 180 pays par Transparency International avec un indice de perception de la corruption de 29 sur 100, ce qui en fait le pays le plus corrompu du continent européen,.
Cela s'explique en partie par l’économie de réseau héritée de la période des privatisations des années 1990. Cette distribution des ressources et des entreprises a façonné les rapports de force dans les plus hautes sphères du pouvoir en Russie au profit de certains oligarques faisant désormais partie intégrante de la réalité socio-économique et politique du pays. De plus le manque de certains attributs d’un État de droit (justice indépendante, liberté d’association et de presse) laisse une forme d’anomie autoritaire se dessiner en Russie, affaiblissant la constitution d’un appareil déjà déficient de lutte contre la corruption.

## Démographie

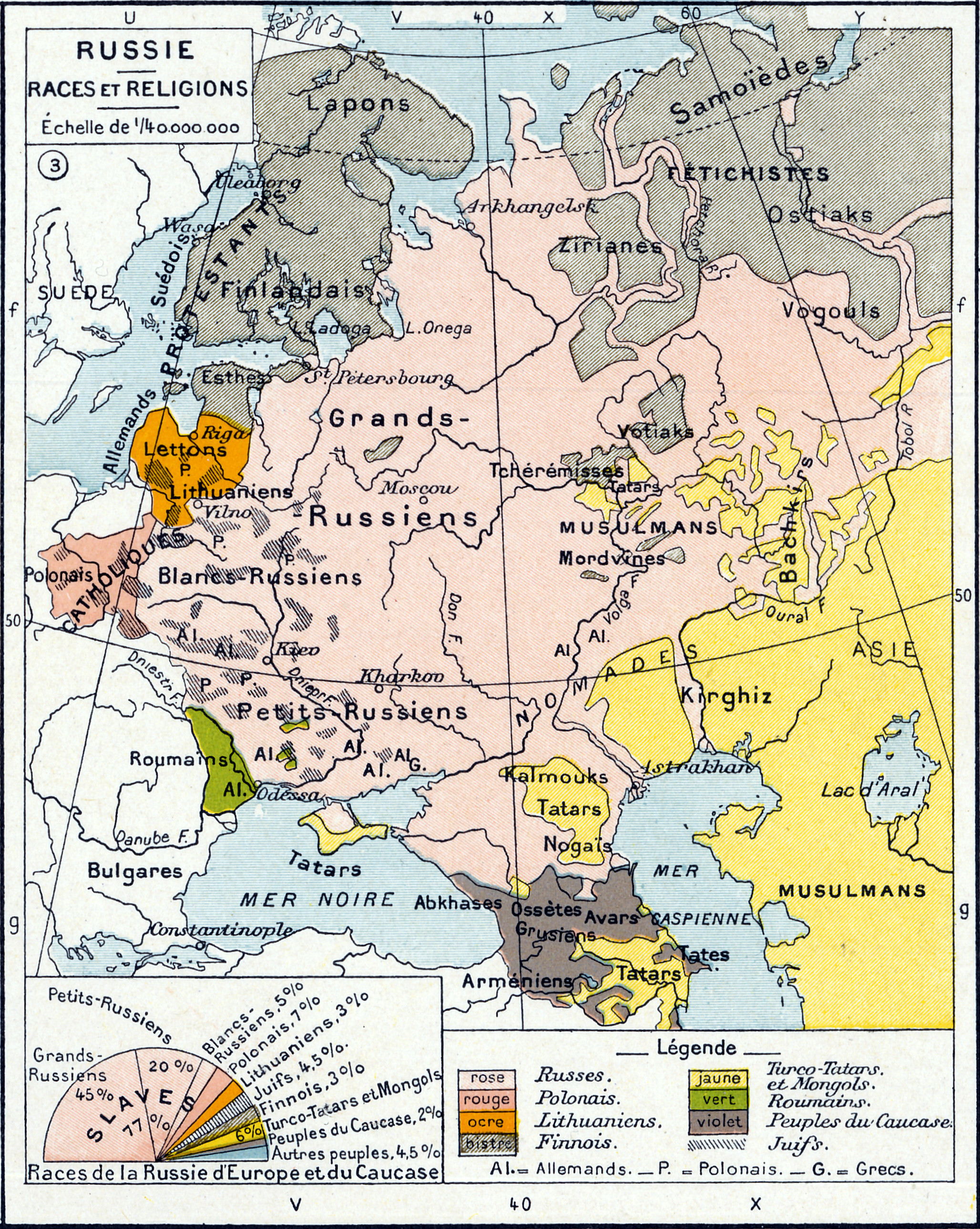
Carte ethnique de la Russie européenne avant la Première Guerre mondiale.

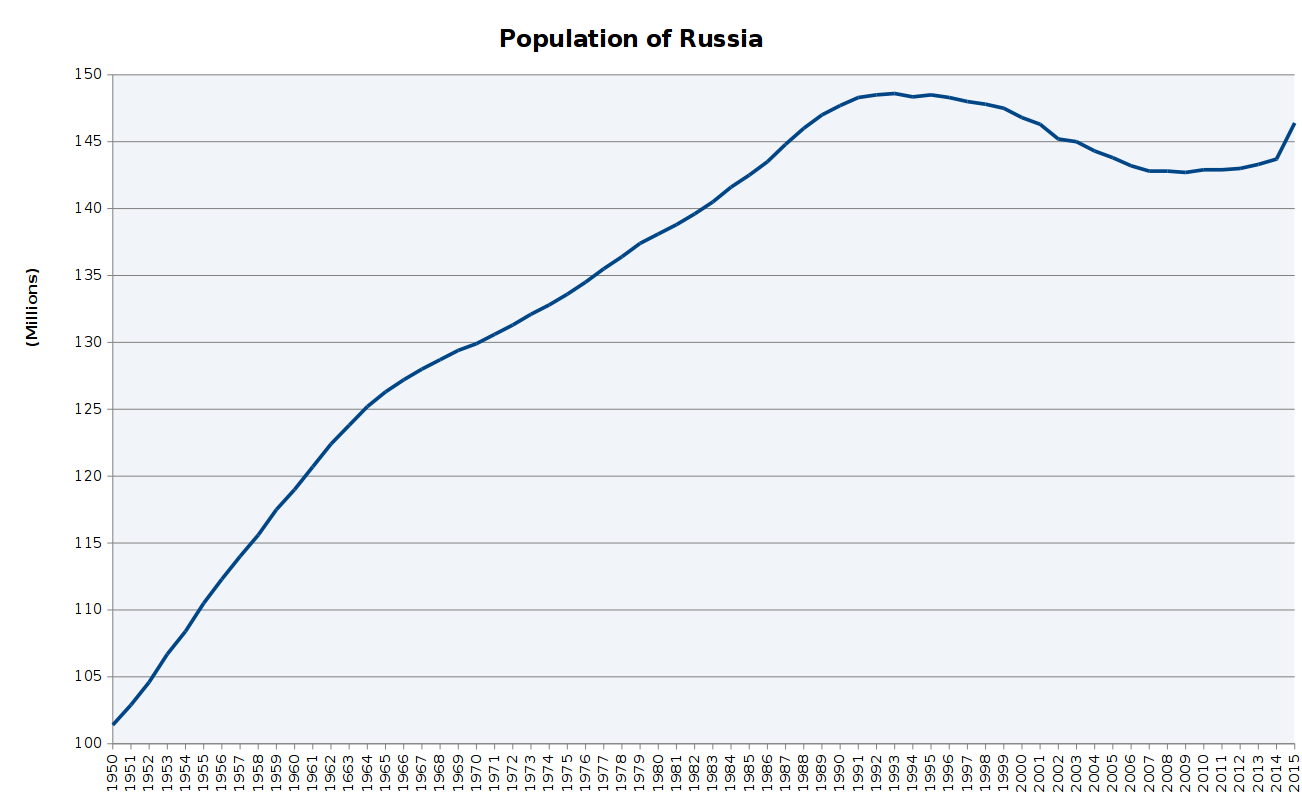
Évolution de la population entre 1950 et 2015 (chiffres du Service fédéral des statistiques, population en millions d'habitants).

La population de la Russie s'établit approximativement à 146,17 millions d'habitants en 2021, avec un taux d'urbanisation élevé (73 % de la population). La densité est de 8,5 hab./km2, mais la population est très inégalement répartie sur le territoire : de 26,9 en Russie d'Europe (Oural compris) elle tombe à 2,5 en Russie d'Asie. L'urbanisation tend à dépeupler la « Russie profonde » au profit de grandes métropoles et plus particulièrement des villes de la Russie européenne.

### Historique

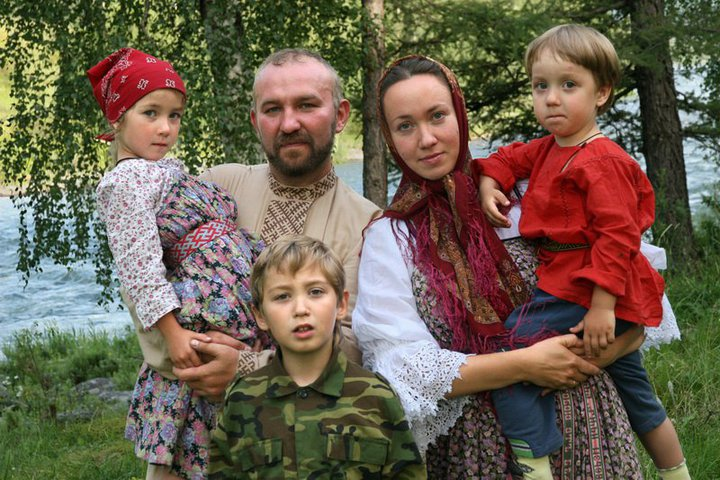
Des cosaques de Sibérie.

Après la Seconde Guerre mondiale, qui avait entraîné la mort d'environ 27 millions de personnes (civils et militaires), la population avait retrouvé son niveau d'avant-guerre en 1955 (111 millions), puis s'était accrue de près de 35 % en atteignant son maximum en 1992 (148,7 millions). Cependant plusieurs phénomènes sont venus modifier cette dynamique démographique dont la plus importante est sans doute la « normalisation » de la fécondité russe qui a effectué à compter de 1988 sa transition démographique et présente désormais un taux de natalité proche de celui des autres pays d'Europe de l'Est, c'est-à-dire très bas.
La population de la Russie augmente à partir de 2009 du fait de l'immigration, d'une hausse de la natalité et d'une baisse de la mortalité. En 2013, le taux de natalité s'établit à 13,3 ‰ tandis que le taux de mortalité s'élève à 13,1 ‰. L'indice de fécondité est de 1,7 enfant par femme. Depuis 2007, pour enrayer la diminution de la population, l'administration de Vladimir Poutine octroie un « capital maternité » de 267 500 roubles (environ 6 300 euros) à la naissance du second enfant. Depuis 2019, la population russe rebaisse.
Le déficit naturel est en partie compensé par des flux migratoires en provenance des pays issus de l'éclatement de l'URSS. L'immigration, qui était dans les années 1990 essentiellement le fait de russophones, a aujourd'hui des origines plus mélangées (immigration chinoise et ouzbèke)[réf. nécessaire]. En 2008, la Russie comptait quelque 10 millions d'immigrés. La crise économique, l'augmentation du chômage et la redéfinition de l'identité russe provoquent une montée de la xénophobie dans le pays : 74 meurtres à caractère raciste ont été recensés en 2007, 114 en 2008, ce qui est à mettre en perspective avec les statistiques inférieures des autres pays européens connaissant désormais eux aussi ce phénomène. Par ailleurs, le courant d'émigration en direction d'Israël, des États-Unis et de l'Allemagne, très important durant les années 1990, s'est aujourd'hui pratiquement tari et fut bien inférieur à certaines prévisions.
L'espérance de vie est inférieure à la moyenne européenne pour les femmes (75 ans) mais l'est surtout pour les hommes : pour ceux-ci, l'âge moyen au décès est de 63 ans (inférieur de 9 ans à la moyenne européenne et de 14 ans à la moyenne française) soit un taux de mortalité de 15 ‰ pour un taux de natalité de 9 ‰. L'espérance de vie a connu une chute dramatique pendant la période de chaos politique et économique des années 1990, à la suite de la disparition de l'Union soviétique. Cela s'explique par divers facteurs : l'alcoolisme de masse, le suicide, un système de santé déficient qui ne réussit pas à stopper le développement rapide du SIDA et la tuberculose. Ainsi, la Russie a connu pendant la crise de la période de transition quatre fois plus de morts violentes que les États-Unis : en effet, elle se classait à l'époque au deuxième rang mondial pour les homicides (28,4 pour 100 000 habitants en 2000) et troisième pour les suicides (38,4 pour 100 000 habitants en 2002). L'arrivée, plus tardive qu'à l'Ouest, de certaines épidémies comme le sida explique aussi la situation : à la fin de 2005, la Russie enregistrait près de 350 000 infections au VIH. L'alcoolisme en Russie était un problème de santé publique de premier plan. Un plan gouvernemental restreignant la vente d'alcool, en augmentant le prix et en interdisant la publicité, a fait baisser la consommation de 43 % entre 2003 et 2016,. Cette baisse a contribué à la hausse de l'espérance de vie, qui a atteint un niveau record en 2018, pour s'établir à 78 ans pour les femmes et 68 ans pour les hommes. Au début des années 1990, l'espérance de vie des hommes n'était que de 57 ans. Le taux de natalité est relativement bas, comparable à celui observé en Europe. Face à cette situation, le gouvernement russe accorde des aides pour encourager la natalité.
Après l'annexion de la Crimée par la Russie en 2014, la population russe a subitement augmenté d'environ deux millions d'habitants, portant le total à environ 146,5 millions d'habitants.

### Villes
Malgré la faiblesse de la densité moyenne, la Russie est un pays fortement urbanisé : près des trois quarts des Russes (73 %) résident en ville, soit 106,5 millions de ses habitants au sein d'environ 1 100 villes et 1 400 bourgs. Quelque 20 % des Russes se concentrent dans des villes de plus d'un million d'habitants et 45 % dans des zones urbaines de plus de cent mille âmes.

### Langues
Le russe est la langue d'État de la fédération. Par ailleurs 37 langues ont un statut de langue d'État dans les républiques, et 15 autres langues ont un statut officiel. Un grand nombre d'autres langues sont parlées en Russie.

### Religions

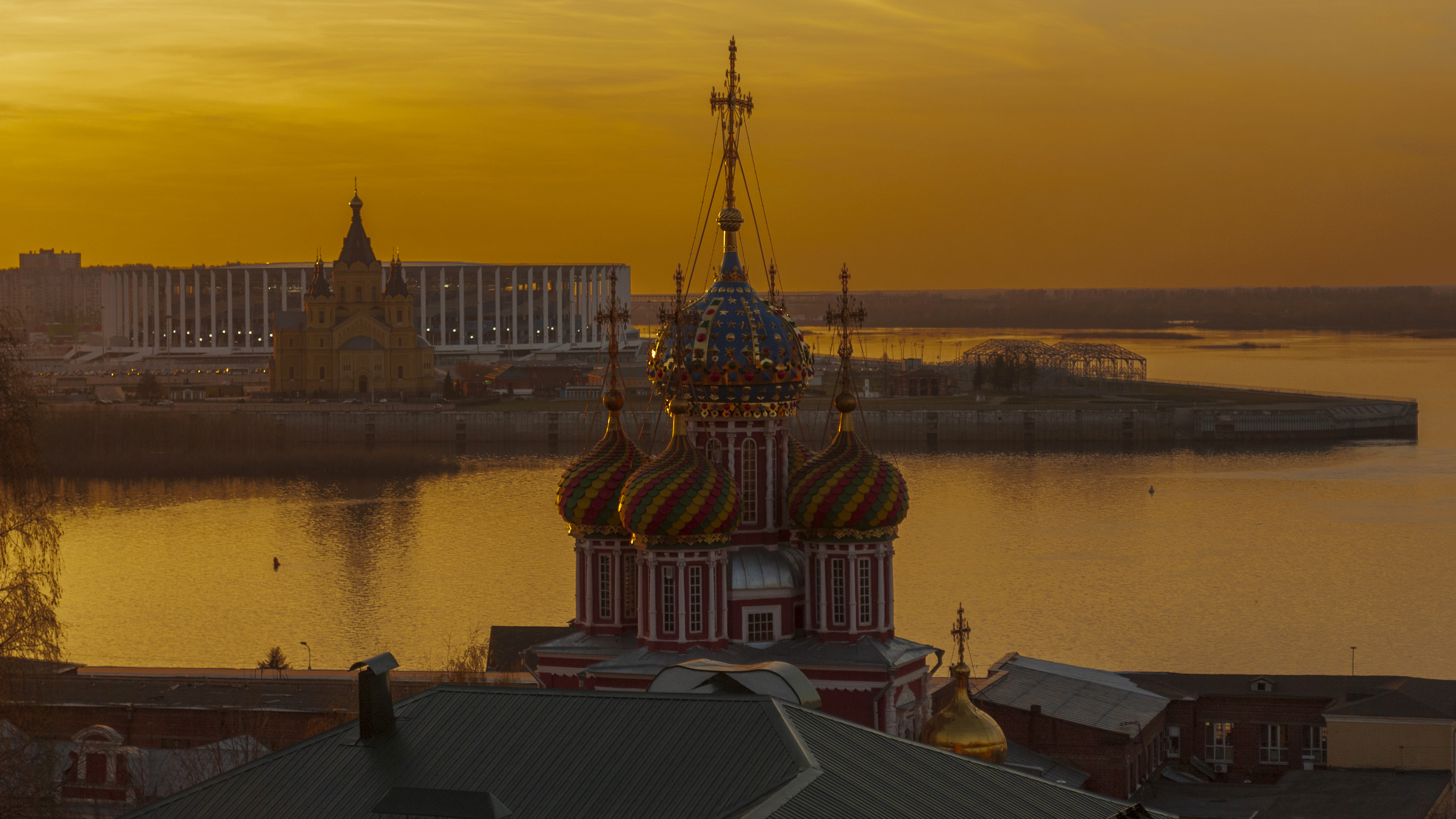
L'église de la Nativité et la cathédrale Saint-Alexandre-Nevski avec un stade sur la Strelka de Nijni Novgorod

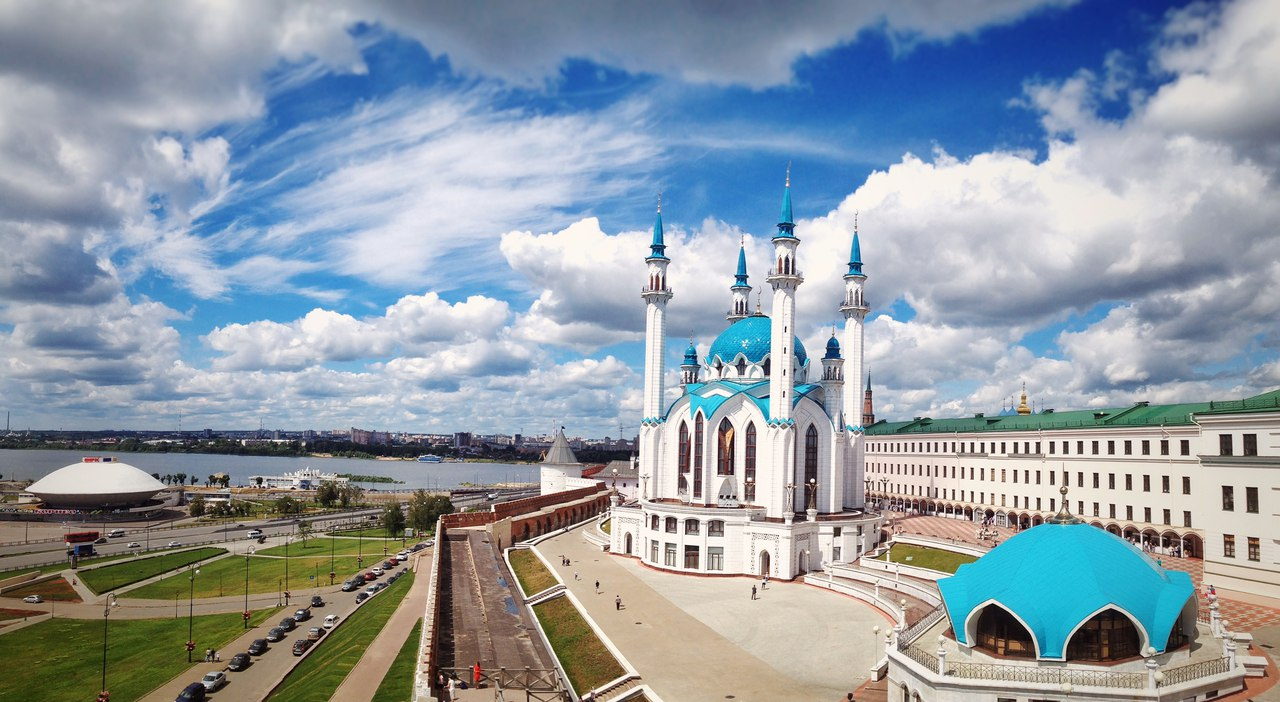
La mosquée Qolsharif est située dans le Kremlin de Kazan.

### Répartition statistique des croyances religieuses
La Russie compterait en 2014, environ 77 % de croyants (dont 70 % de chrétiens).
- Chrétiens orthodoxes : 66,5 % (incluant les Vieux-croyants), dont 15 % se disent pratiquants.
- Athées ou agnostiques : 23 %
- Musulmans : 7,1 % : entre 10 et 12 millions de musulmans (principalement sunnites, mais aussi avec une forte communauté soufie proche du chiisme au Daghestan).
- Chrétiens protestants : environ 1,7 % (principalement luthériens et baptistes).
- Bouddhistes : 0,07 % (essentiellement de tradition tibétaine).
- Juifs : 0,1 % (incluant les orthodoxes et hassidiques).
- Chrétiens catholiques romains et byzantins : environ 1,5 %.
- Église apostolique arménienne : 0,03 %.

Le dénombrement des pratiquants est toutefois difficile et le CIA Factbook donnait l'évaluation suivante en 2006 :
- Athées ou agnostiques : 63 à 73 %
- Orthodoxes russes : 15-20 % ;
- Musulmans : 10-15 % ;
- autres chrétiens : 2 %.

## Éducation

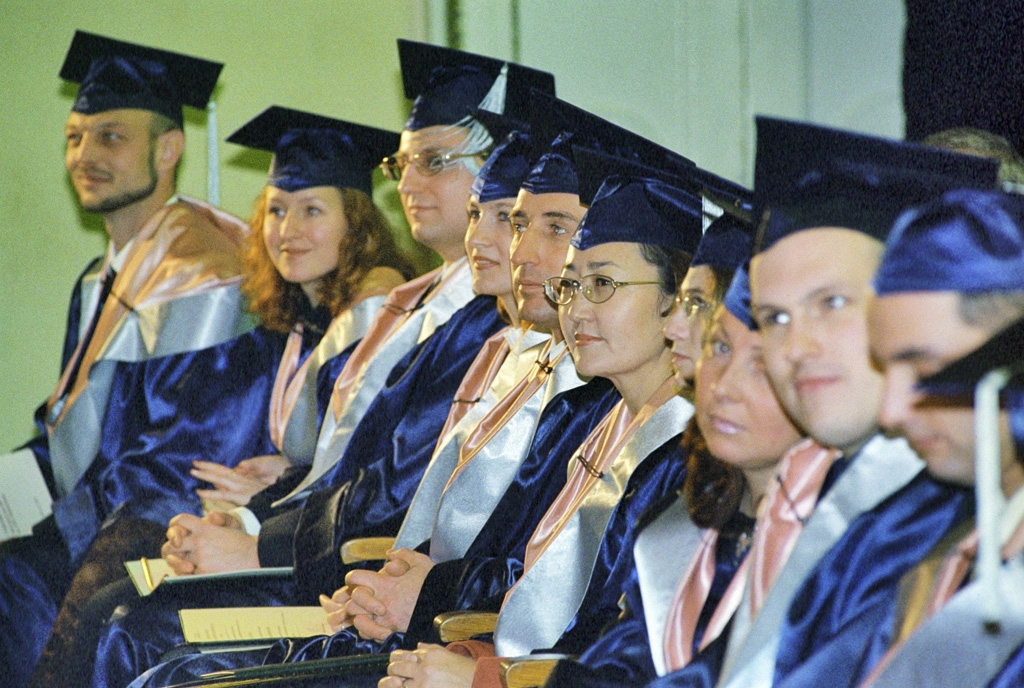
Université d'État de Moscou.

Le taux d'alphabétisation est dans la moyenne des pays de l'OCDE : 99,7 % en 2019.
Les populations n'appartenant pas à l'ethnie russe sont souvent bilingues (exemples : russe et tatar, russe et oudmourte, russe et iakoute, russe et arménien).
Entre 2003 et 2008, le taux de scolarisation brut pour les hommes et femmes est de 96 % et le taux de scolarisation net est de 91 %. Dans un cadre éducatif, 21 % des enfants scolarisés utilisent un accès à Internet, en 2007[réf. souhaitée]. Le taux de suivi en dernière année d'école primaire est de 99 %, entre 2003 et 2008, d'après les données administratives russes[réf. souhaitée]. D'après l'Unicef, le taux de scolarisation en secondaire est de 85 % pour les hommes et de 83 % pour les femmes entre 2003 et 2008.

## Culture

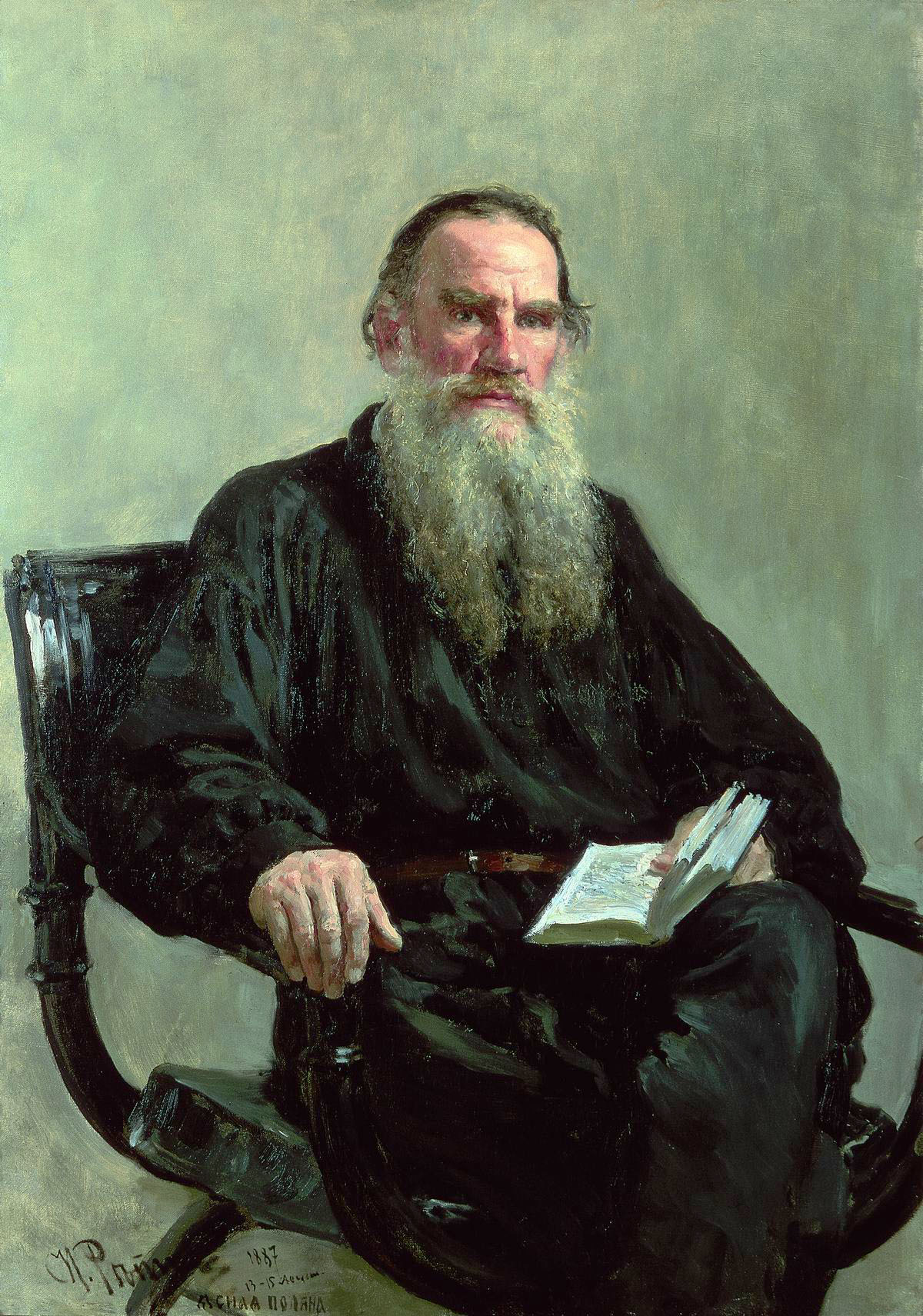
Portrait de Léon Tolstoï, Ilia Répine (1887).

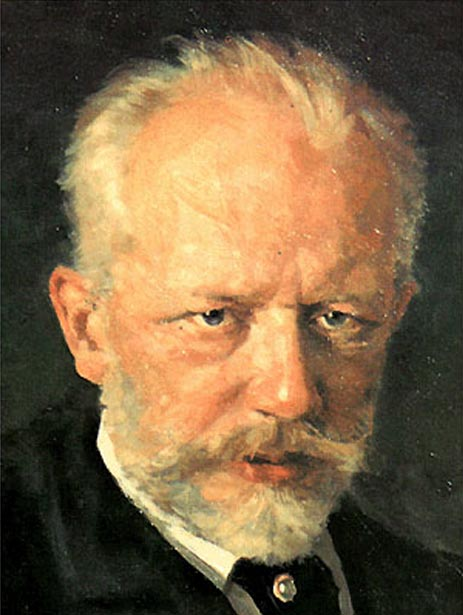
Piotr Ilitch Tchaïkovski.

### Littérature
La littérature russe prend son essor à Saint-Pétersbourg avec Alexandre Pouchkine, qui est considéré comme l'un des fondateurs de la littérature moderne russe et est parfois surnommé le « Shakespeare russe ». Parmi les poètes et écrivains russes les plus célèbres figurent Nicolas Gogol, Mikhaïl Lermontov, Fiodor Dostoïevski, Léon Tolstoï et Anton Tchekhov. Les écrivains les plus marquants de la période soviétique sont Boris Pasternak, Alexandre Soljenitsyne, Vladimir Maïakovski, Mikhaïl Cholokhov et les poètes Evgueni Evtouchenko et Andreï Voznessenski.

### Musique
Un grand nombre de groupes ethniques vivant en Russie ont des traditions folkloriques très variées. La musique russe du XIXe siècle est caractérisée par l'existence de deux courants musicaux : celui représenté par le compositeur Mikhaïl Glinka et ses successeurs, dont le Groupe des Cinq, qui ont inclus des éléments folkloriques et religieux dans leurs compositions et la Société musicale russe dirigée par Anton et Nikolaï Rubinstein aux accents plus traditionnels. La tradition du romantisme tardif incarnée par Tchaïkovski ou encore Nikolaï Rimski-Korsakov (bien qu'également successeur de Glinka), fut prolongée au XXe siècle par Sergueï Rachmaninov, l'un des derniers grands compositeurs de musique romantique.
Les compositeurs du XXe siècle de renommée mondiale comprennent Alexandre Scriabine, Igor Stravinsky, Sergueï Rachmaninov, Serge Prokofiev et Dmitri Chostakovitch. À l'époque soviétique, la musique était sous surveillance constante du régime, car elle était un moyen d'éduquer les masses socialistes, et elle ne devait pas être influencée, selon la propagande officielle, « par la décadence bourgeoise ». Les conservatoires de Russie ont produit des générations de solistes de renommée mondiale. Parmi les plus connus figurent les violonistes David Oïstrakh, Leonid Kogan et Gidon Kremer, le violoncelliste Mstislav Rostropovitch, les pianistes Vladimir Horowitz, Sviatoslav Richter et Emil Gilels et la cantatrice Galina Vichnevskaïa.

### Opéra et théâtre
Tchaïkovski composa des ballets connus dans le monde entier comme Le Lac des cygnes, Casse-Noisette et La Belle au bois dormant. Au début du XXe siècle, les danseurs russes Anna Pavlova et Vaslav Nijinski devinrent célèbres et les déplacements à l'étranger des Ballets russes influencèrent fortement le développement de la danse dans le monde. Le ballet soviétique a préservé à la perfection les traditions du XIXe siècle et les écoles de chorégraphie de l'Union soviétique ont fait naître de grandes étoiles, admirées partout comme Maïa Plissetskaïa, Rudolf Noureev et Mikhaïl Barychnikov. Le ballet du Bolchoï à Moscou et le celui du Mariinsky à Saint-Pétersbourg sont universellement prisés.

### Cinéma et audiovisuel

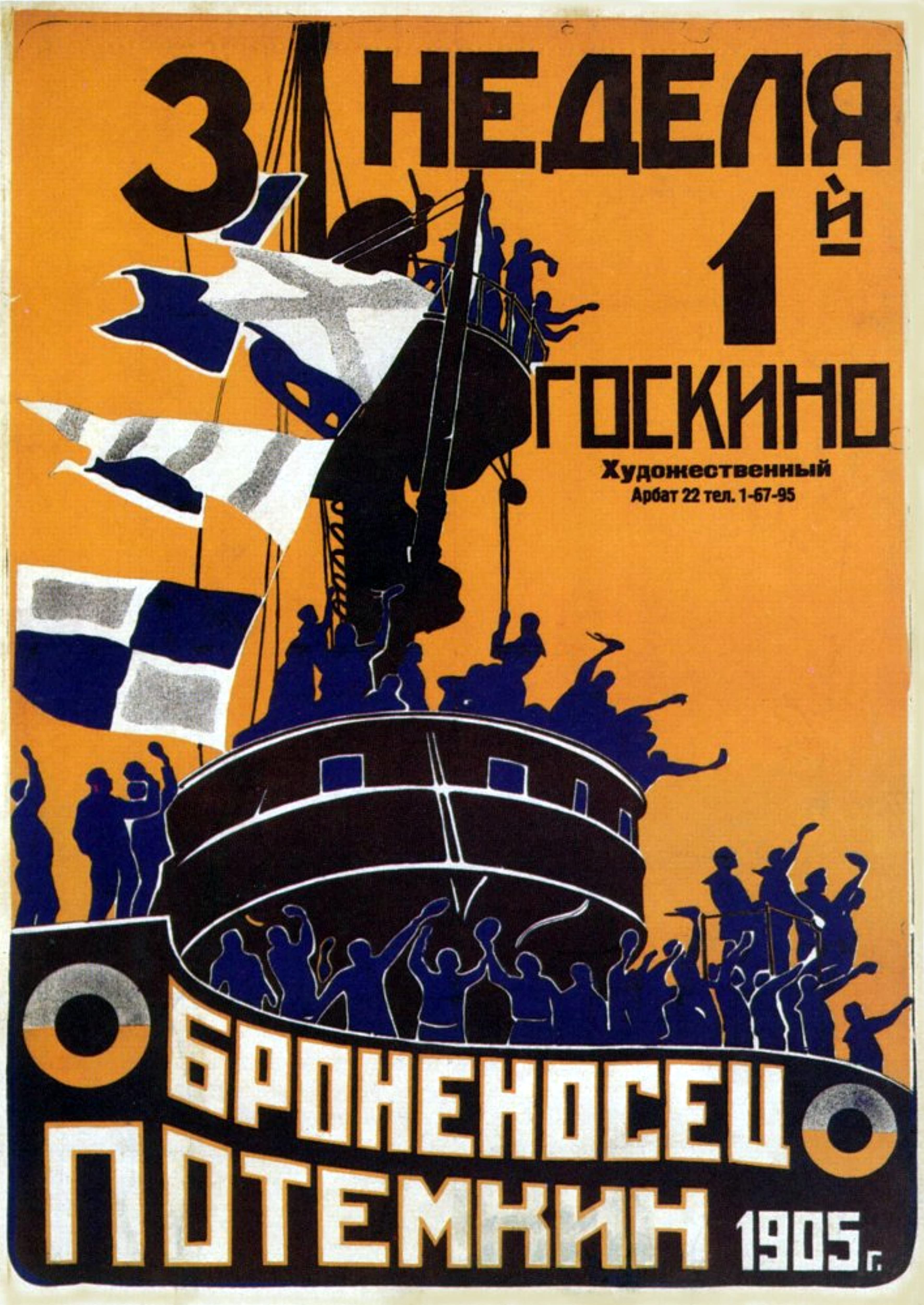
Le Cuirassé Potemkine, affiche originale du célèbre film de Sergueï Eisenstein en 1925.

Alors que le cinéma a souvent été considéré comme une forme de divertissement bon marché à destination des classes populaires, la production cinématographique en Russie a eu dès 1917 un rôle culturel important : immédiatement après la révolution de 1917, le cinéma soviétique a exploré les possibilités et les limites du montage avec par exemple des films comme Le Cuirassé Potemkine. Le régime utilisait cet art pour former les masses, mais il tenta cependant de le faire avec des formes nouvelles et une grande créativité. Des réalisateurs soviétiques comme Sergueï Eisenstein et Andreï Tarkovski marquèrent leur époque et eurent une grande influence sur les cinéastes contemporains. Eisenstein fut l'élève du metteur en scène et théoricien Lev Koulechov, qui mit au point les principes du montage cinématographique dans la première école du cinéma créée au monde, l'institut du cinéma de l'Union à Moscou. En 1932, Staline promulgua le réalisme socialiste soviétique comme fondement de l'art soviétique, ce qui freina la créativité, mais beaucoup d'œuvres produites à cette époque sont des réussites artistiques comme Tchapaev, Quand passent les cigognes et la Ballade du soldat.
Le cinéma soviétique fut en crise dans les années 1980 et 1990. Les réalisateurs russes n'étaient plus obligés d'affronter la censure, mais les réductions des subventions d'État ne leur permettaient de produire qu'un nombre réduit de films. Le début du XXIe siècle quant à lui se caractérisa par un accroissement des entrées en salle et en conséquence une prospérité accrue de l'industrie cinématographique.
L'art de la vidéo est très populaire dans la Russie moderne. La Russie est l'un des marchés prioritaires pour YouTube. L'épisode le plus populaire de la série animée russe Masha et Michka a plus de 3 milliards de vues. La chaîne « +100500 », qui héberge des critiques de vidéos pour des vidéos amusantes, et BadComedian, qui fait des critiques pour des films populaires, sont particulièrement populaires. De nombreuses bandes-annonces de films russes ont été nommées aux Golden Trailer Awards,.

### Architecture

#### Principaux styles et évolutions

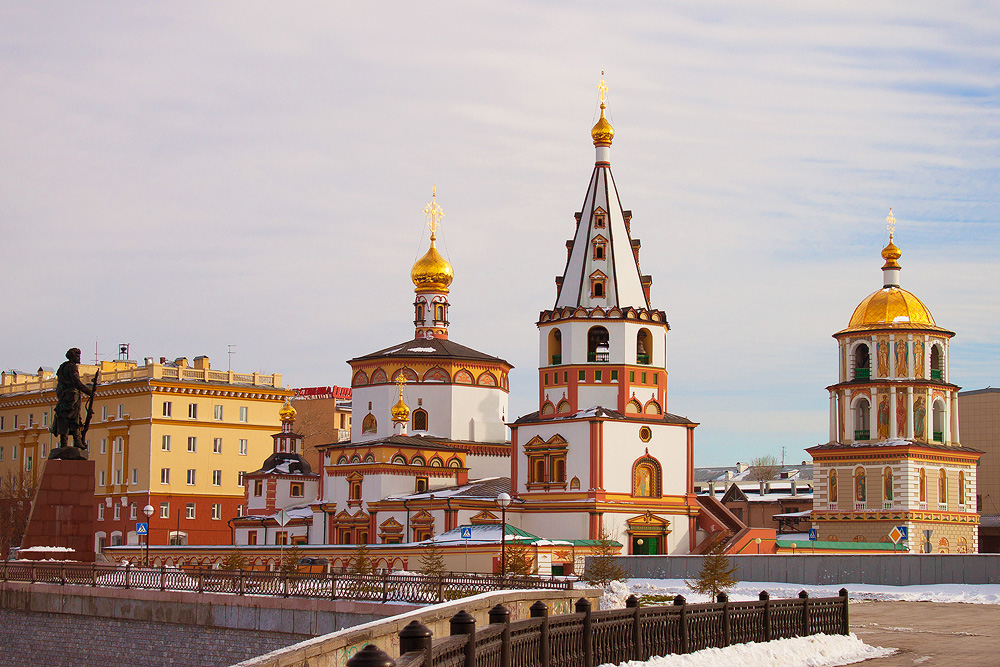
La cathédrale de l'Épiphanie d'Irkoutsk, exemple architectural du baroque sibérien.

Depuis la christianisation de la Rus' de Kiev, l'architecture russe a été influencée par l'architecture byzantine pendant de nombreuses années. Outre les fortifications (kremlins), les principaux bâtiments en pierre de l'ancienne Rus' étaient des églises orthodoxes avec leurs nombreux dômes, souvent dorés ou peints de couleurs vives.
Aristotile Fioravanti et d'autres architectes italiens ont introduit la mode de la Renaissance en Russie depuis la fin du XVe siècle, tandis que le XVIe siècle vit le développement des églises uniques en forme de tente (chatior) culminant dans la cathédrale Sainte-Basile-le-Bienheureux. À cette époque-là, la conception du dôme en forme d'oignon, ou clocher à bulbe, était complètement développée.
Au XVIIe siècle, le « style ardent » de l'ornementation a prospéré à Moscou et à Iaroslavl, ouvrant progressivement la voie au Baroque Narychkine dans les années 1690. Après les réformes de Pierre Ier le Grand, le changement de style architectural en Russie a généralement suivi celui de l'Europe occidentale. Le XVIIIe siècle est particulièrement marqué en Russie par différents types de baroque, comme l'élisabethain, le pétrovien, le Stroganov, celui de Totma et celui de Sibérie.

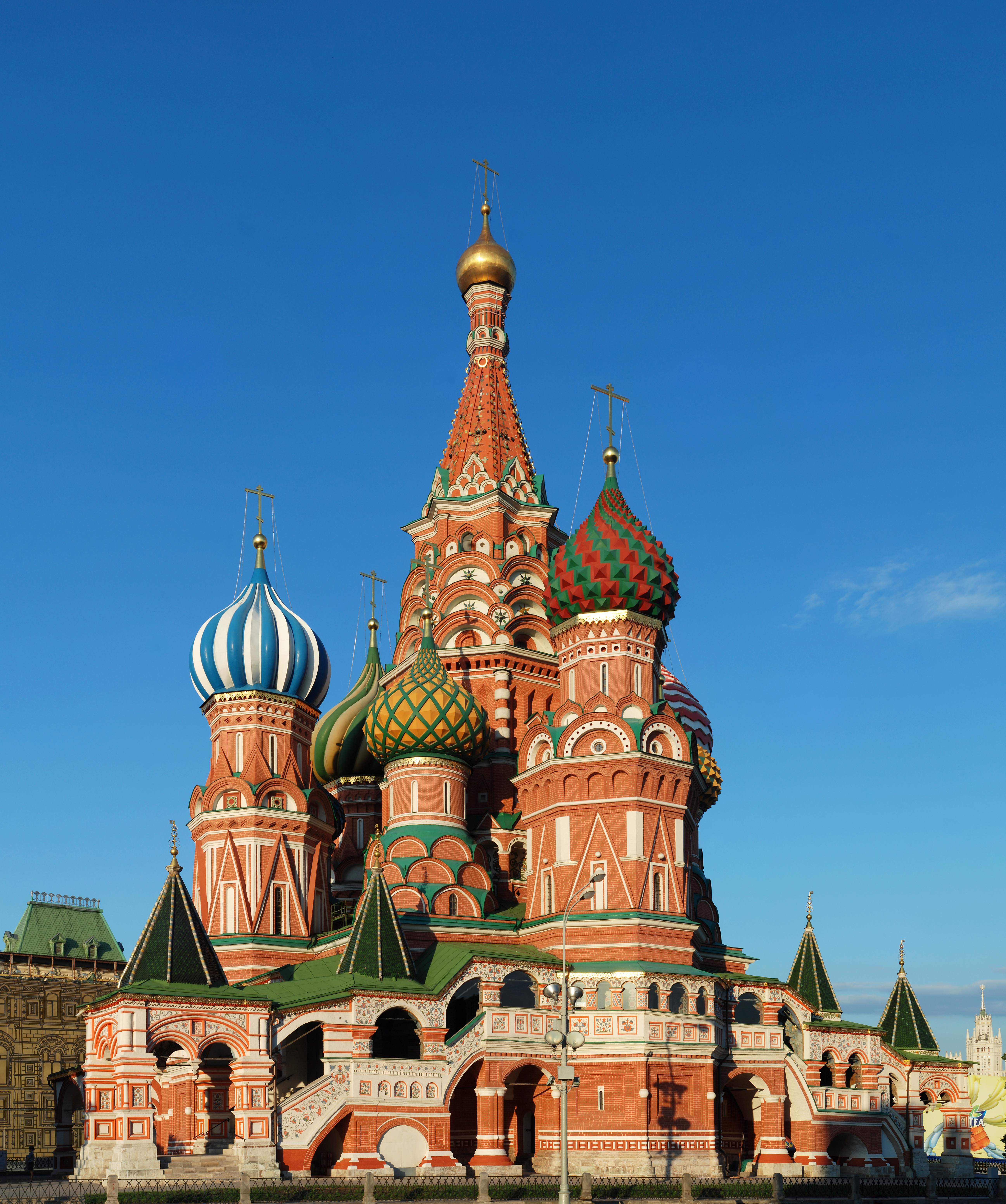
La cathédrale Saint-Basile sur la Place Rouge, Moscou, l'un des symboles les plus populaires du pays.

Le goût du XVIIIe siècle pour l'architecture rococo a conduit aux œuvres ornées de Bartolomeo Rastrelli et de ses disciples. Les règnes de Catherine II et de son petit-fils Alexandre Ier ont vu fleurir l'architecture néoclassique, notamment à Saint-Pétersbourg, capitale de la Russie à cette époque. La seconde moitié du XIXe siècle a été dominée par les styles néo-byzantin et néo-russe. Les styles prédominants du XXe siècle étaient l'Art nouveau, le constructivisme russe et l'architecture stalinienne.
Durant la période stalinienne, la tradition de préservation a été brisée. Les sociétés de préservation indépendantes, même celles qui ne défendaient que des sites séculiers tel l'OIRU basé à Moscou, ont été dissoutes à la fin des années 1920. Une nouvelle campagne antireligieuse, lancée en 1929 coïncide avec le collectivisme agricole ; la destruction des églises dans les villes atteint un sommet vers 1932. Un certain nombre d'églises ont été démolies, dont la Cathédrale du Christ-Sauveur de Moscou. À Moscou seulement, les disparitions d'édifices notables de 1917 à 2006 sont estimées à plus de 640 (dont 150 à 200 bâtiments classés, sur un inventaire total de 3 500) - certains ont complètement disparu, d'autres ont été remplacés par des répliques en béton.

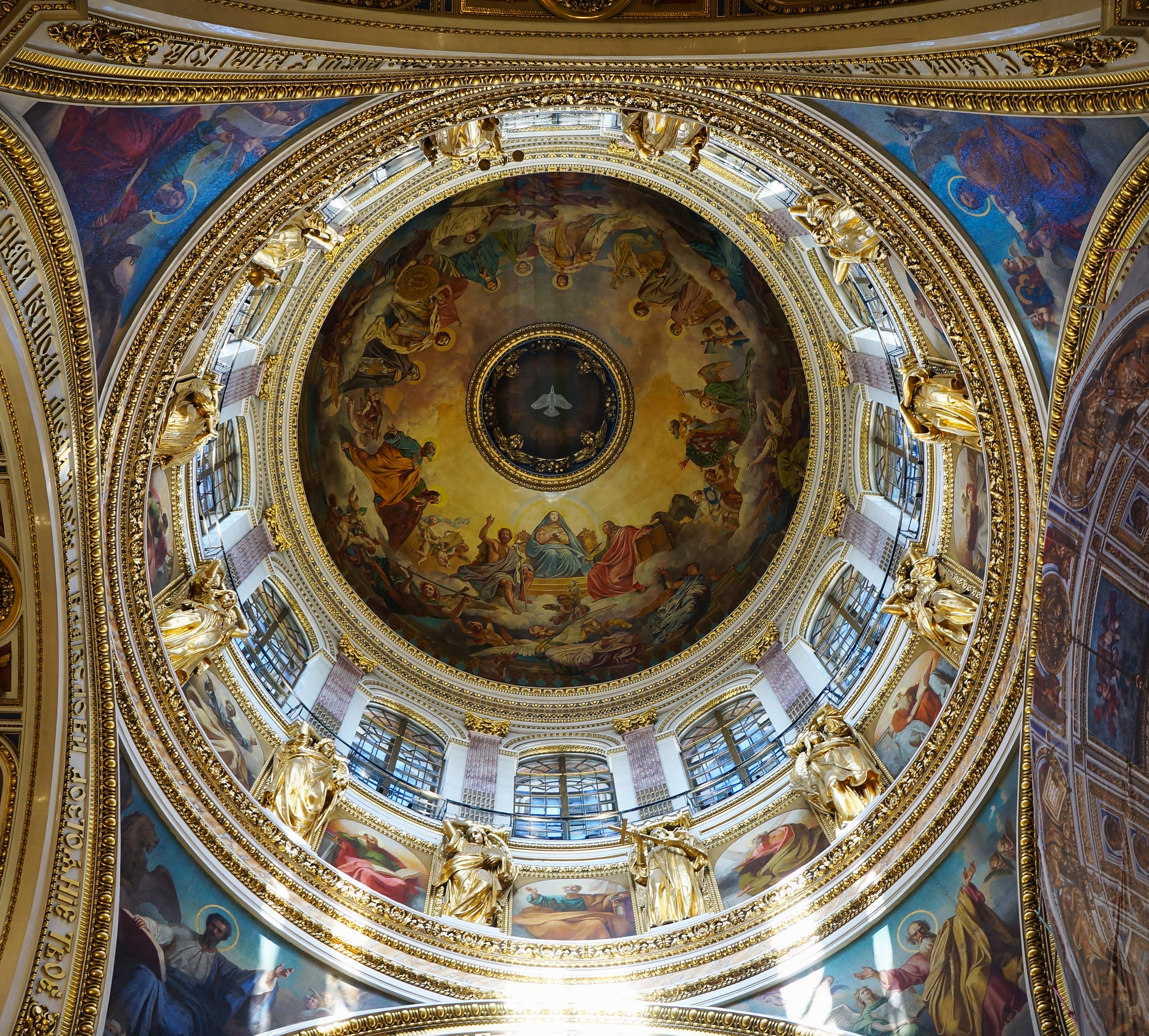
Le dôme de la cathédrale néoclassique Saint-Issac de Saint-Pétersbourg.

En 1955, un nouveau leader soviétique, Nikita Khrouchtchev, a condamné les « excès » de l'ancienne académique d'architecture et la fin de l'ère soviétique a été dominée par le fonctionnalisme simple en architecture. Cela a quelque peu aidé à résoudre le problème du logement, mais en créant une grande quantité de bâtiments de faible qualité architecturale, contrastant significativement avec les styles lumineux antérieurs. En 1959, Nikita Khrouchtchev a lancé la campagne antireligieuse. En 1964, plus de 10 000 églises sur 20 000 ont été fermées (principalement dans les zones rurales) et beaucoup ont été démolies. Sur 58 monastères et couvents en activité en 1959, seulement 16 restaient en 1964, sur 50 églises de Moscou en activité en 1959, 30 ont été fermées et 6 démolies.

#### Inscrits sur la liste du patrimoine mondial
En juin 2024, l'UNESCO recensait 52 sites inscrits en Russie, dont 31 culturels sur la liste du patrimoine mondial, ce qui en fait le neuvième pays du monde en nombre de sites bénéficiant de la reconnaissance mondiale, devant l'Iran et dernière le Royaume-Uni.
Le patrimoine architectural russe inscrit sur la liste du patrimoine mondial comporte à la fois des édifices d'architecture religieuse (les églises de l'école d'architecture de Pskov par exemple), civile (le palais Catherine), militaire (ensemble historique et architectural du Kremlin de Kazan) et urbaine (centre historique de Iaroslavl, de Saint-Pétersbourg). Il comporte des exemples d'architecture des différentes époques du pays, de l'architecture pré-mongole (la cathédrale Sainte-Sophie de Novgorod) à l'époque récente (les observatoires astronomiques de l'université fédérale de Kazan), en passant par des chefs-d'œuvre de l'architecture en bois (le pogost de Kiji), musulmane (le gorodichtché de Bolgar) et à piliers et chatior (l'église de l'Ascension de Kolomenskoïe).

Sites classés au patrimoine mondial de l'UNESCO
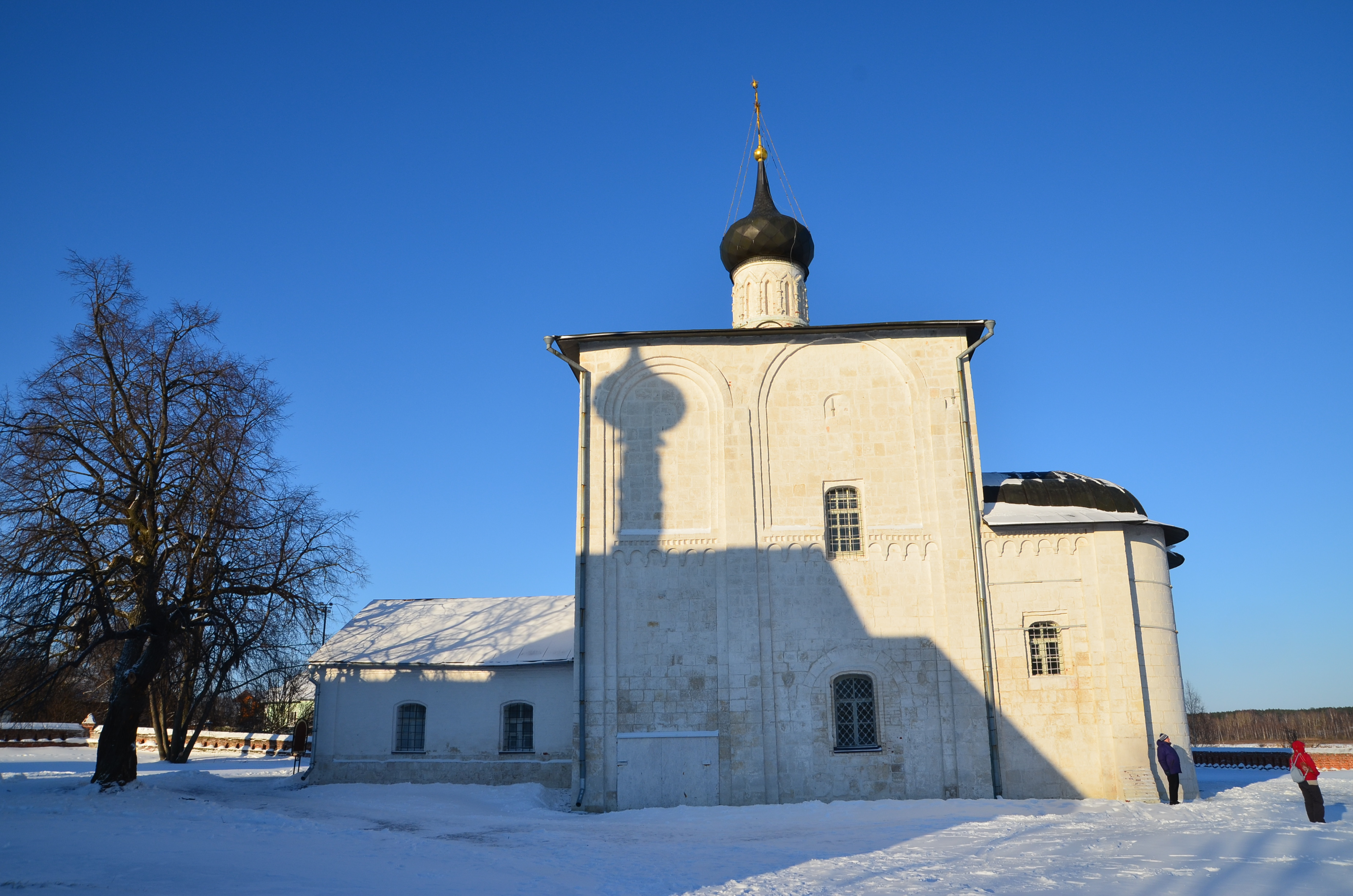
L'église Saints-Boris-et-Gleb de Kidekcha, deuxième plus vieux édifice de Russie (Monuments de Vladimir et de Souzdal).
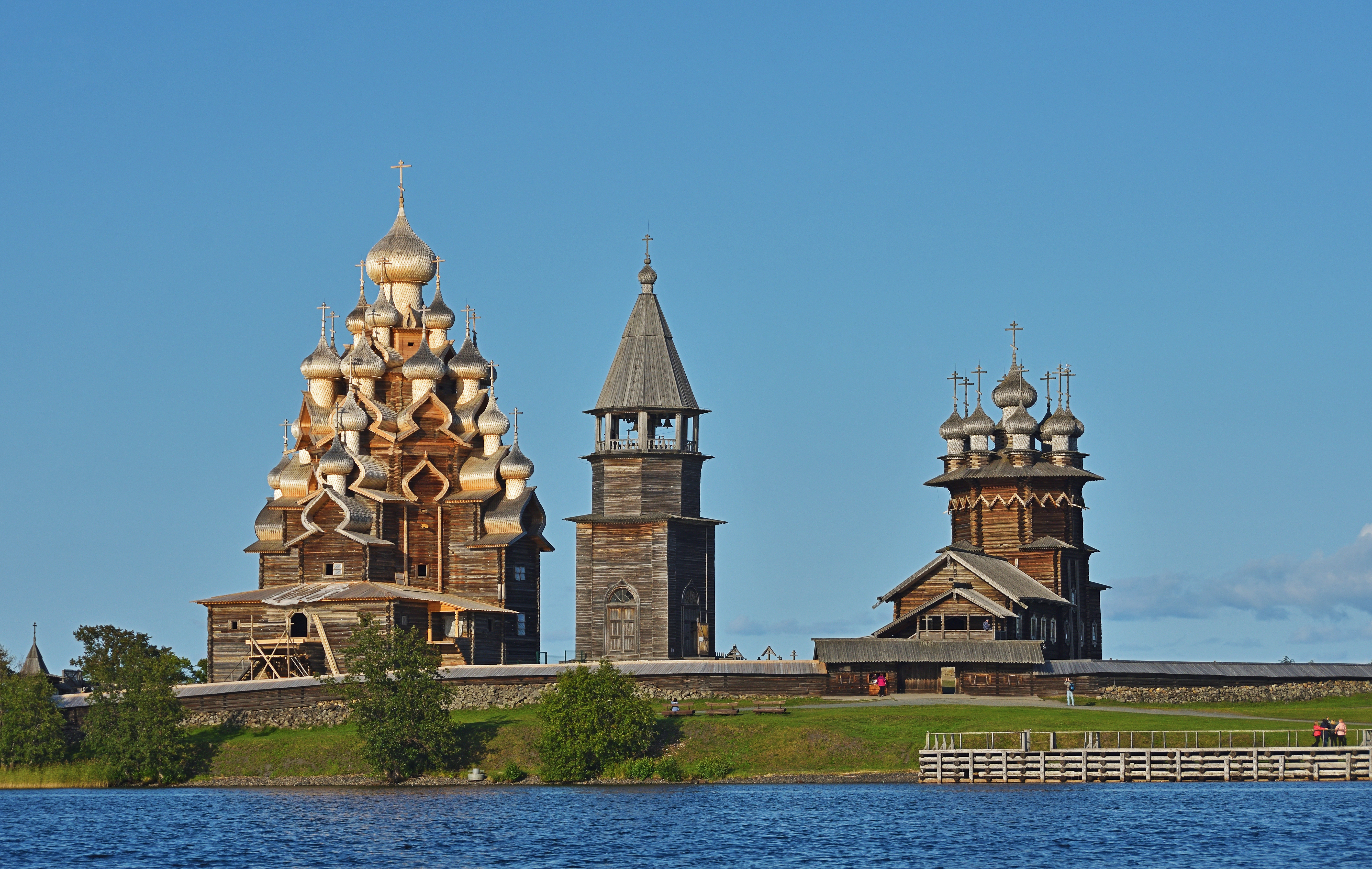
Le pogost de Kiji.
Le Monastère Solovetski.
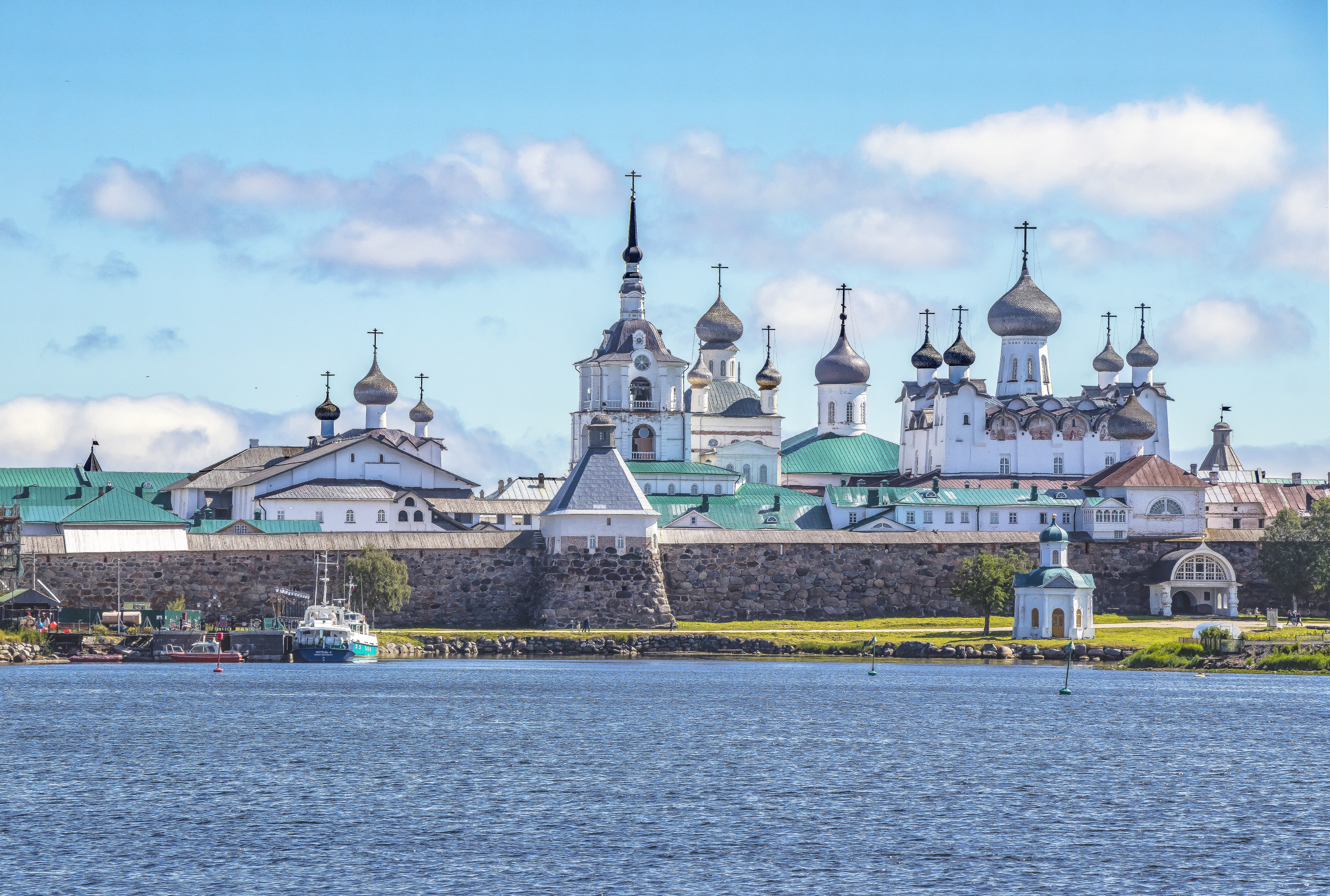
Le Monastère Solovetski.
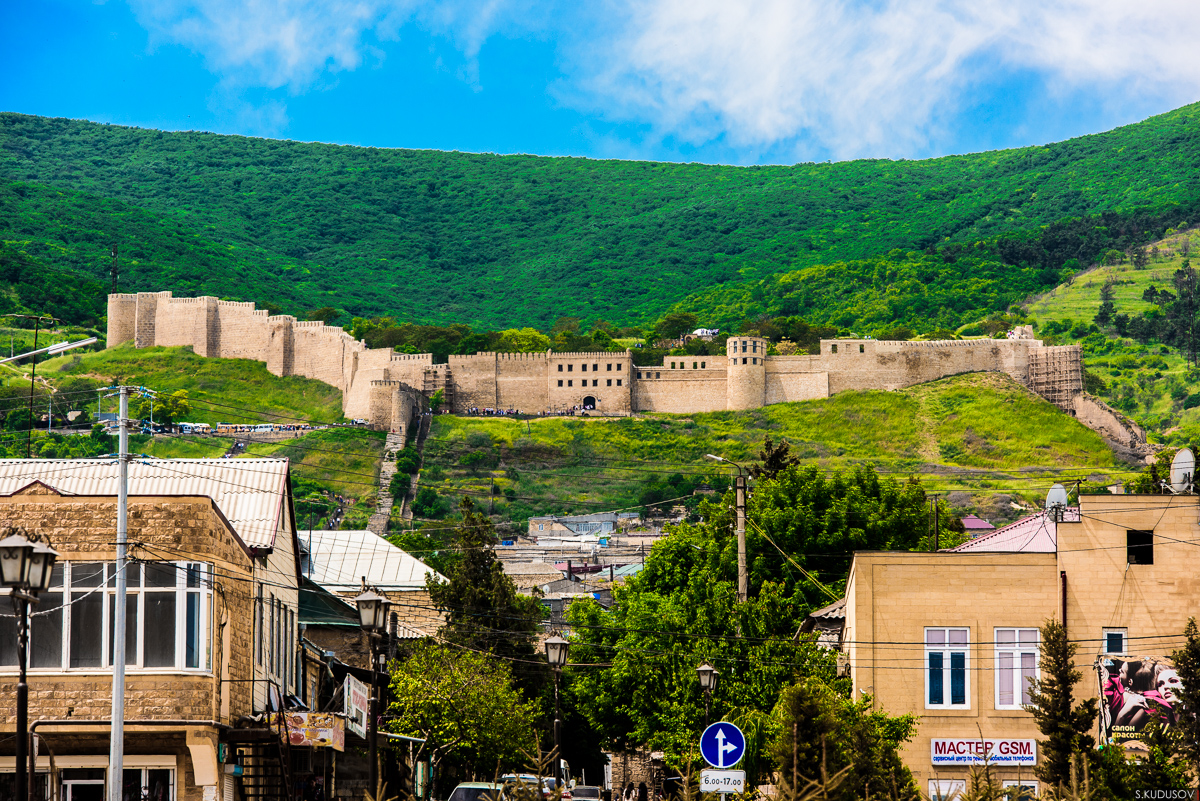
La citadelle de Derbent.
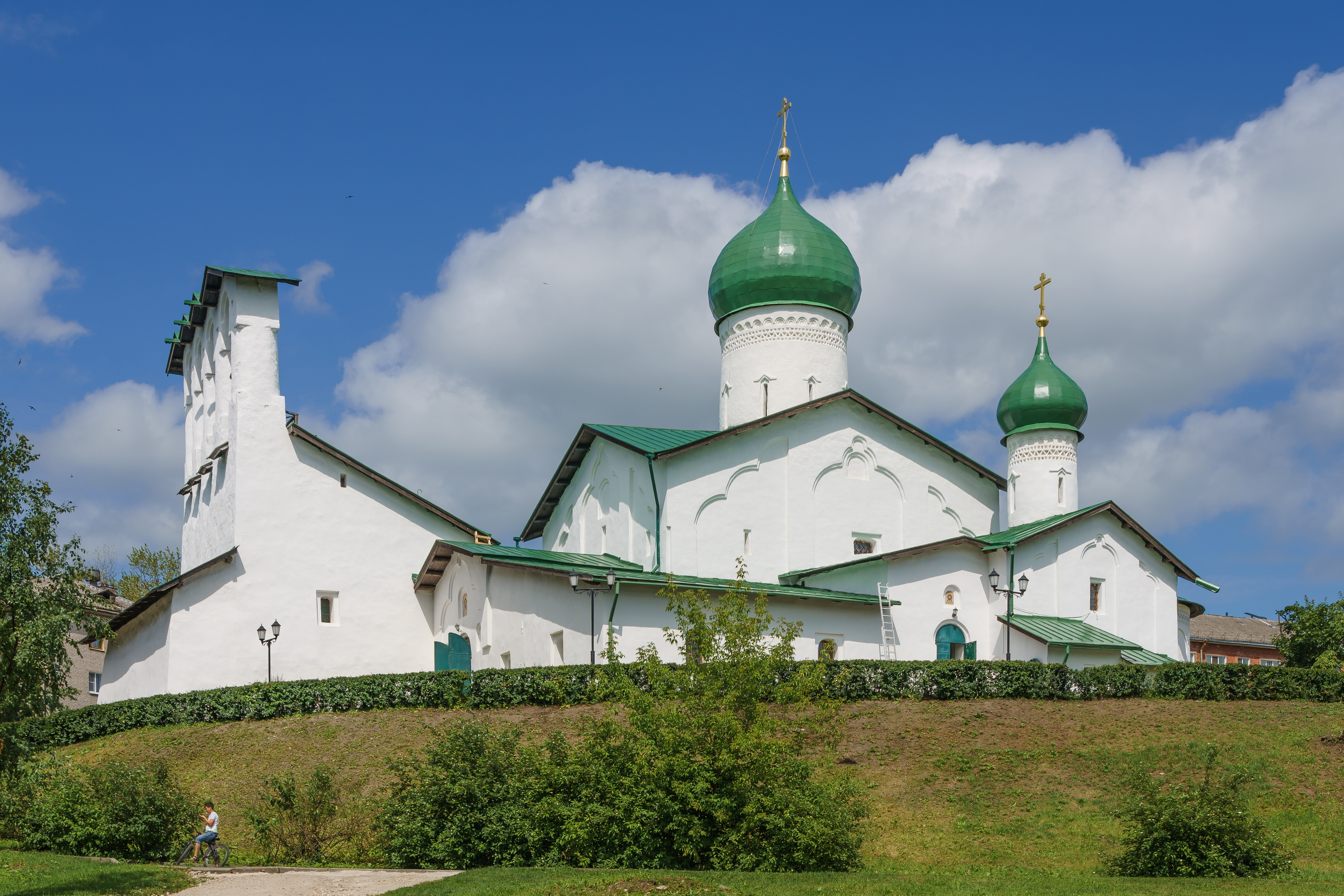
L'église de l'Épiphanie de Zapskovié (Églises de l'école d'architecture de Pskov).
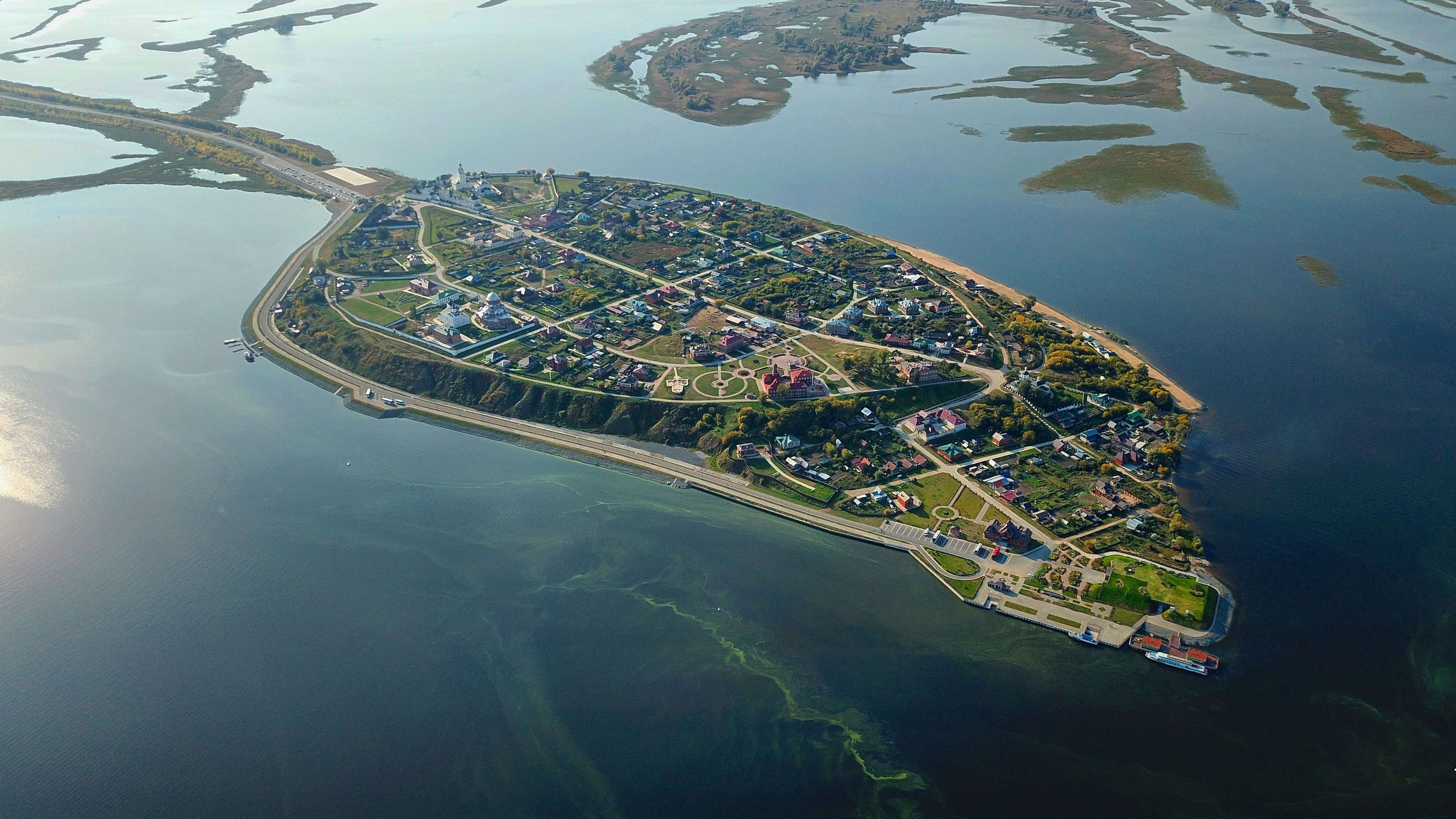
Cathédrale et monastère de l'Assomption de l'île-village de Sviajsk.
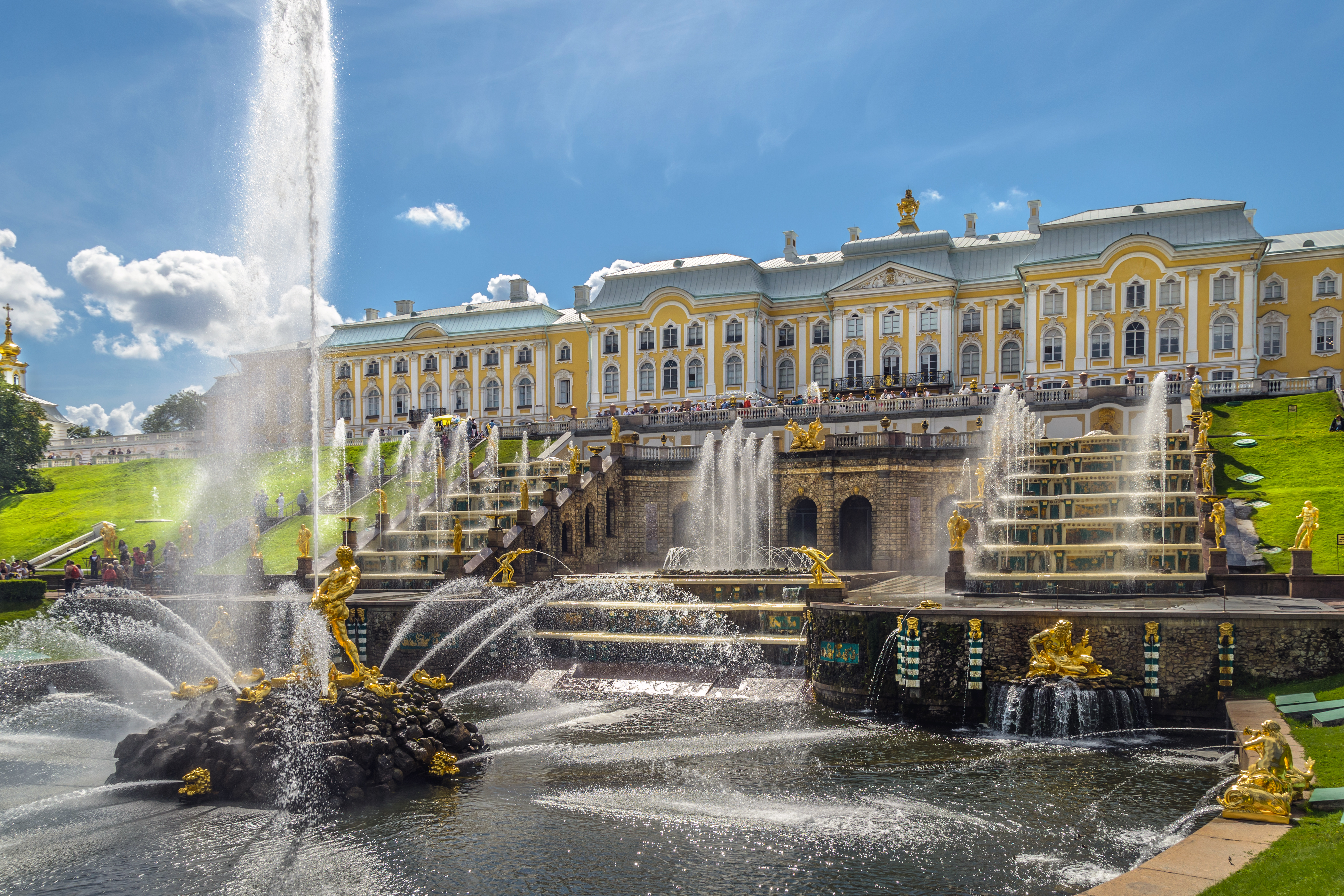
Le palais de Peterhof, excellent exemple de l'architecture baroque (Centre historique de Saint-Pétersbourg et ensembles monumentaux annexes).
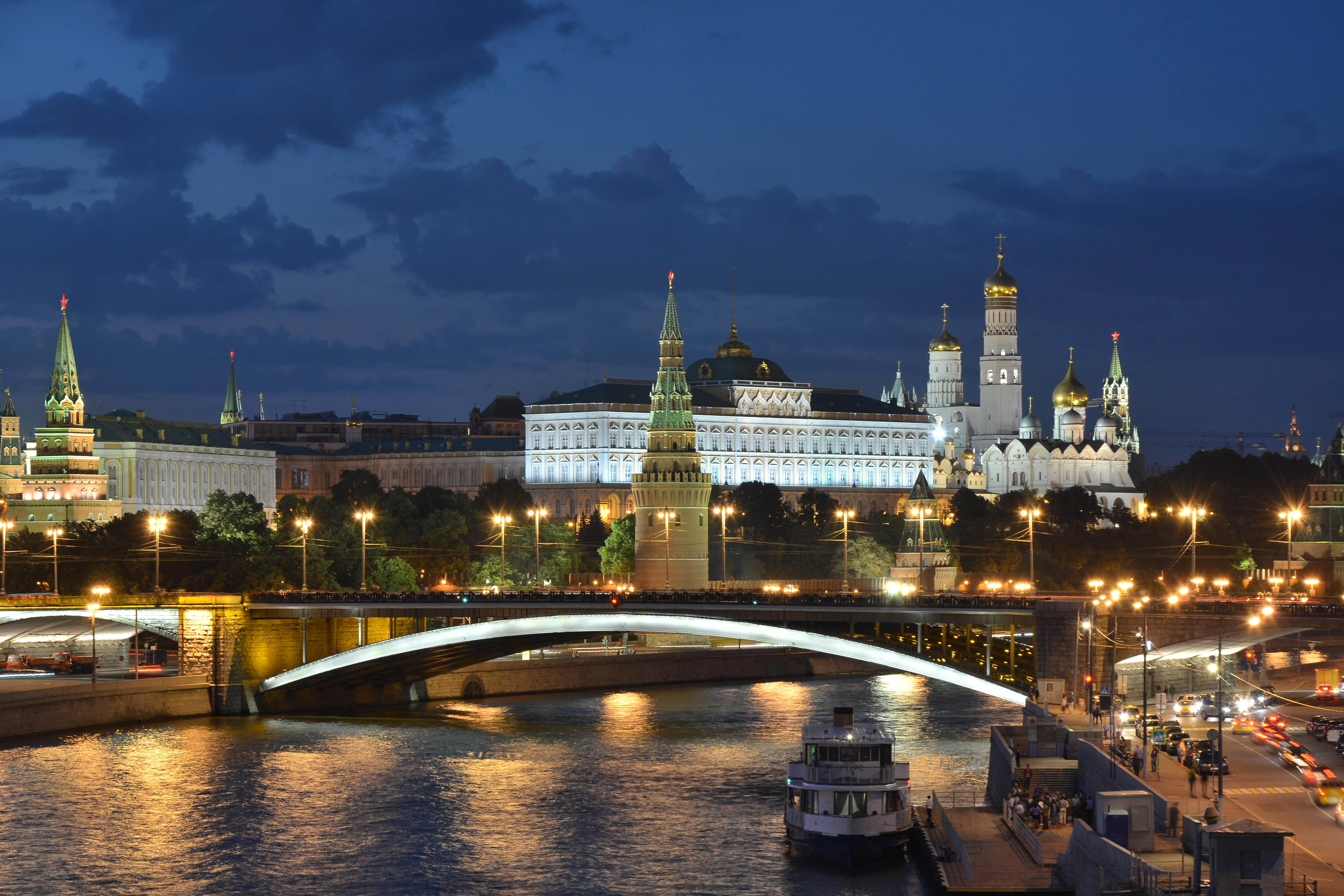
Le Kremlin et le Grand Pont de pierre vus de nuit.

### Traditions

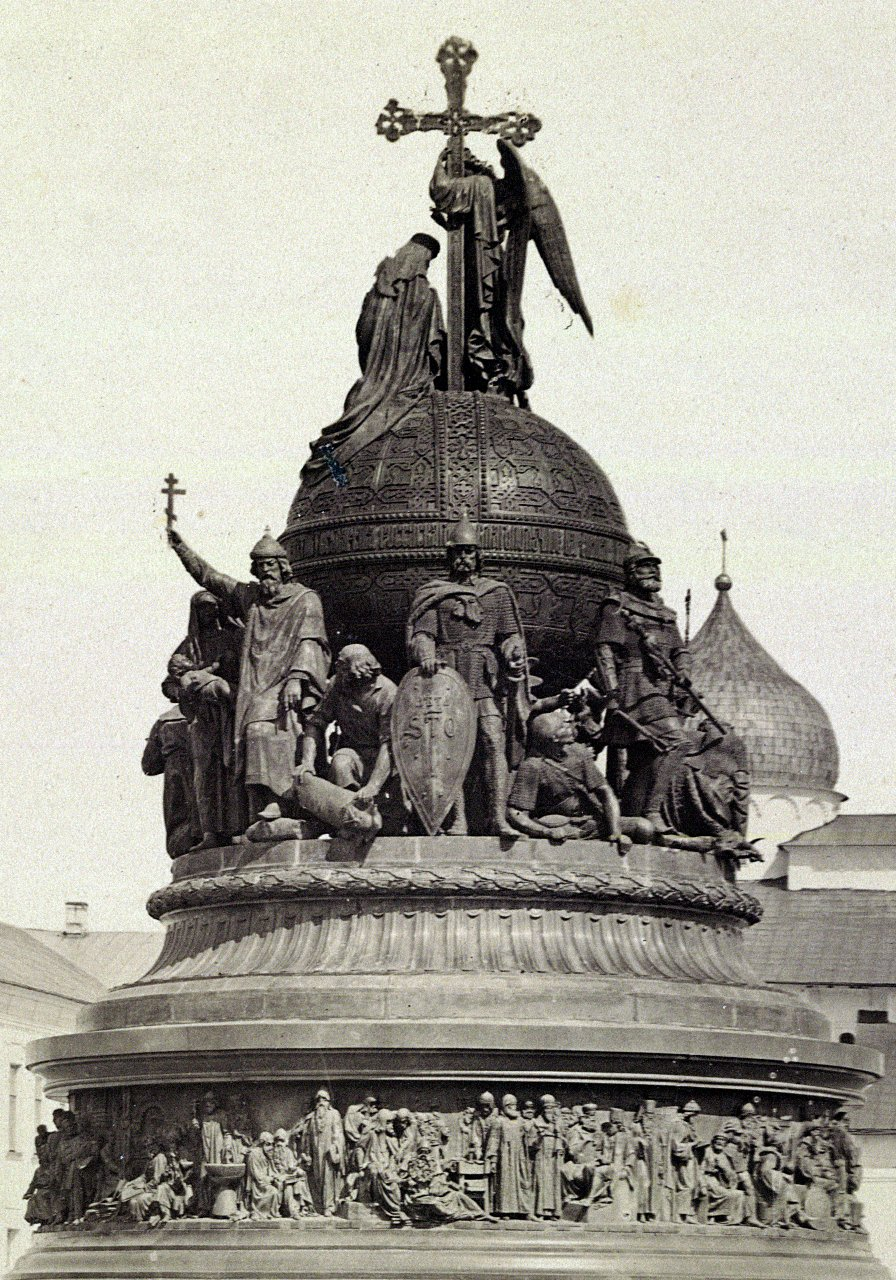
Le monument Millénaire de la Russie (1862), conçu pour la commémoration du millième anniversaire de la venue de Riourik en tant que premier prince de Novgorod (862).

En 2016, la Russie compte 2 éléments inscrits sur la liste représentative du patrimoine culturel immatériel. Le premier est l'espace culturel et la culture orale des Semeiskie, communauté de Vieux-Croyants installé en Transbaïkalie à la suite d'un exil depuis la Russie européenne. Il serait environ 200 000, et pratiquent d'anciens rites orthodoxes, comme leurs chats. Ils se caractérisent aussi par leur artisanat, leurs habitations, leurs vêtements traditionnels, leurs ornements, et leur nourriture. Le second élément est l'olonkho, qui est un genre poétique chanté a cappella de la tradition orale iakoute en république de Sakha. Présente dans l'espace culturel turco-mongol, l'épopée constitue le texte unique de ce genre. Les motifs et types varient tout en suivant un canon fondamental déterminé.

### Fêtes et jours fériés
| Date        | Nom français                                                        | Nom local                                 | Remarques |
| ----------- | ------------------------------------------------------------------- | ----------------------------------------- | --- |
| 1er janvier | Nouvel an                                                           | Новый год                                 | Férié |
| 7 janvier   | Noël (orthodoxe)                                                    | Рождество Христово                        | Férié |
| 13 janvier  | Nouvel an « ancien » (julien)                                       | Старый новый год                          | Non férié |
| 23 février  | Fête du Défenseur de la Patrie                                      | День Защитника Отечества                  | Ancienne Fête de l'Armée rouge, et désormais Fête des hommes, jour férié.                                                      |
| 8 mars      | Journée internationale des femmes                                   | Международный женский день                | Fête des femmes, jour férié.                                                                                                   |
| 1er mai     | Fête du printemps et du travail (le Pervomaï)                       | Праздник весны и труда (Первомай)         | |

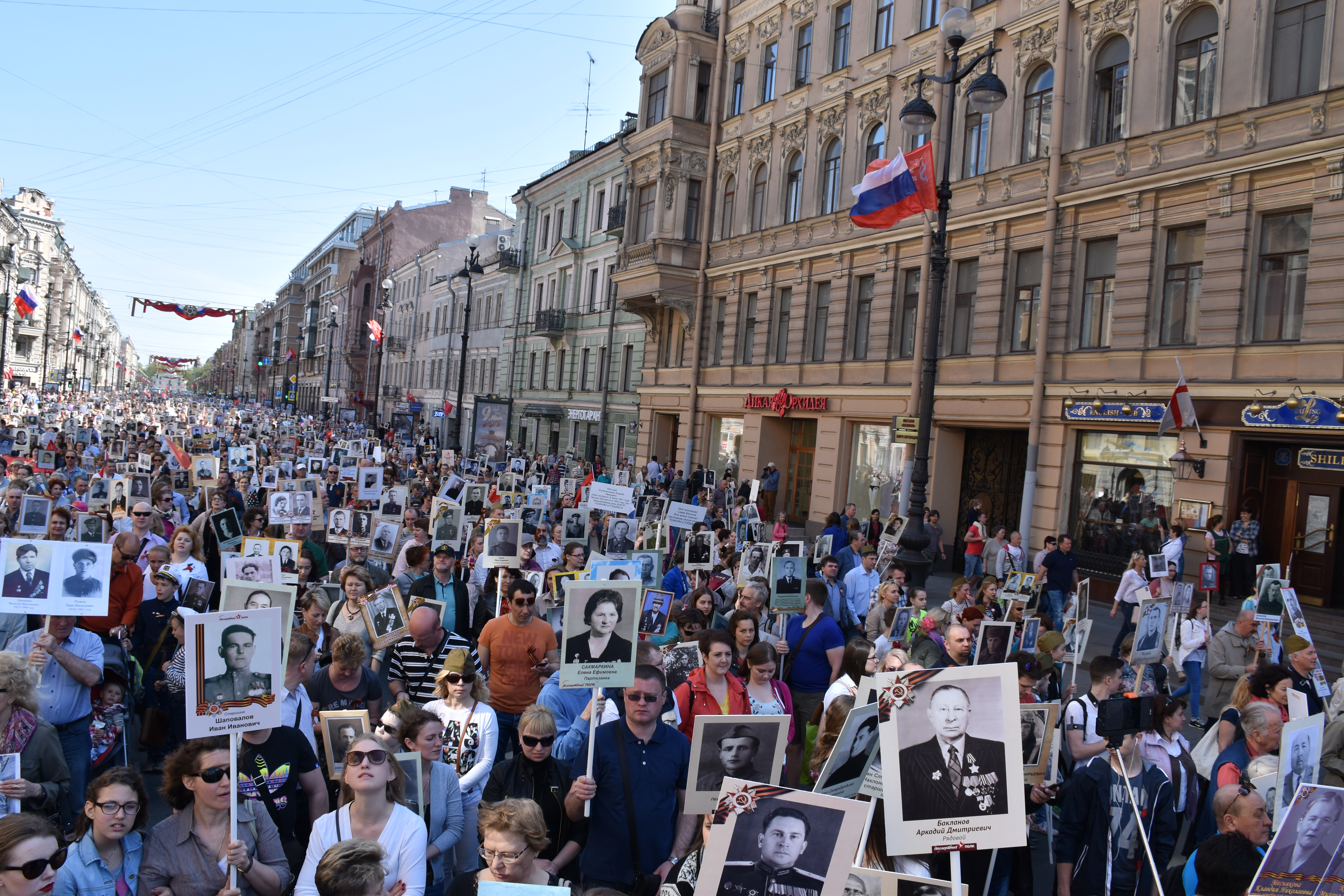
Jour de la Victoire, Saint-Pétersbourg, le 9 mai 2016.

| 9 mai       | Fête de la victoire de la Grande Guerre patriotique (1941-1945)     | День Победы в Великой Отечественной войне | Jour férié. Anniversaire de la signature de l’acte de capitulation nazie à l’heure de Moscou (9 mai à 01h01).                  |
| 12 juin     | Jour de Russie (Fête de la Souveraineté de la fédération de Russie) | День России (День суверенитета РФ)        | Le 12 juin 1990, le Parlement russe démocratiquement élu proclama l'indépendance de la Russie vis-à-vis de l'Union soviétique. |
| 4 novembre  | Fête de l'unité nationale                                           | День национального единства               | |
| 7 novembre  | Fête de Réconciliation (Anniversaire de la Révolution russe 1917)   | День согласия и примирения                | Non férié |
| 12 décembre | Jour de Constitution                                                | День Конституции                          | Non férié depuis 2005. |

Outre ces jours fériés, il existe un grand nombre de fêtes de corporations (Профессиональные праздники). Ces jours ne sont pas chômés, mais les plus importants sont célébrés officiellement (12 avril : journée de la cosmonautique ; 28 mai : jour des gardes-frontières ; 5 octobre : jour des enseignants ; 10 novembre : jour de la police…).